# Tunis
Vous lisez un « article de qualité » labellisé en 2007.
Cet article concerne la capitale de la Tunisie. Pour les autres significations, voir Tunis (homonymie).
Tunis (/ty.nis/ ; arabe : تونس, tūnis /ˈtuːnɪs/ ) est la ville la plus peuplée et la capitale de la Tunisie. Elle est aussi le chef-lieu du gouvernorat du même nom depuis sa création en 1956. Située au nord du pays, au fond du golfe de Tunis dont elle est séparée par le lac de Tunis, la cité s'étend sur la plaine côtière et les collines avoisinantes. Son cœur historique est la médina, inscrite au patrimoine mondial de l'Unesco.
Bourgade modeste placée dans l'ombre de Carthage, Kairouan puis Mahdia, elle est finalement désignée comme capitale le 20 septembre 1159 (5 ramadan 554 du calendrier musulman), sous l'impulsion des Almohades, puis confirmée dans son statut sous la dynastie des Hafsides en 1228 et à l'indépendance du pays le 20 mars 1956.
Tunis est la capitale économique et commerciale de la Tunisie. La densité de son réseau routier, autoroutier et sa structure aéroportuaire en font un point de convergence pour les transports nationaux. Cette situation est issue d'une longue évolution, en particulier des conceptions centralisatrices qui donnent un rôle considérable à la capitale et tendent à y concentrer à l'extrême les institutions.
En 2014, la population de la municipalité de Tunis intra-muros est de 638 845 habitants d'après le recensement de l'Institut national de la statistique. Néanmoins, depuis le XXe siècle, l'agglomération s'est largement développée hors des limites de la municipalité, s'étendant sur quatre gouvernorats (Tunis, l'Ariana, Ben Arous et La Manouba) formant le Grand Tunis et comptant 2 912 818 habitants en 2024, soit environ 25 % de la population du pays.
En 2017, Tunis est classée comme la cinquième ville arabe où il fait bon vivre.

## Étymologie
Selon Paul Sebag, « Tunis » est la transcription française d'un nom qui se prononce tûnus, tûnas ou tûnis (û ayant la valeur du « ou » français) en arabe tunisien. Les trois vocables sont indiqués par le géographe syrien Yaqout al-Rumi dans son ouvrage Mu'jam al-Bûldan (Dictionnaire des pays) ; le dernier est celui qui prédomine dans le nom de la ville de même que dans le gentilé tûnisi ou tûnusi (tunisien). Ce vocable, issu du verbe ens en berbère, se définit comme « être couché » ou « se coucher » et par extension « aller passer la nuit à », « arriver de manière à passer la nuit », « aller passer la nuit chez ». Parmi les très nombreux dérivés de ce terme, on trouve tinés (pluriel de ténésé) indiquant « le fait d'être couché » et par extension le « fait de passer la nuit ».
Compte tenu des variations vocaliques dans le temps et l'espace, le nom de Tunis a donc très probablement le sens de « campement de nuit », « bivouac » ou « halte ». Dans la toponymie antique de l'Afrique romaine, on note également les noms proches des localités de Tuniza (actuelle El Kala), Thunusuda (actuelle Sidi Meskine), Thinissut (actuelle Bir Bouregba), Thunisa (actuelle Ras Jebel) ou Cartennæ (actuelle Ténès en Algérie). Toutes ces localités berbères se situaient sur des voies romaines et ont sans doute servi de relais ou de halte. Du nom de Tunis est dérivé en français le terme « Tunisie » qui désigne le pays dont cette ville est la capitale. Ce nom est lancé par des géographes et historiens français par analogie avec le mot « Algérie » forgé à partir d'Alger. Ce mot s'est depuis répandu dans toutes les langues européennes. Or, le terme Tunes désignant à la fois la ville et le pays, il ne peut être clairement compris que lu dans son contexte : c'est donc le sens de la phrase qui permet de savoir si l'on parle de la Tunisie ou de Tunis.
D'autres explications existent sur l'origine du nom de Tunis : il dériverait du terme berbère Tinast qui pourrait signifier « clé de la fertilité », en référence à la fertilité du territoire.
D'autres le lient à la déesse punique Tanit, étant donné que plusieurs anciennes cités étaient nommées d'après une divinité. On mentionne par ailleurs que le nom proviendrait de Tynes, ville mentionnée par Diodore de Sicile et Polybe dans leurs descriptions,.

## Géographie

### Site

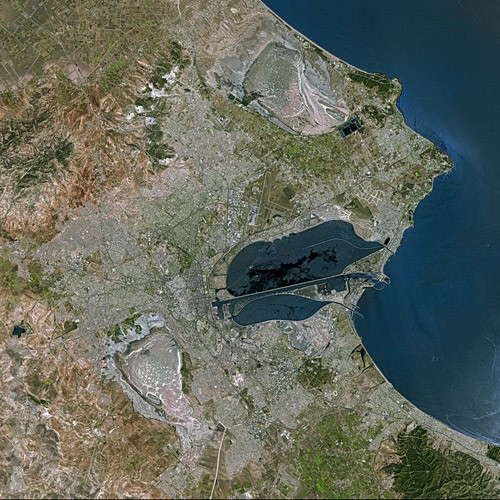
Tunis vu par le satellite SPOT.

La ville de Tunis est construite sur un ensemble de collines, culminant à quarante mètres d'altitude et descendant en pente douce vers le lac de Tunis mais présentant un versant abrupt dans la direction opposée (au-dessus de la sebkha Séjoumi). Ces collines, qui font suite aux coteaux de l'Ariana et correspondant aux lieux-dits Notre-Dame de Tunis, Ras Tabia, La Rabta, La Kasbah, Montfleury et La Manoubia, ont des altitudes qui dépassent à peine 50 mètres.

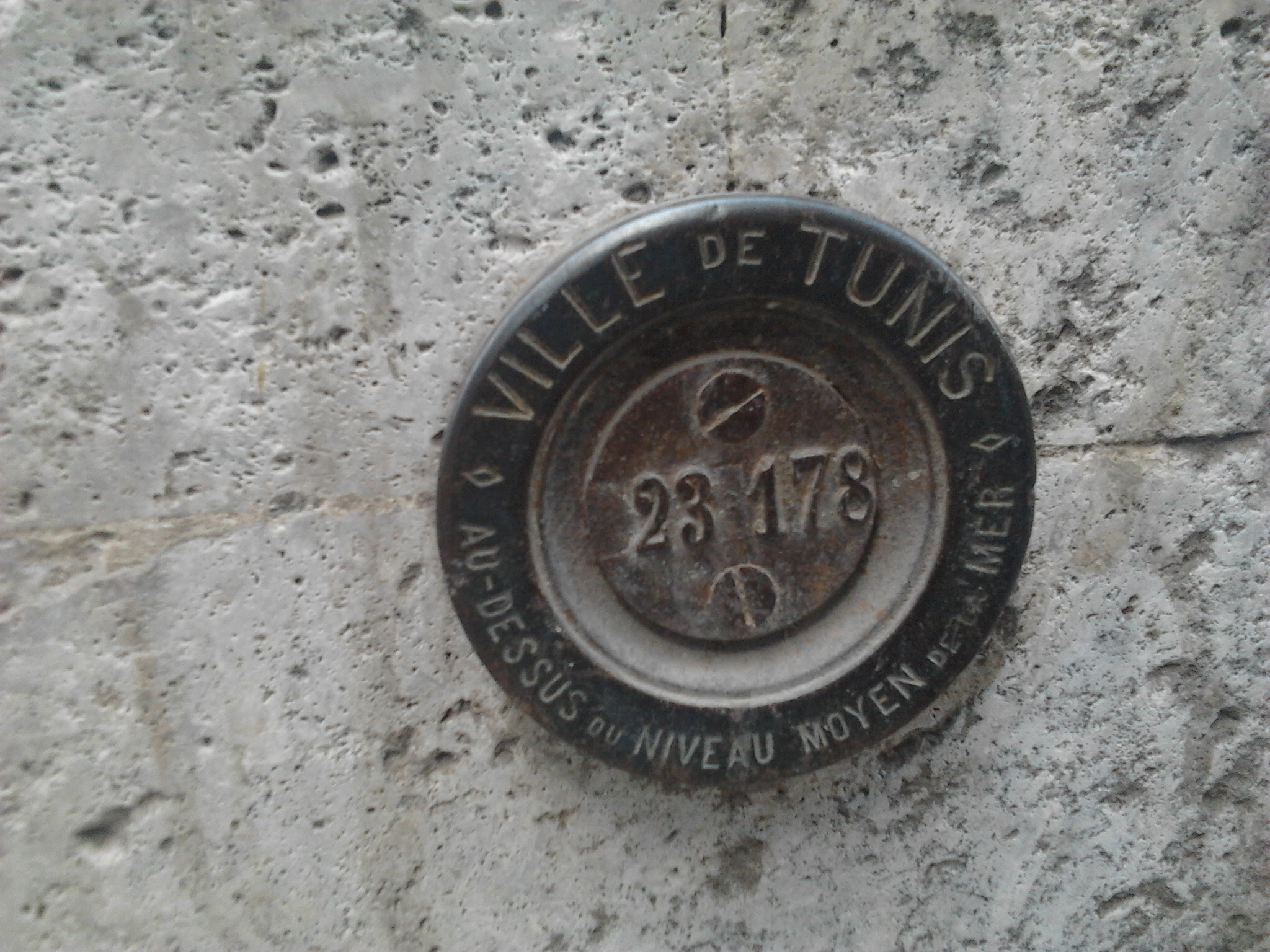
Mosquée Hammouda-Pacha située à 23 mètres au-dessus du niveau de la mer.
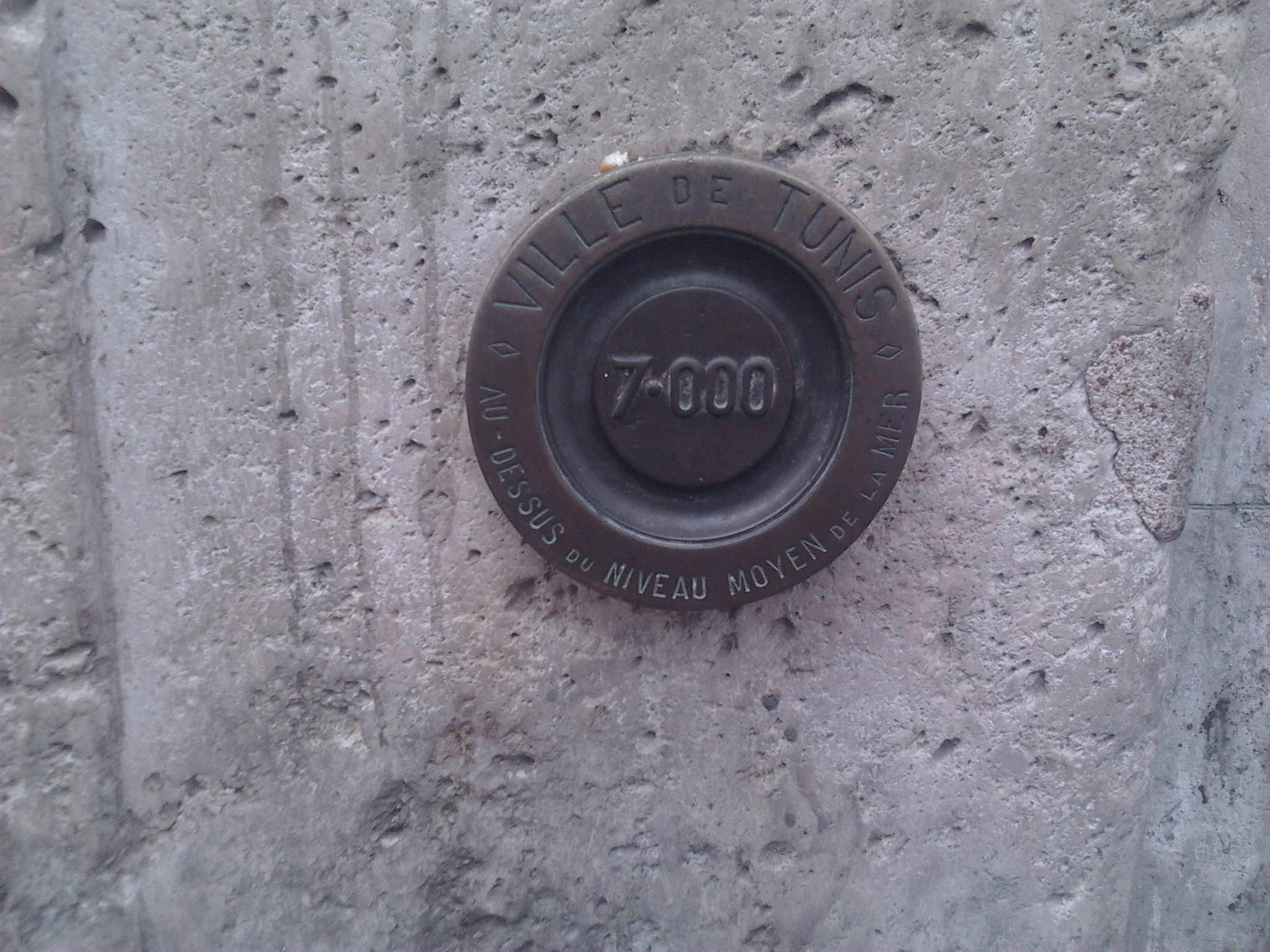
Bab El Bhar située à 7 mètres au-dessus du niveau de la mer.

La ville naît, à une époque reculée, au carrefour de routes qui se constituent naturellement à travers l'étroite bande de terre resserrée entre les vastes cuvettes du lac de Tunis et du Séjoumi. L'isthme qui les sépare constitue ce que les géologues appellent le « dôme de Tunis », lequel comprend des collines de roches calcaires et de sédiments d'origine éolienne et lacustre. C'est une sorte de pont naturel par où passent, dès l'Antiquité, plusieurs routes importantes reliant la Berbérie à l'Égypte et dont le tronçon tunisien passe par Utique et Hadrumète. La deuxième route est celle de Béja qui longe la Medjerda et rejoint à Tunis la route d'Utique. La troisième est la route de Sicca qui met la Numidie en communication avec Hadrumète. Ces routes sont tributaires de Carthage quand celle-ci affirme sa primauté politique et économique en Afrique. Sur ces parcours routiers, les courants de trafic ont favorisé la naissance de relais et d'étapes parmi lesquelles Tunis.
Sur une superficie de 300 000 hectares, 30 000 sont urbanisés, le restant se partageant entre des plans d'eau (20 000 hectares de lagunes ou de sebkhas dont les plus importantes sont le lac de Tunis, la sebkha Ariana et la sebkha Sejoumi) et des espaces agricoles ou naturels (250 000 hectares). Toutefois, la croissance urbaine, qui est évaluée à 500 hectares par an, se fait au détriment de cet espace. Elle est d'autant plus coûteuse qu'elle consomme les terres de plaines les plus intéressantes pour les cultures.

### Climat
Le climat tunisois appartient au climat méditerranéen caractérisé par une saison fraîche et pluvieuse et une saison chaude et sèche. Il doit ses traits essentiels à la latitude de la ville, à l'influence modératrice de la Méditerranée et au relief du Tell septentrional.
| Mois                                | jan. | fév. | mars | avril | mai  | juin | jui. | août | sep. | oct. | nov. | déc. | année |
| ----------------------------------- | ---- | ---- | ---- | ----- | ---- | ---- | ---- | ---- | ---- | ---- | ---- | ---- | ----- |
| Température minimale moyenne (°C)   | 7,2  | 7,4  | 8,3  | 10,4  | 13,7 | 17,3 | 20   | 20,8 | 19   | 15,5 | 11,3 | 8,2  | 13    |
| Température maximale moyenne (°C)   | 15,7 | 16,5 | 18,1 | 20,7  | 24,9 | 29   | 32,6 | 32,7 | 29,7 | 25,2 | 20,5 | 16,7 | 23    |
| Ensoleillement (h)                  | 146  | 160  | 198  | 225   | 282  | 309  | 357  | 329  | 258  | 217  | 174  | 149  | 2 804 |
| Précipitations (mm)                 | 59   | 57   | 47   | 38    | 23   | 10   | 2    | 7    | 36   | 66   | 54   | 63   | 462   |
| Nombre de jours avec précipitations | 12   | 12   | 11   | 9     | 5    | 3    | 1    | 2    | 6    | 9    | 10   | 12   | 92    |

L'hiver est la saison la plus humide de l'année : il tombe ainsi plus du tiers des précipitations annuelles au cours de cette période, ce qui représente un jour de pluie tous les deux ou trois jours. L'ensoleillement entretient tout de même une certaine douceur : les températures évoluent en moyenne entre 7 °C le matin et 16 °C l'après-midi. Les gelées sont donc très rares. Au printemps, il tombe moins de pluie : le cumul des précipitations diminue ainsi de moitié. L'ensoleillement devient prépondérant au fil des mois pour atteindre près de dix heures en moyenne par jour au mois de mai. Les températures s'en ressentent, variant en mars entre 8 et 18 °C, en mai entre 13 et 24 °C. En été, la pluie se fait totalement absente et l'ensoleillement maximum. Les valeurs moyennes des températures sont très élevées. Les brises marines atténuent la chaleur mais le sirocco renverse parfois la tendance. En automne, il se remet à pleuvoir, souvent à l'occasion d'orages brefs, ce qui peut parfois favoriser de rapides crues voire des inondations dans certains quartiers de la ville, : celles de 2007, aggravées par une urbanisation trop rapide, ont conduit à réviser la politique d'aménagement. Le mois de novembre marque en général une coupure thermique avec des températures qui évoluent en moyenne entre 11 et 20 °C.

### Géographie administrative

Carte des arrondissements de Tunis.

La métropole de Tunis, dont la superficie a beaucoup augmenté au cours de la seconde moitié du XXe siècle, s'étend maintenant sur plusieurs gouvernorats : le gouvernorat de Tunis accueille une minorité de la population de l'agglomération tandis que la banlieue s'étend sur les gouvernorats de Ben Arous, de l'Ariana et de La Manouba.
La municipalité de Tunis est divisée en quinze arrondissements municipaux : Bab El Bhar, Bab Souika, Cité El Khadra, Djebel Jelloud, El Kabaria, El Menzah, El Omrane, El Omrane supérieur, El Ouardia, Ettahrir, Ezzouhour, Hraïria, Médina, Séjoumi et Sidi El Béchir.

## Histoire

### Antiquité
L'existence de la localité est attestée dès le début du IVe siècle av. J.-C.,. Perchée sur sa colline, Tunis est un excellent observatoire d'où les Libyens peuvent suivre aisément les manifestations extérieures de la vie de Carthage (allées et venues des navires ou des caravanes vers l'intérieur du pays). Tunis est l'une des premières cités libyennes à passer sous la domination carthaginoise, étant donné son voisinage avec la grande cité et sa position stratégique. Plus d'une fois, dans les siècles qui suivent, il est fait mention de Tunes dans l'histoire militaire de Carthage. Ainsi, durant l'expédition d'Agathocle de Syracuse, qui débarque en 310 av. J.-C. au cap Bon, Tunis change de main à plusieurs reprises. Par ailleurs, son rôle durant la guerre des Mercenaires laisse penser qu'elle est alors « un des principaux centres de la race aborigène ». Selon toute vraisemblance, le gros de sa population est alors constitué de paysans, de pêcheurs et d'artisans. Toutefois, en regard de la Carthage punique, l'antique Tunes reste d'une taille très modeste.
Détruite selon Strabon par les Romains pendant la troisième guerre punique, elle aurait été reconstruite avant Carthage. Elle ne fait toutefois l'objet que de rares témoignages, dont celui de la table de Peutinger, qui mentionne Thuni. Dans le système de voies de la province d'Afrique, Tunes n'est que le nom d'une mutatio (relais de poste). La ville latinisée est progressivement christianisée et devient le siège d'un évêché. Toutefois, Tunes reste sans doute une modeste bourgade tant que Carthage existe.

### Conquête arabe
Pour un article plus général, voir Conquête musulmane du Maghreb.
La région est conquise par les troupes arabes menées par le général ghassanide Hassan Ibn Numan au VIIe siècle. En effet, la cité est pourvue d'une position privilégiée au fond du golfe et au carrefour des flux commerciaux avec l'Europe et son arrière-pays. Très tôt, Tunis joue le rôle militaire pour lesquelles les Arabes l'ont choisie car elle est désormais la seule cité importante dans les parages du détroit de Sicile. Dès les premières années du VIIIe siècle, le chef-lieu de district qu'est alors Tunis se voit renforcer dans son rôle militaire : devenue la base navale des Arabes en Méditerranée occidentale, elle prend une importance militaire considérable.
Sous le règne des Aghlabides, les Tunisois se révoltent à maintes reprises mais Tunis profite de l'embellie économique et devient rapidement la deuxième cité du royaume. Devenue la capitale du pays à la fin du règne d'Ibrahim II (902), elle le demeure jusqu'en 909, date à laquelle des Berbères chiites prennent l'Ifriqiya et fondent la dynastie des Fatimides, puis redevient chef-lieu de district. Son rôle d'opposition au pouvoir en place s'intensifie, dès septembre 945, lorsque des insurgés kharidjistes occupent Tunis et la livrent au pillage,. Avec l'avènement de la dynastie des Zirides, Tunis gagne en importance mais la population sunnite supporte de plus en plus mal le règne chiite et perpétue des massacres contre cette communauté. C'est pourquoi, en 1048, le Ziride Al-Muizz ben Badis rejette l'obédience fatimide et rétablit dans toute l'Ifriqiya le rite sunnite. Cette décision provoque la colère du calife chiite Al-Mustansir Billah. Pour punir les Zirides, il lâche sur l'Ifriqiya des tribus arabes dont les Hilaliens. Une grande partie de l'Ifriqiya est mise à feu et à sang, la capitale ziride Kairouan est détruite en 1057 et seules quelques villes côtières dont Tunis et Mahdia échappent à la destruction.
Néanmoins, exposée aux exactions des tribus hostiles qui campent aux environs de la ville, la population de Tunis, qui ne reconnaît plus l'autorité des Zirides repliés à Mahdia, prête allégeance au prince hammadide El Nacer ibn Alennas, basé à Bougie, en 1059. Le gouverneur nommé par ce dernier, ayant rétabli l'ordre dans le pays, ne tarde pas à s'affranchir des Hammadides et fonde la dynastie des Khourassanides avec Tunis pour capitale. Le petit royaume indépendant renoue alors avec le commerce extérieur et retrouve la paix et la prospérité.

### Capitale nouvelle

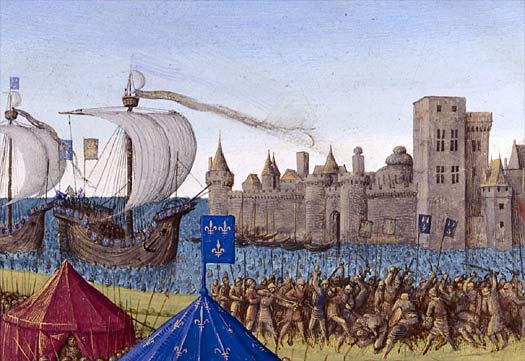
Représentation du siège de Tunis lors de la huitième croisade.

En 1159, l'Almohade Abd al-Mumin s'empare de Tunis, destitue le dernier souverain khourassanide et installe à sa place un gouvernement chargé de l'administration de toute l'Ifriqiya qui siège dans la kasbah construite pour l'occasion. La conquête almohade ouvre une nouvelle période dans l'histoire de Tunis. La ville, qui jouait jusque-là un rôle de second plan derrière Kairouan et Mahdia, se trouve promue au rang de capitale de province.
En 1228, le gouverneur Abû Zakariyâ Yahyâ s'empare du pouvoir et, un an plus tard, s'affranchit du pouvoir almohade, prend le titre d'émir et fonde la dynastie des Hafsides. Avec l'avènement de cette dynastie, la cité devient la capitale d'un royaume s'étendant progressivement vers Tripoli et Fès. À la ville primitive s'ajoutent au nord et au sud d'importants faubourgs enserrés par une deuxième enceinte entourant la médina, la kasbah et ces nouveaux faubourgs. En 1270, Tunis se retrouve prise dans la huitième croisade : Louis IX, espérant convertir le souverain hafside au christianisme et le dresser contre le sultan d'Égypte, s'empare facilement de Carthage mais son armée est rapidement victime d'une épidémie de dysenterie. Louis IX lui-même en meurt le 25 août 1270 devant les remparts de la capitale. Dans le même temps, chassés par la reconquête espagnole, les premiers Andalous musulmans et juifs arrivent à Tunis et vont participer activement à la prospérité économique et à l'essor de la vie intellectuelle dans la capitale hafside.

### Cible de rivalités

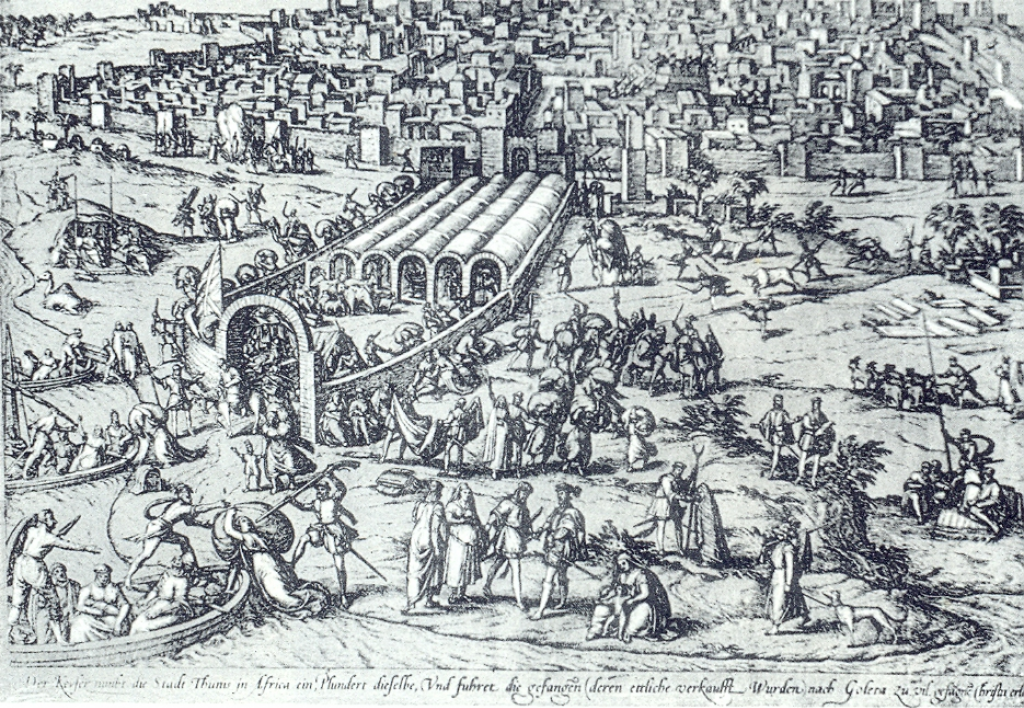
Entrée de Charles Quint à Tunis en 1535.

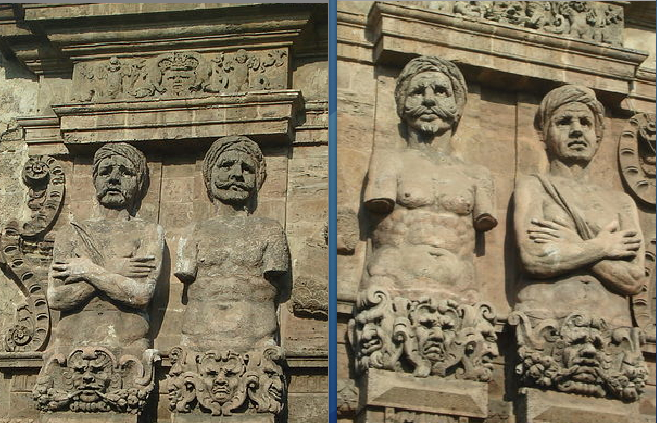
Atlantes représentant des esclaves musulmans capturés par Charles V lors de la conquête de Tunis, Palerme (Italie), XVIe siècle.

Au cours du XVIe siècle, la Tunisie est l'un des principaux théâtres où s'affronte la monarchie espagnole et l'Empire ottoman. Les troupes ottomanes, sous la conduite du beylerbey (gouverneur général) de la régence d'Alger, Khayr ad-Din Barberousse, se présentent devant Bab El Jazira le 18 août 1534 et livrent la ville au pillage. L'empereur Charles Quint, appelé à la rescousse par les dirigeants européens menacés par l'avancée ottomane en Méditerranée, prend la ville le 6 août 1535 et rétablit le souverain hafside. Face aux difficultés rencontrées par ce dernier, l'Ottoman Uludj Ali, à la tête d'une armée de janissaires, reprend Tunis en 1569. Toutefois, à la suite de la bataille de Lépante en 1571, les Espagnols parviennent à reprendre la ville et rétablissent le souverain hafside. Après de nouveaux combats, la ville tombe finalement aux mains des Ottomans en août 1574.
Devenu une province ottomane gouvernée par un pacha nommé par le sultan ottoman basé à Constantinople, le pays accède rapidement à une certaine autonomie (1591). Sous le règne des deys puis des beys mouradites, la capitale prend un nouvel essor : sa population grandit grâce à de multiples apports ethniques, dont les Maures chassés d'Espagne, et les activités économiques se diversifient. Aux industries traditionnelles et aux échanges avec les pays lointains s'ajoute la course qui connaît alors son âge d'or. Les profits assurés par le rachat des esclaves chrétiens permettent également aux souverains d'élever des constructions fastueuses qui renouvellent la parure monumentale héritée du Moyen Âge.
Au début du XVIIIe siècle, la Tunisie entre dans une nouvelle période de son histoire avec l'avènement de la dynastie des Husseinites. Dans ce cadre, de multiples initiatives émanant des princes se succédant au pouvoir ou de hauts dignitaires apportent de nombreuses retouches urbaines qui renouvellent et enrichissent la parure monumentale de la ville. Durant cette période, la ville prospère à nouveau comme centre de commerce mais aussi de piraterie jusqu'au XIXe siècle, période durant laquelle sa population est évaluée, selon les différentes sources, sur une échelle allant de 90 000 à 110 000 habitants. Profitant des dissensions internes à la dynastie, la régence d'Alger s'empare de Tunis en 1756 et place le pays sous tutelle. Au début du XIXe siècle, Hammouda Pacha doit faire face aux bombardements de la flotte vénitienne mais réussit à se défaire de la tutelle algérienne et dissout la milice des janissaires après une révolte en 1811. Sous le règne de Hussein II Bey, les victoires navales des Anglais (1826) et des Français (1827) mettent fin à la course, privant le pays des revenus en découlant.

### Organisation de la cité

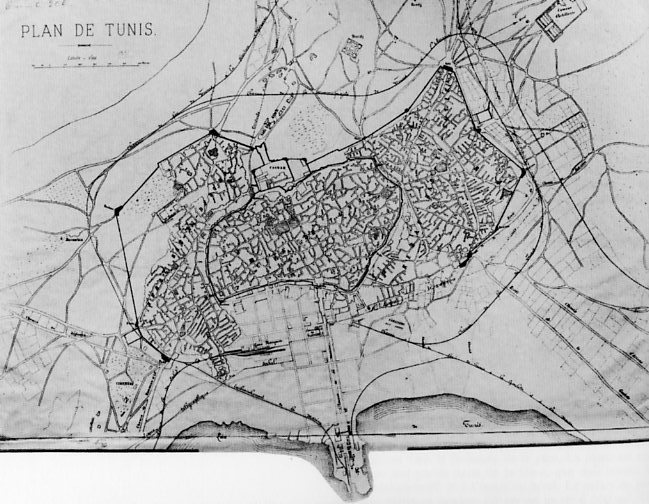
Plan de Tunis en 1881.

Pendant le demi-siècle qui va de la conquête de l'Algérie au traité du Bardo, des colonies européennes, de plus en plus nombreuses chaque année, viennent grossir la population tunisoise. En conséquence, l'organisation spatiale de la ville est remise en cause par les premières démolitions des remparts, à partir de 1860, et l'ouverture des portes dès 1870.

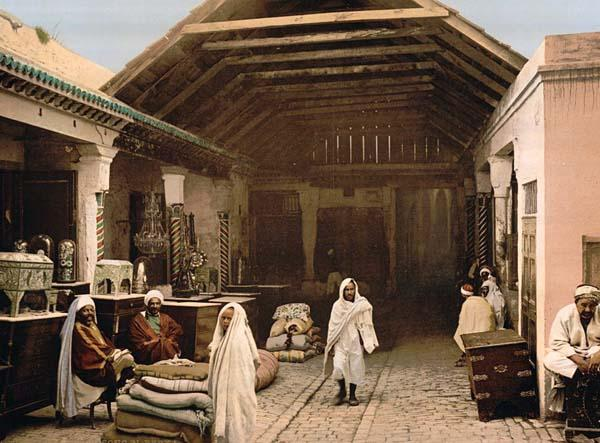
Vue d'un souk à la fin du XIXe siècle.

La cité s'étend dès lors hors de ses murs, entre la médina et les rives du lac, pour accueillir les nouvelles populations et reçoit les premiers équipements modernes en matière d'adduction d'eau (1860), d'éclairage au gaz (1872), de voirie, de l'enlèvement des ordures ménagères (1873) ainsi que de communications avec la proche banlieue et l'arrière-pays.
En marge de l'artisanat et du commerce traditionnels qui déclinent, les nouveaux venus développent les échanges avec l'Europe, introduisent les premières industries modernes et acclimatent ainsi sur les marges de la cité arabe de nouvelles formes de vie urbaine.

### Développement sous le protectorat

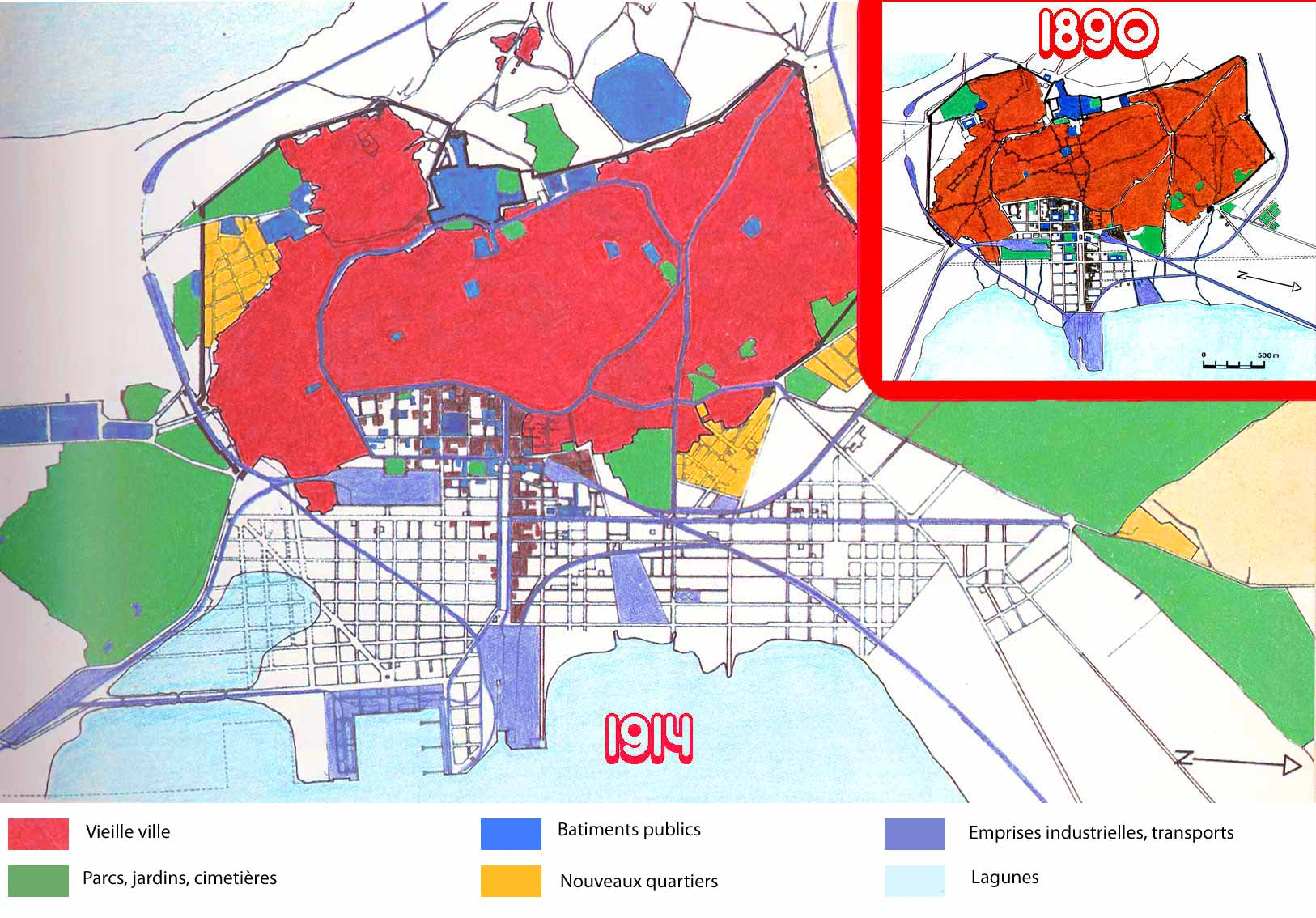
Évolution urbaine entre 1890 et 1914.

L'année 1881, qui est celle de l'instauration du protectorat français, marque un tournant dans l'histoire de Tunis. La cité entre dans une ère de mutations rapides qui la transforment profondément en deux ou trois décennies. Restée pendant des siècles contenue derrière ses fortifications, la ville s'étend donc rapidement : elle se dédouble en une ville ancienne peuplée par la population arabe et une ville nouvelle peuplée par les nouveaux arrivants et différente du fait de sa structure avec la ville arabe. Tunis fait également l'objet d'importants travaux qui la dotent d'adductions d'eau, de gaz naturel et d'électricité, de transports publics et d'équipements sociaux. À l'économie traditionnelle s'ajoute une économie capitaliste de type colonial.

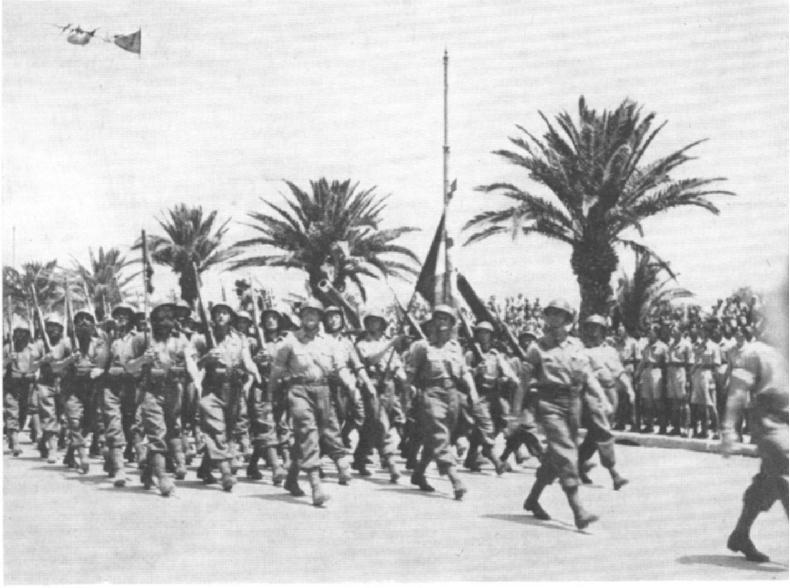
Défilé des troupes alliées en mai 1943.

La Première Guerre mondiale marque un temps d'arrêt dans l'histoire de Tunis. Après la guerre, la cité connaît de nouvelles transformations : la ville moderne gagne en importance et étend son réseau de rues quadrillées dans toutes les directions possibles. De plus, un ensemble de cités satellites font leur apparition et repoussent encore les limites de l'aire urbaine tunisoise. Sur le plan économique, les activités se développent et se diversifient : les industries modernes voient leurs opérations commerciales prendre de l'ampleur alors que l'industrie traditionnelle poursuit son déclin. Au cours de la période qui s'ouvre avec la Seconde Guerre mondiale, Tunis connaît un ensemble de mutations qui lui donnent un nouveau visage. C'est dans ce contexte qu'apparaît une ceinture de « faubourgs spontanés » (appelés « gourbivilles ») qui entourent rapidement la capitale.
Après la guerre, l'industrialisation de la capitale s'accélère mais ne permet pas de subvenir aux besoins d'une population en pleine croissance. Du même coup, les contrastes au sein de la ville s'accentuent.

### Agglomération en expansion

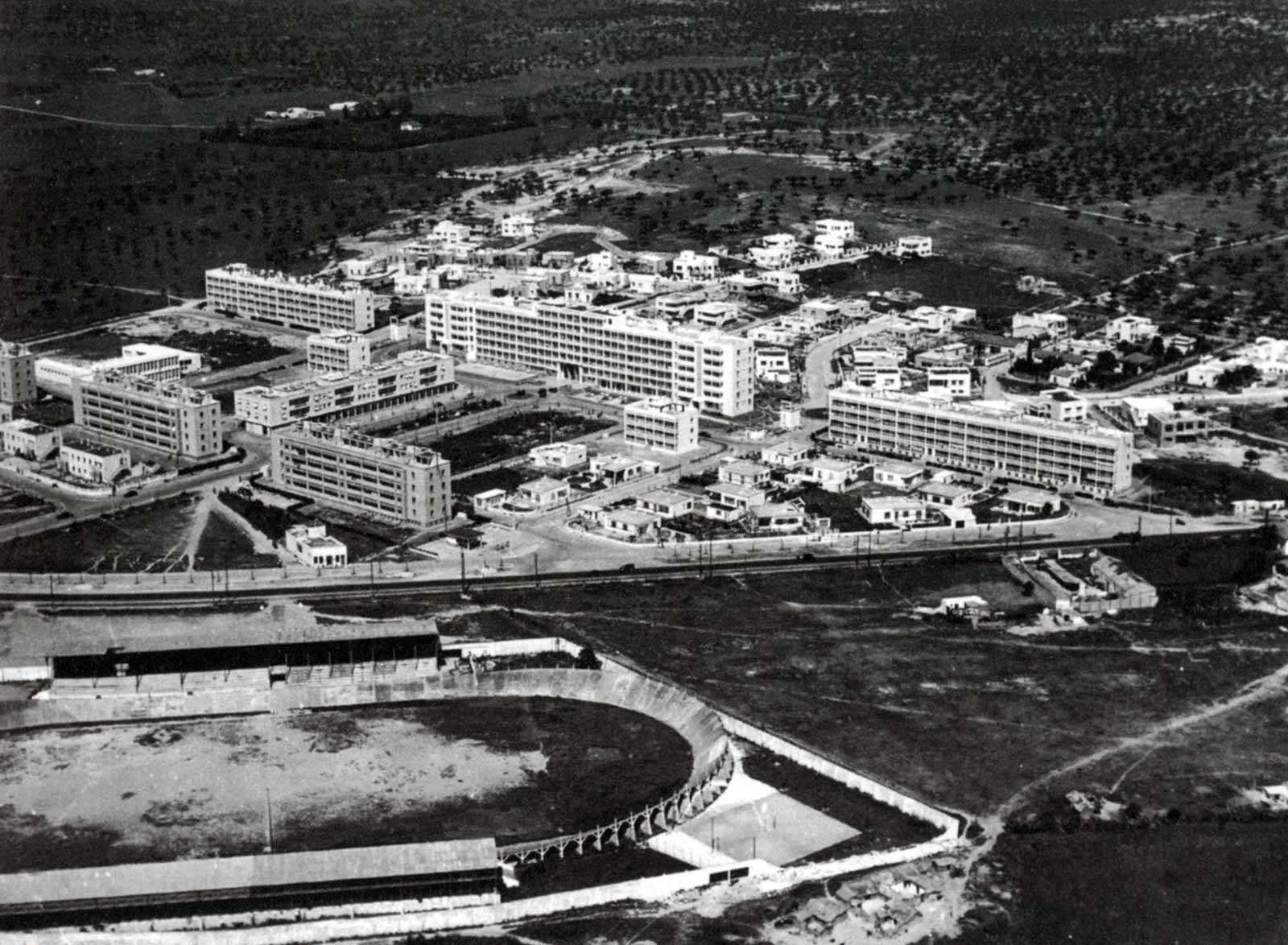
Extension de la ville dans les années 1950 avec le quartier d'El Menzah.

Lors de l'indépendance du pays en 1956, Tunis est confirmée dans son rôle de capitale, la Constitution du 1er juin 1959 disposant que l'Assemblée nationale et la présidence de la République doivent avoir leurs sièges à Tunis ou sa banlieue. Dans un laps de temps très court, les changements se succèdent et transforment la ville coloniale. Les Européens qui voient leurs conditions de vie bouleversées se résolvent progressivement au départ. Au fur et à mesure, les Tunisiens les remplacent et la population de l'agglomération continue de croître. L'opposition entre la ville arabe et la ville européenne s'atténue progressivement avec l'arabisation de la population.
Sous la pression démographique, la ville s'étend encore avec la création de nouveaux quartiers qui englobent peu à peu les banlieues les plus proches. Les équipements hérités du protectorat sont progressivement renouvelés et modernisés et de nouvelles constructions enrichissent le paysage urbain. Dans le même temps, une politique active d'industrialisation développe l'économie municipale.
Le 12 juin 1979, Tunis devient le siège de la Ligue arabe après la signature par l'Égypte des accords de Camp David avec Israël. Elle le restera jusqu'au 31 octobre 1990.

## Architecture et urbanisme

### Paysage urbain

#### Médina et centre

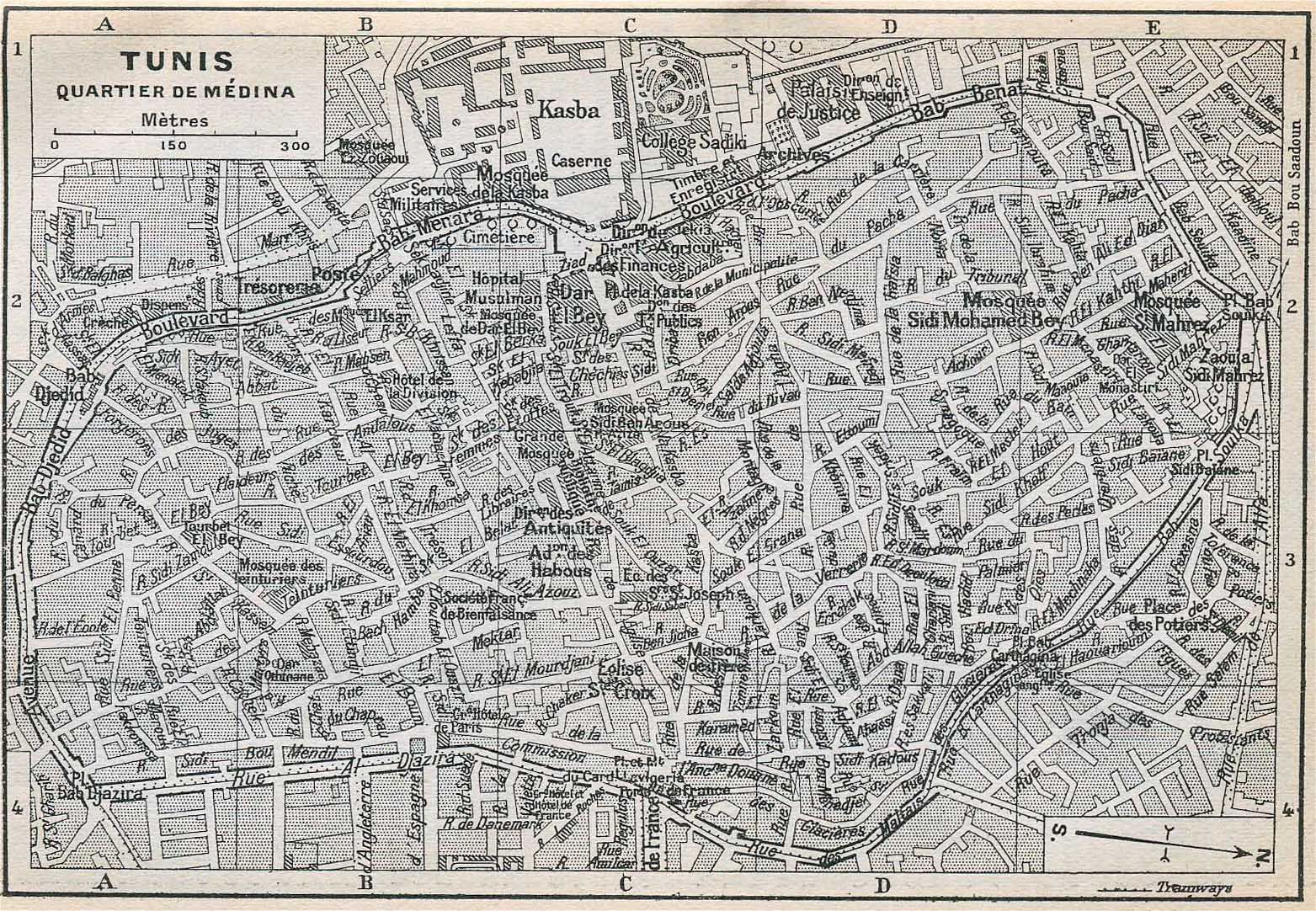
Plan de la médina de Tunis en 1937.

La médina, bâtie sur une colline aux pentes douces descendant vers le lac de Tunis, est le cœur historique de la cité et abrite de nombreux monuments dont des palais, tels le Dar Ben Abdallah et le Dar Hussein, le mausolée beylical de Tourbet El Bey ou encore de nombreuses mosquées dont la grande mosquée Zitouna. Autrefois enserrée dans ses fortifications aujourd'hui en grande partie disparues, elle est encadrée par les deux faubourgs populaires de Bab Souika au nord et Bab El Jazira au sud. Situé à proximité immédiate de Bab Souika, le quartier populaire d'Halfaouine est connu pour avoir fait l'objet de l'attention internationale grâce à la diffusion en 1990 du film Halfaouine, l'enfant des terrasses.

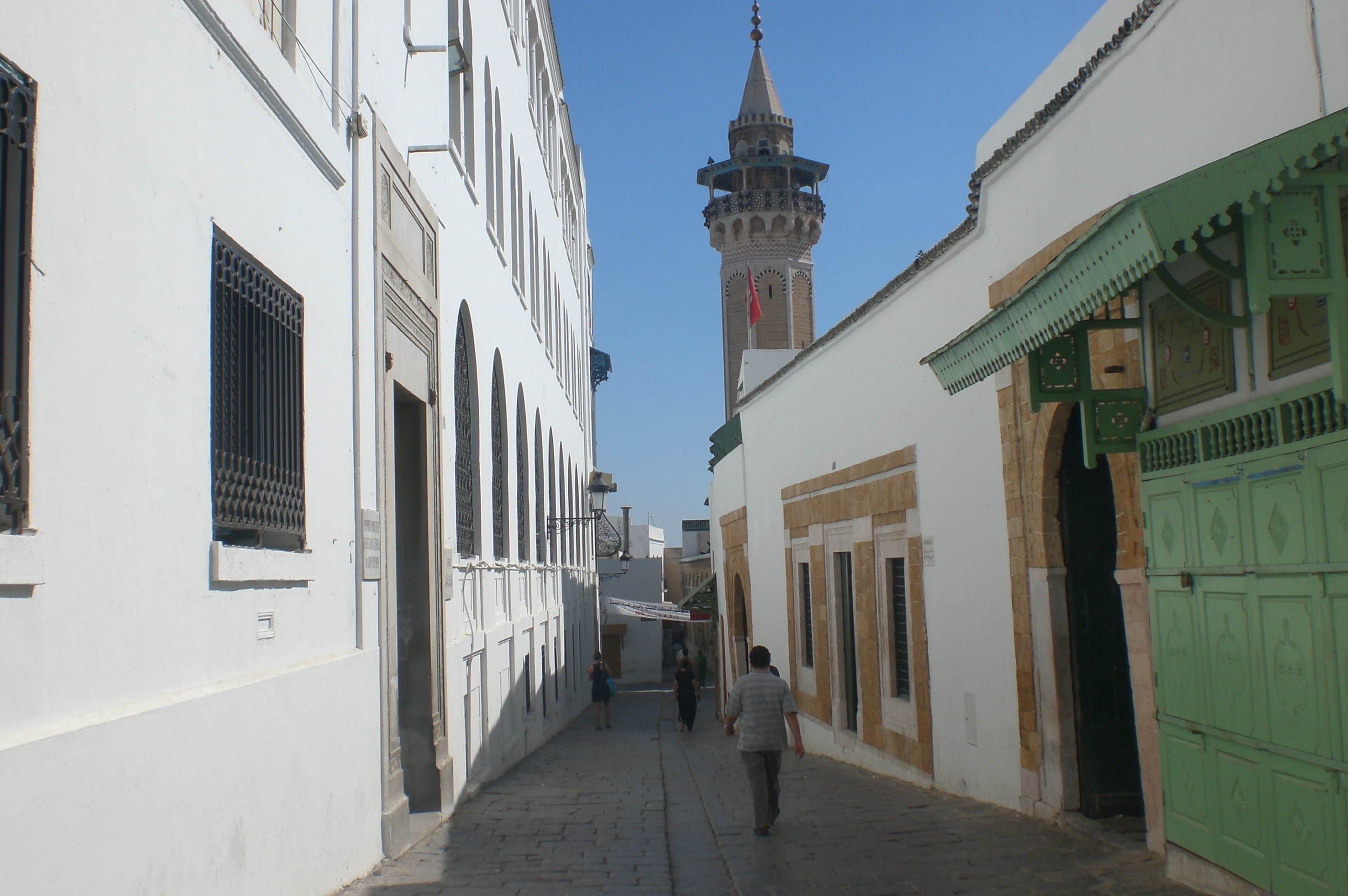
Rue de la médina menant à la mosquée Youssef Dey.

Cependant, c'est à l'est de ce noyau d'origine, d'abord avec la construction du consulat de France, que la ville moderne se constitue progressivement, avec l'instauration du protectorat français à la fin du XIXe siècle, sur les terrains laissés libres entre la médina et le lac car servant de réceptacle aux eaux usées de la cité du Moyen Âge. L'axe structurant de cette partie de la ville est constitué par les avenues de France et Habib-Bourguiba, conçues comme les équivalents tunisois de la rue de Rivoli et des Champs-Élysées parisiens avec leurs cafés, grands hôtels, magasins et lieux culturels. De part et d'autre de cet axe arboré, au nord comme au sud, la métropole s'est étendue en constituant divers quartiers aux visages variés, le Nord accueillant plutôt des quartiers résidentiels et d'affaires alors que le Sud accueille des quartiers industriels et plus pauvres.

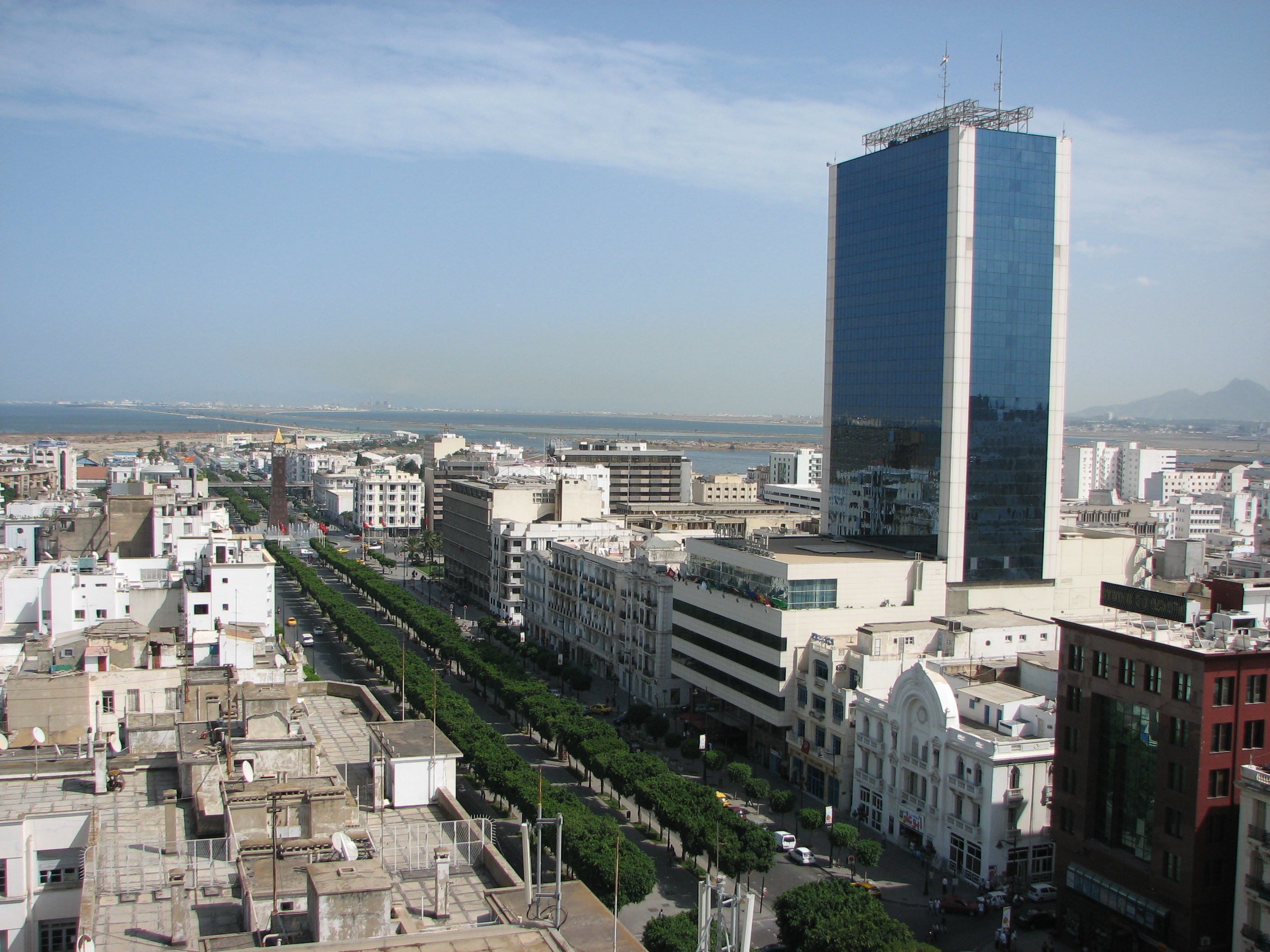
Perspective sur l'avenue Bourguiba.

Au nord de l'avenue Bourguiba, se trouve le quartier de Lafayette qui abrite encore la Grande synagogue de Tunis et le jardin Habib-Thameur aménagé à l'emplacement de l'ancien cimetière juif situé hors les murs. Au sud-est, le quartier de La Petite Sicile est limitrophe de l'ancienne zone portuaire et doit son nom à son peuplement originel d'ouvriers originaires d'Italie. Il fait désormais l'objet d'un projet de réaménagement prévoyant notamment la construction de deux tours jumelles. Au nord de celui-ci, la longue avenue Mohammed-V qui débouche sur la place du 14-Janvier 2011 traverse le quartier des grandes banques où l'on trouve les hôtels du Lac et des Congrès ainsi que l'ancien siège du parti au pouvoir. Elle aboutit au quartier résidentiel du Belvédère articulé autour de la place Pasteur.
C'est ici que s'ouvre le parc du Belvédère — le plus grand de la ville — et son zoo ainsi que l'Institut Pasteur fondé par Adrien Loir en 1893.

#### Quartiers périphériques

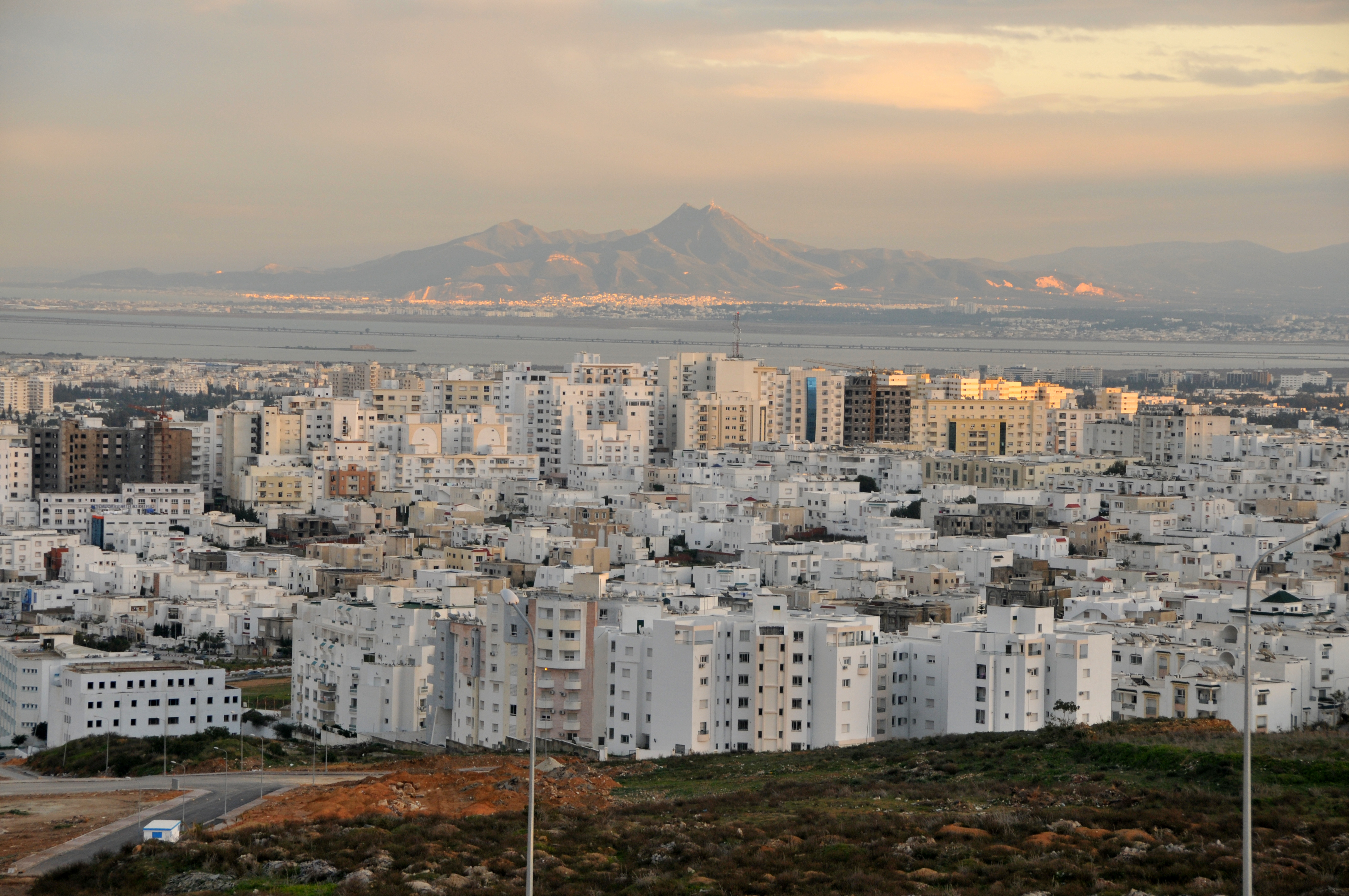
Vue sur El Menzah, Ennasr et le lac de Tunis.

En poursuivant vers le nord apparaît le quartier huppé de Mutuelleville qui abrite le lycée français Pierre-Mendès-France, l'hôtel Sheraton et quelques ambassades. Encore plus au nord du parc du Belvédère, derrière l'avenue Mohamed-Bouazizi transformée en voie rapide, débutent les quartiers d'El Menzah, El Manar et Ennasr qui atteignent désormais les crêtes des collines dominant le nord de l'agglomération. Ils abritent une série de quartiers résidentiels et commerciaux branchés et composés de lotissements identifiés par des numéros. À l'ouest du parc, s'étend le quartier d'El Omrane qui accueille l'un des principaux cimetières musulmans de la capitale ainsi que les entrepôts des transports publics.
En direction de l'est et de l'aéroport, se situent les quartiers du Borgel, donnant son nom aux actuels cimetières juif et chrétien de la capitale, de la cité Jardins et de Montplaisir.

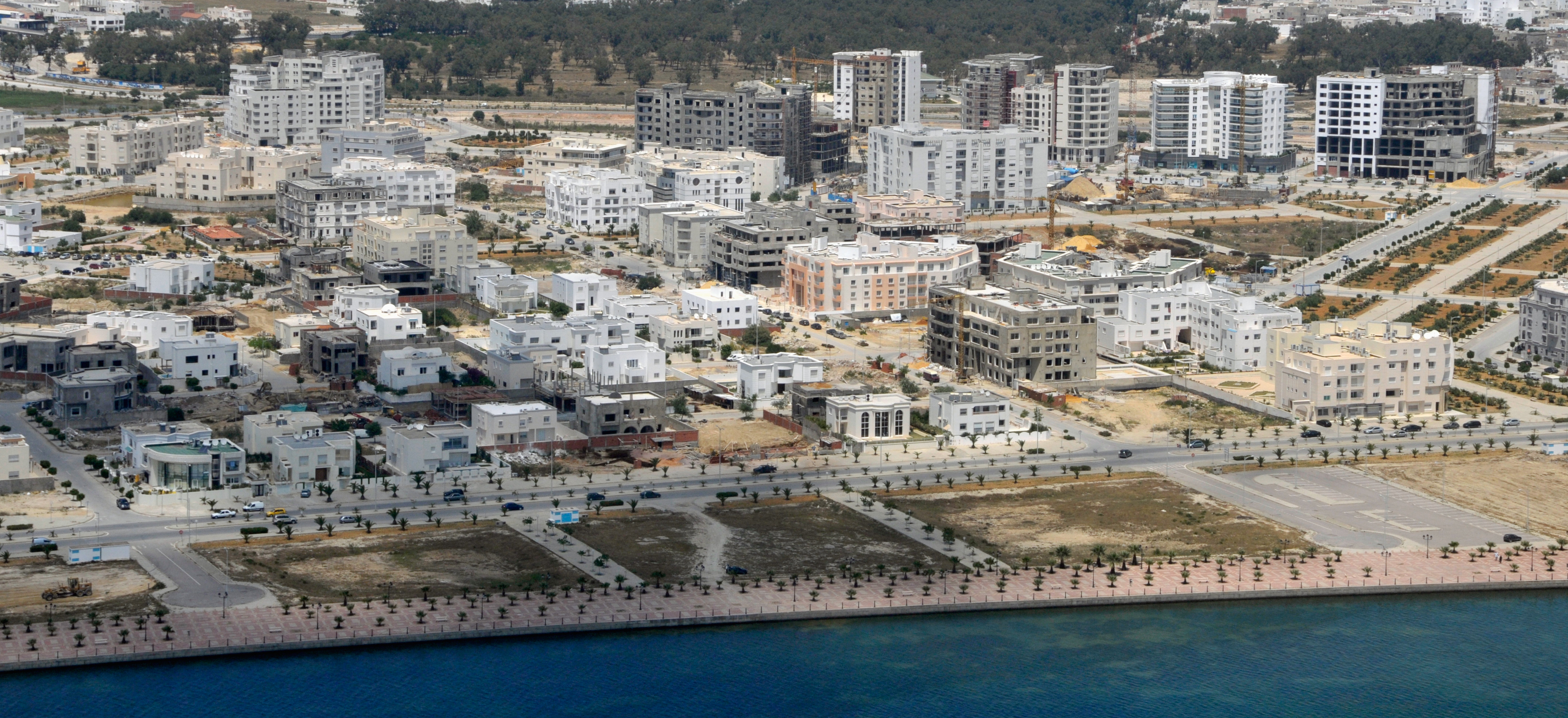
Quartier nord-est des Berges du Lac.

Au-delà, à plusieurs kilomètres au nord-est, sur la route de La Marsa, est apparu le nouveau pôle des Berges du Lac à proximité immédiate des pistes de l'aéroport. Aménagé sur des terres gagnées sur la rive nord du lac, il abrite en majorité des bureaux d'entreprises tunisiennes ou étrangères, des ambassades ainsi que des boutiques de luxe.
Au sud-ouest de la médina, sur la crête des collines traversant l'isthme de Tunis, se trouve le quartier de Montfleury puis, sur les contreforts descendant vers la sebkha Séjoumi, le quartier pauvre de Mellassine.
Au nord-ouest de ce dernier, au nord de la RN3 menant vers les villes de l'ouest du pays, se trouve la cité Ezzouhour (anciennement El Kharrouba en référence à un arbre du même nom) qui s'étend sur plus de trois kilomètres et se divise en cinq sections. Elle reste encore parsemée de surfaces agricoles et maraîchères dont ne restent toutefois que de petites parcelles cultivées pour alimenter les souks de la région.
Le sud de Tunis est quant à lui constitué de quartiers plus défavorisés, notamment en raison de la forte implantation industrielle dans cette partie de la métropole. Parmi eux figurent Djebel Jelloud, situé à la limite sud-est de Tunis, qui concentre l'industrie lourde (cimenterie, usine de traitement des phosphates, etc.) et la banlieue populaire de La Cagna. Ras Tabia est quant à lui connu pour abriter une importante caserne de l'armée tunisienne. Le principal cimetière de Tunis, le cimetière du Djellaz, domine cette partie de l'agglomération, accroché sur les pentes d'un escarpement rocheux.

### Médina

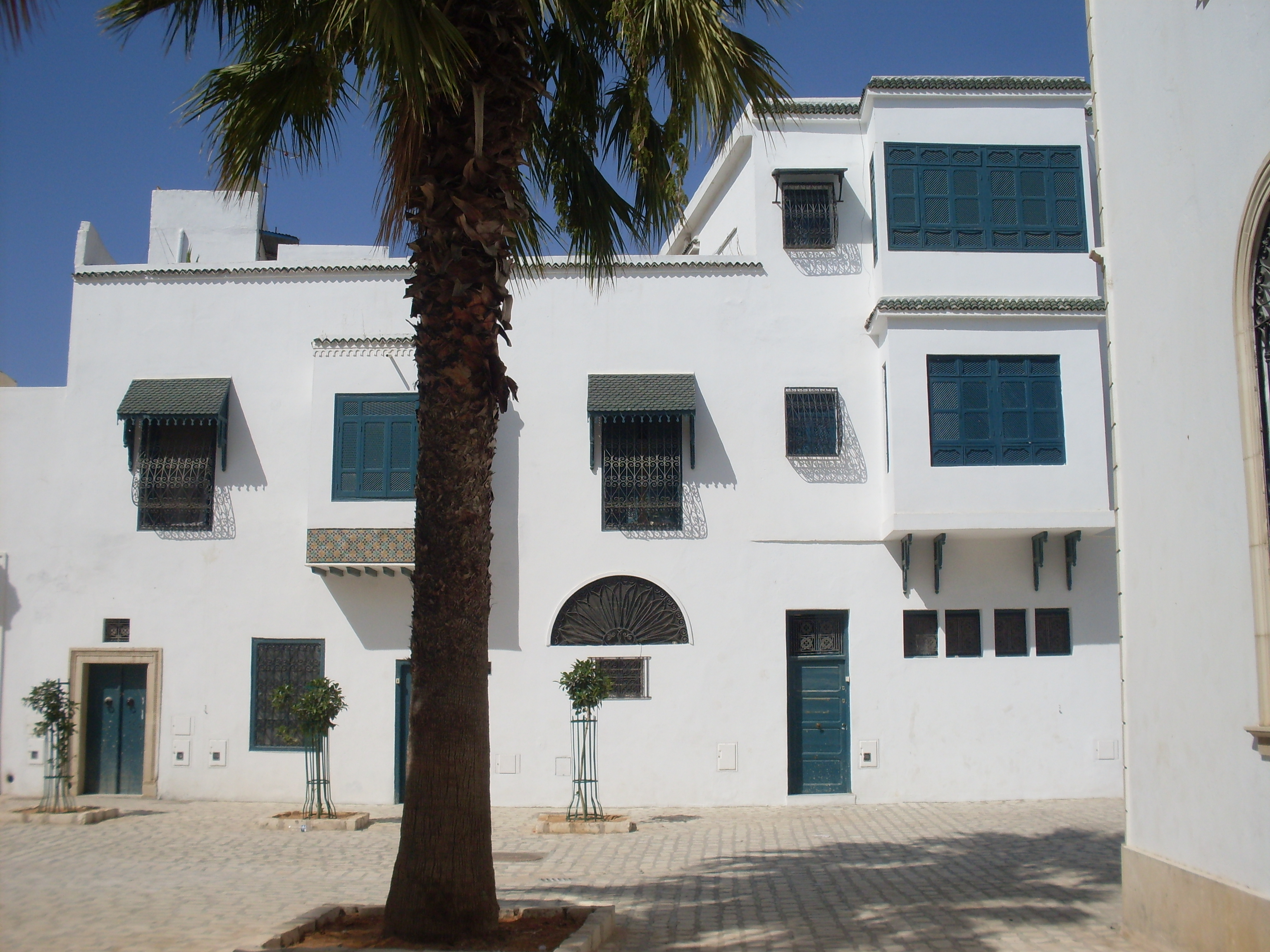
Maisons rénovées à la rue du Tribunal.

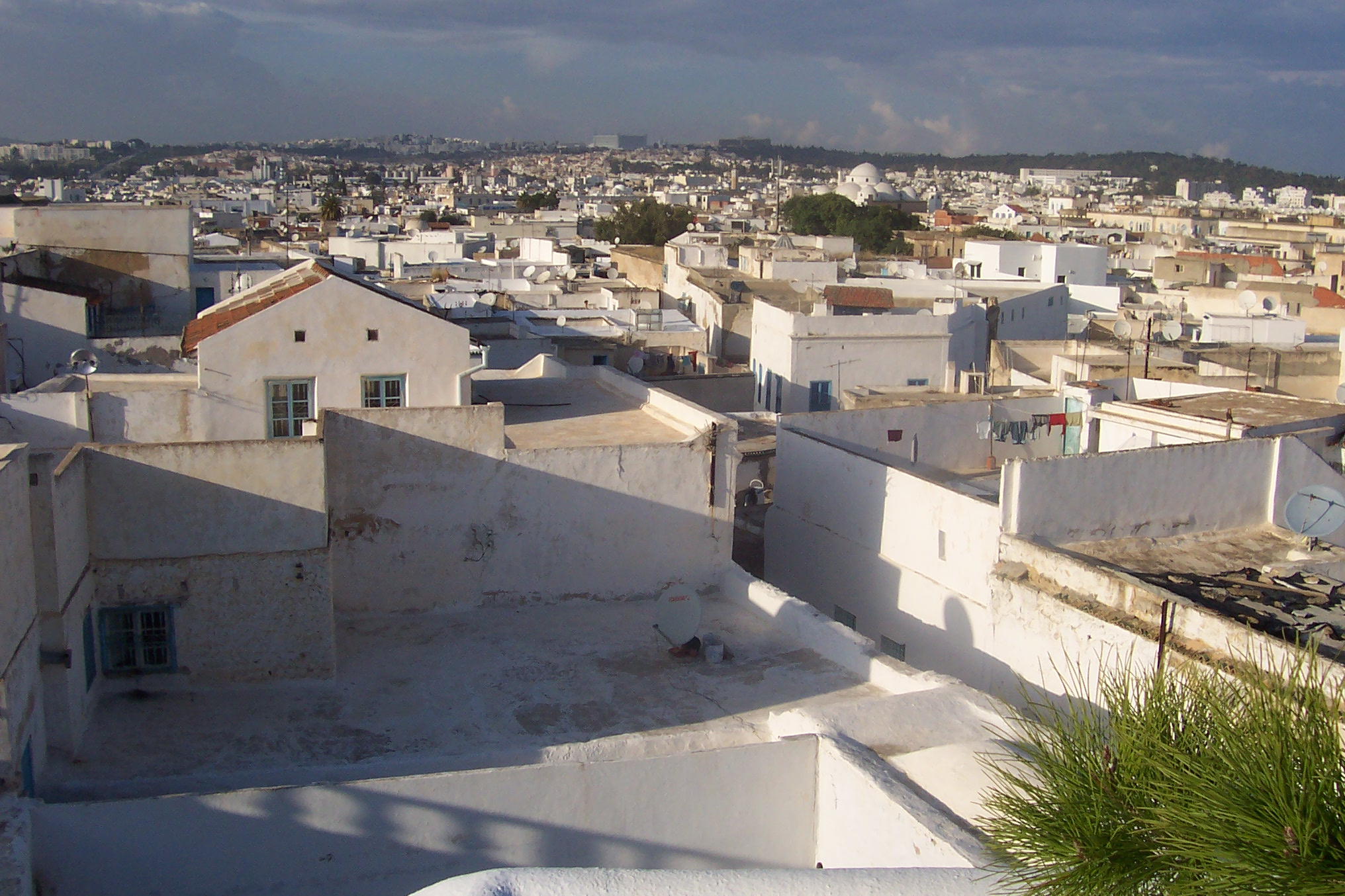
Terrasses de la médina.

Au début du XXIe siècle, la médina est ainsi l'un des ensembles urbains traditionnels les mieux préservés du monde arabe. Avec une superficie de 270 hectares (plus 29 hectares pour le quartier de la kasbah) et plus de 100 000 habitants, la médina représente le dixième de la population tunisoise et le sixième de la surface urbanisée de l'agglomération. L'urbanisme de la médina de Tunis a la particularité de ne pas obéir à des tracés géométriques ni à des compositions formelles (quadrillage, alignements, etc.). L'organisation complexe du tissu urbain a alimenté toute une littérature coloniale où la médina dangereuse, anarchique et chaotique semblait le territoire du guet-apens. Pourtant, des études entamées dans les années 1930 avec l'arrivée des premiers ethnologues a permis de démontrer que l'articulation des espaces de la médina n'est pas aléatoire : les maisons s'articulent de manière socioculturelle, codifiée selon les types complexes des rapports humains.
Le domaine bâti est caractérisé en général par l'accolement de grandes parcelles (600 m2 environ) et la mitoyenneté. Architectures domestiques (palais et maisons bourgeoises), officielles et civiles (bibliothèques et administrations), religieuses (mosquées, tourbas et zaouïas) et de services (commerces et fondouks) présentent une grande porosité malgré un zonage clair entre les commerces et l'habitation. La notion d'espace public est donc ambiguë dans le cas de la médina où les rues sont considérées comme le prolongement des maisons et soumises aux balises sociales. La notion de propriété individuelle est faible et les étalages des souks débordent souvent sur la voie publique. Cette idée est renforcée par la superficie d'une boutique (environ 3 m2) et des chambres à coucher (10 m2 environ). Aujourd'hui, chaque quartier conserve sa culture et les rivalités peuvent être fortes.

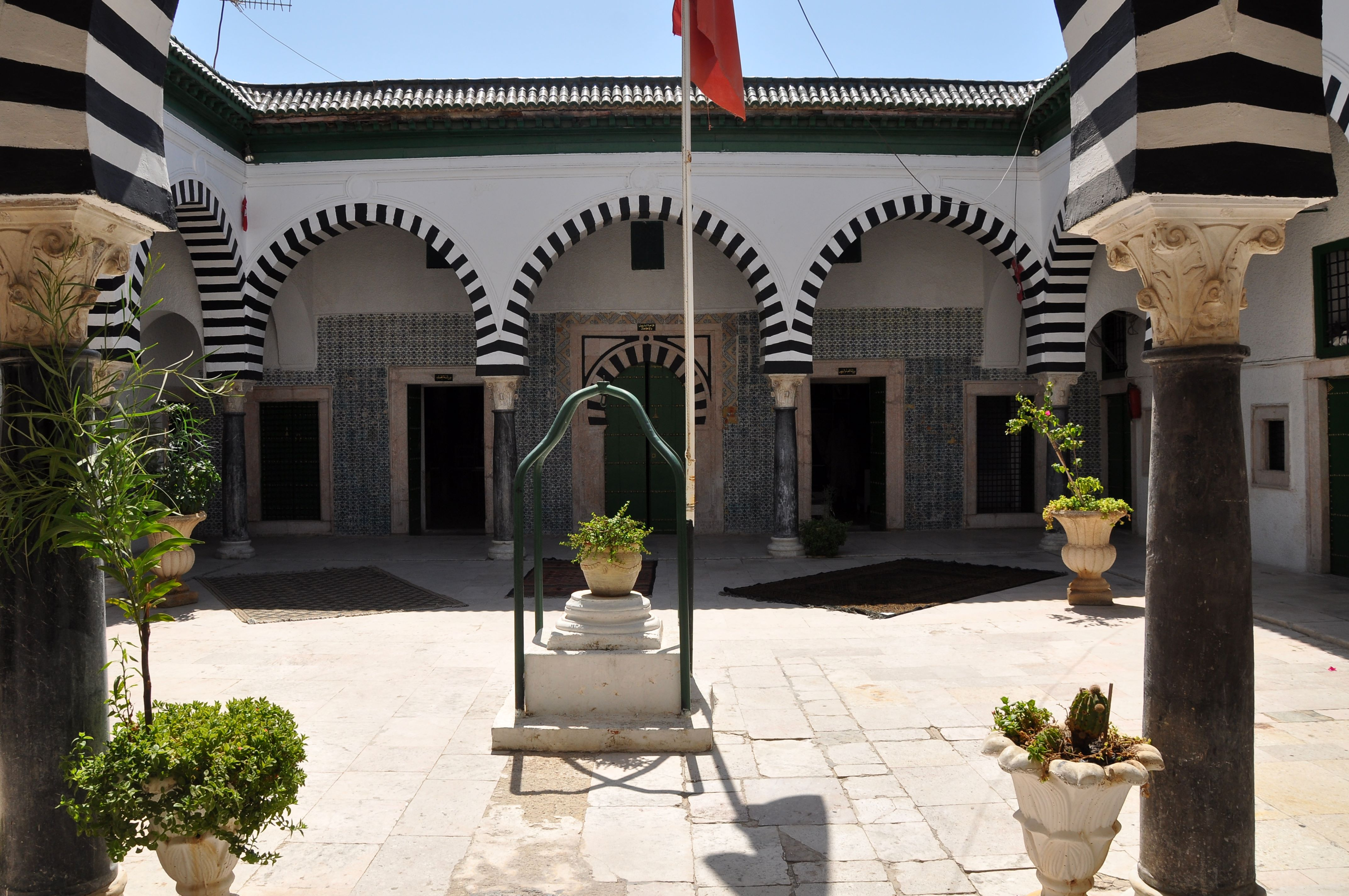
Cour de la médersa El Bachia.

Ainsi, le faubourg nord supporte le club de football de l'Espérance sportive de Tunis alors que, à l'autre extrémité, c'est le quartier du grand club rival du Club africain. La médina connaît aussi une sectorisation sociale : le quartier du Tourbet El Bey et le quartier de la kasbah sont les deux quartiers aristocratiques, avec une population de juges et de politiciens, tandis que la rue du Pacha est celui des militaires et des bourgeois (commerçants et notables).
Fondée en 698 autour du noyau initial de la mosquée Zitouna, elle développe son tissu urbain tout au long du Moyen Âge, vers le nord et vers le sud, se divisant ainsi en une médina principale et en deux faubourgs au nord (Bab Souika) et au sud (Bab El Jazira). Devenue capitale d'un puissant royaume à l'époque hafside, foyer religieux et intellectuel et grand centre économique ouvert sur le Proche-Orient, le Maghreb, l'Afrique et l'Europe, elle se dote de nombreux monuments où se mêlent les styles de l'Ifriqiya aux influences andalouses et orientales mais qui empruntent également certaines de leurs colonnes ou leurs chapiteaux aux monuments romains ou byzantins, l'architecture arabe n'étant caractérisé que par l'emploi de l'arc brisé et légèrement outrepassé.

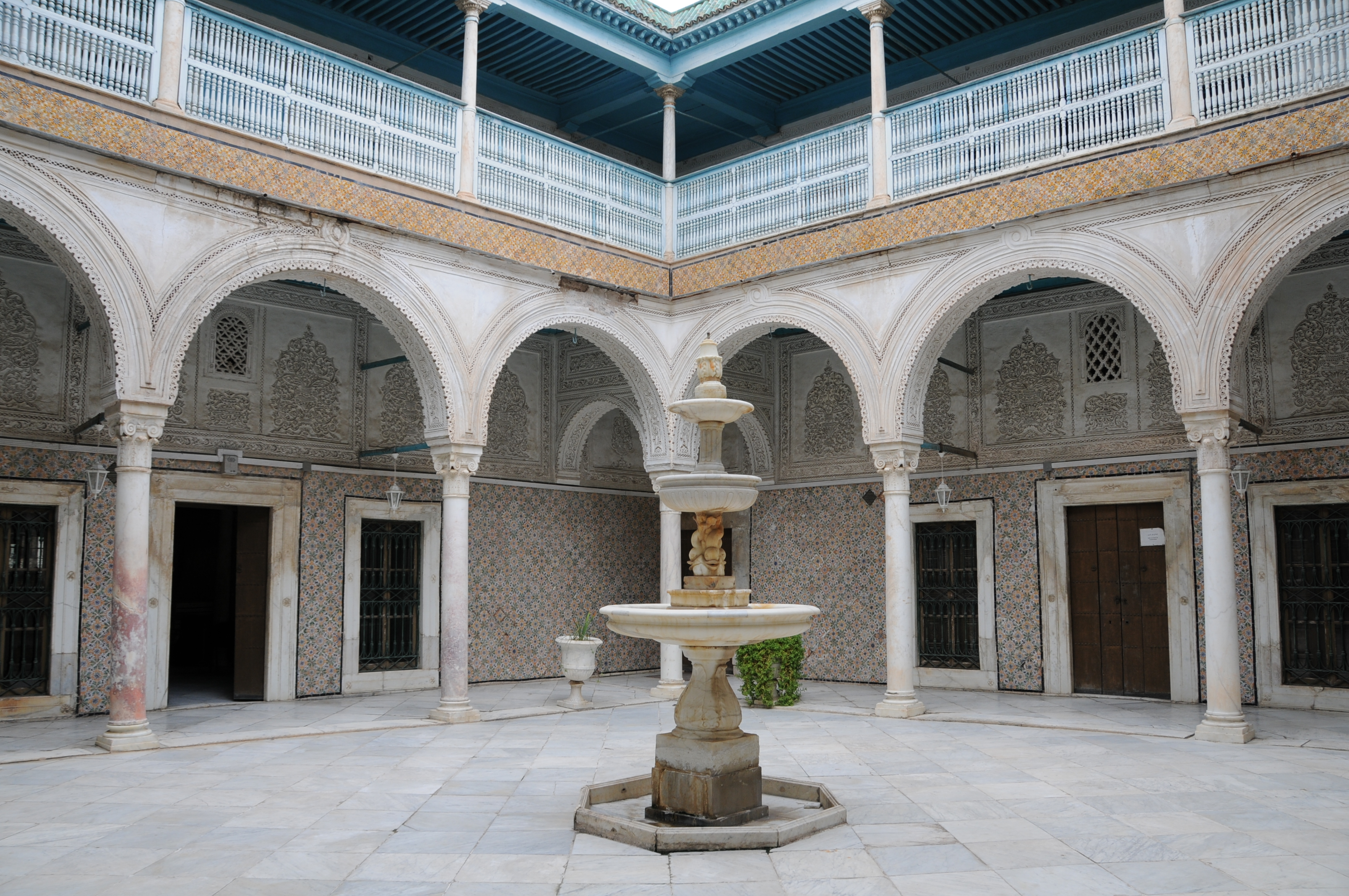
Patio du Dar Ben Abdallah.

Ce patrimoine architectural est également omniprésent dans les maisons de particuliers et les petits palais des personnalités officielles aussi bien que dans le palais du souverain à la kasbah. Toutefois, rares sont les palais et demeures qui remontent au Moyen Âge, contrairement aux XVIIe, XVIIIe et XIXe siècles qui ont légué des maisons prestigieuses telles que le Dar Othman (début du XVIIe siècle), le Dar Ben Abdallah (XVIIIe siècle), le Dar Hussein, le Dar Echérif ainsi que d'autres maisons plus ou moins vastes et richement décorées dont l'inventaire des années 1970 n'en compte pas moins d'une centaine. On dénombre également plusieurs palais élevés par les beys ou des membres de leur entourage dans la banlieue de Tunis et ce depuis le XIIIe siècle. Les principaux palais des beys sont ceux de La Marsa, du Bardo et de Ksar Saïd. Si l'on ajoute les mosquées et oratoires (environ 200), les médersas (El Bachia, Mouradiyya, Slimania, El Achouria, Bir Lahjar, Ennakhla, etc.), les zaouïas (Sidi Mahrez, Sidi Brahim Riahi, Sidi Ali Azouz, Sidi Abdelkader, etc.), les kouttabs, les tourbas (Tourbet El Fellari, Tourbet Aziza Othmana et Tourbet El Bey) et les portes, le nombre des monuments de Tunis approche les 600 dont 98 ont été classés depuis 1912.

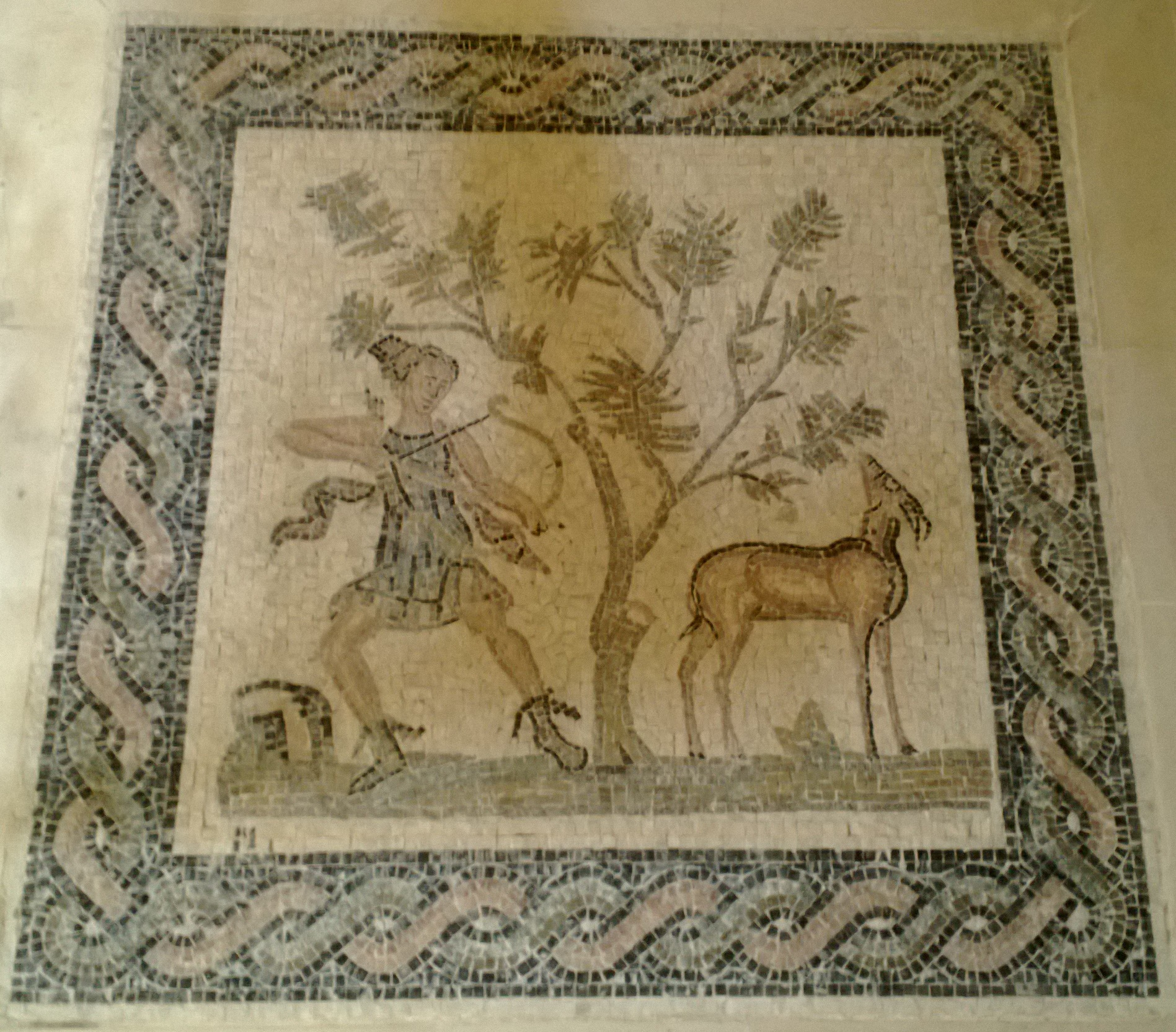
Mosaïque romaine trouvée dans la médina de Tunis.

En effet, au contraire d'Alger, Palerme ou Naples, son cœur historique n'a jamais souffert de grandes catastrophes naturelles ou d'interventions urbanistiques radicales. Les principaux outrages qu'a subi la médina remontent à l'époque suivant l'indépendance du pays avec la destruction de l'enceinte et la précarisation de l'habitat. C'est la raison pour laquelle la médina est inscrite en 1979 au patrimoine mondial de l'Unesco. Par ailleurs, le long des boulevards créés sur l'emplacement des anciens remparts, l'apport architectural de la période 1850-1950 se fait sentir dans les bâtiments officiels, la médina accueillant neuf ministères et le siège de la municipalité de Tunis.

#### Souks
Les souks constituent un véritable réseau de ruelles couvertes et bordées de boutiques de commerçants et d'artisans groupées par spécialités. Les métiers « propres » sont situés près de la mosquée Zitouna car ils ne suscitent aucune nuisance par l'odeur, le bruit ou l'usage de l'eau. Les marchands d'étoffes, les parfumeurs, les marchands de fruits secs, les libraires et les marchands de laine sont concernés au contraire des tanneurs, poissonniers, potiers et forgerons qui sont relégués à la périphérie. Il existe ainsi une hiérarchie codifiée des métiers : le commerce des chéchias, celui des parfums, le tissage de la soie, la sellerie, la confection des vêtements, la fabrication des babouches, le tissage, la poterie et enfin les forgerons et les teinturiers.

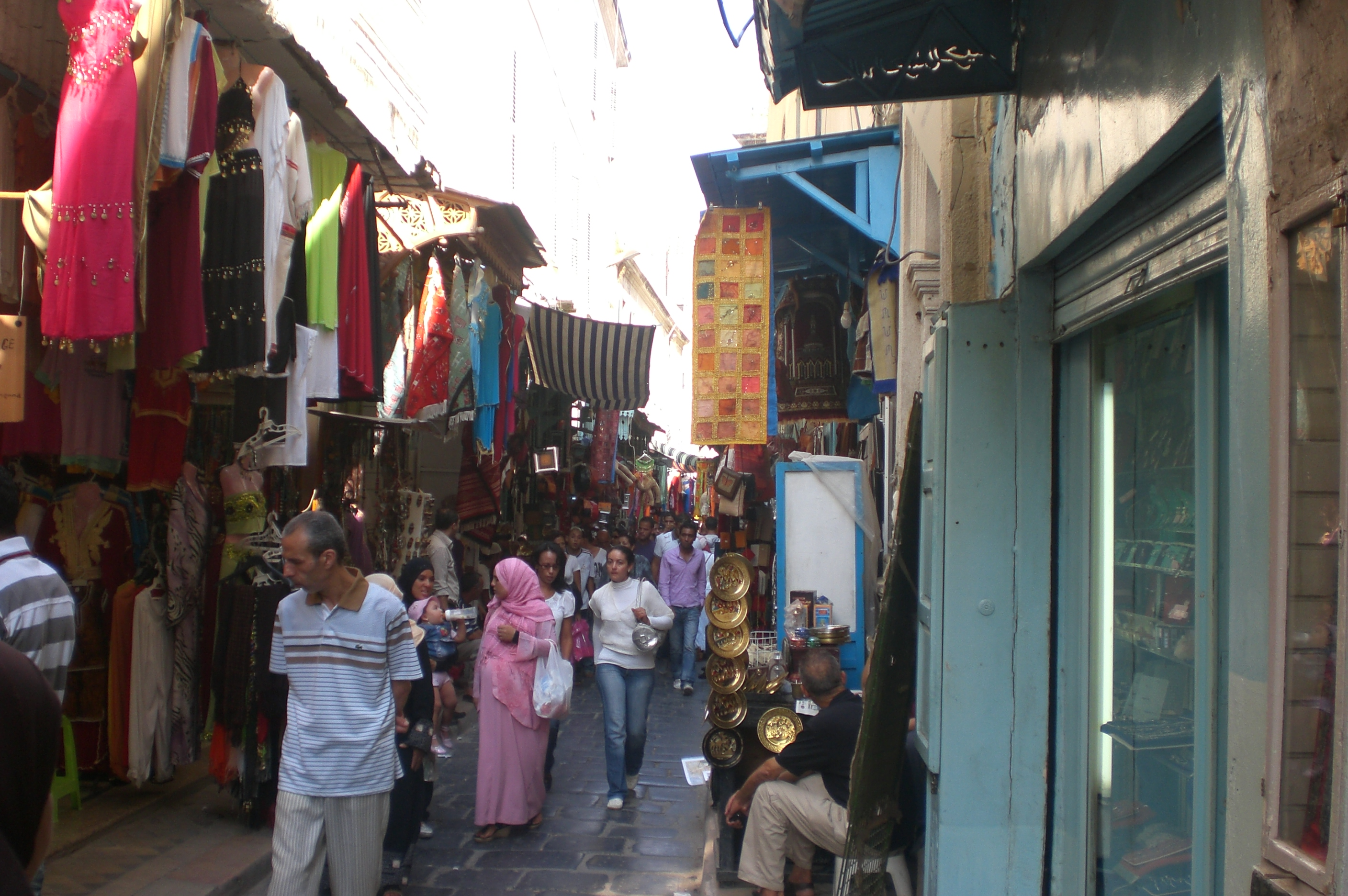
Souks à la rue Jamâa Zitouna.

Au nord de la mosquée Zitouna, qu'il longe en partie, s'ouvre le souk El Attarine (parfums) construit au début du XVIIIe siècle. Il surprend par ses échoppes regorgeant de fioles contenant une grande diversité d'essences et de parfums. À partir de ce souk, une rue mène vers le souk Ech-Chaouachine (chéchias) dont la corporation, celles des chaouachis, est l'une des plus anciennes du pays. Ce sont en général des descendants d'émigrés andalous chassés d'Espagne.

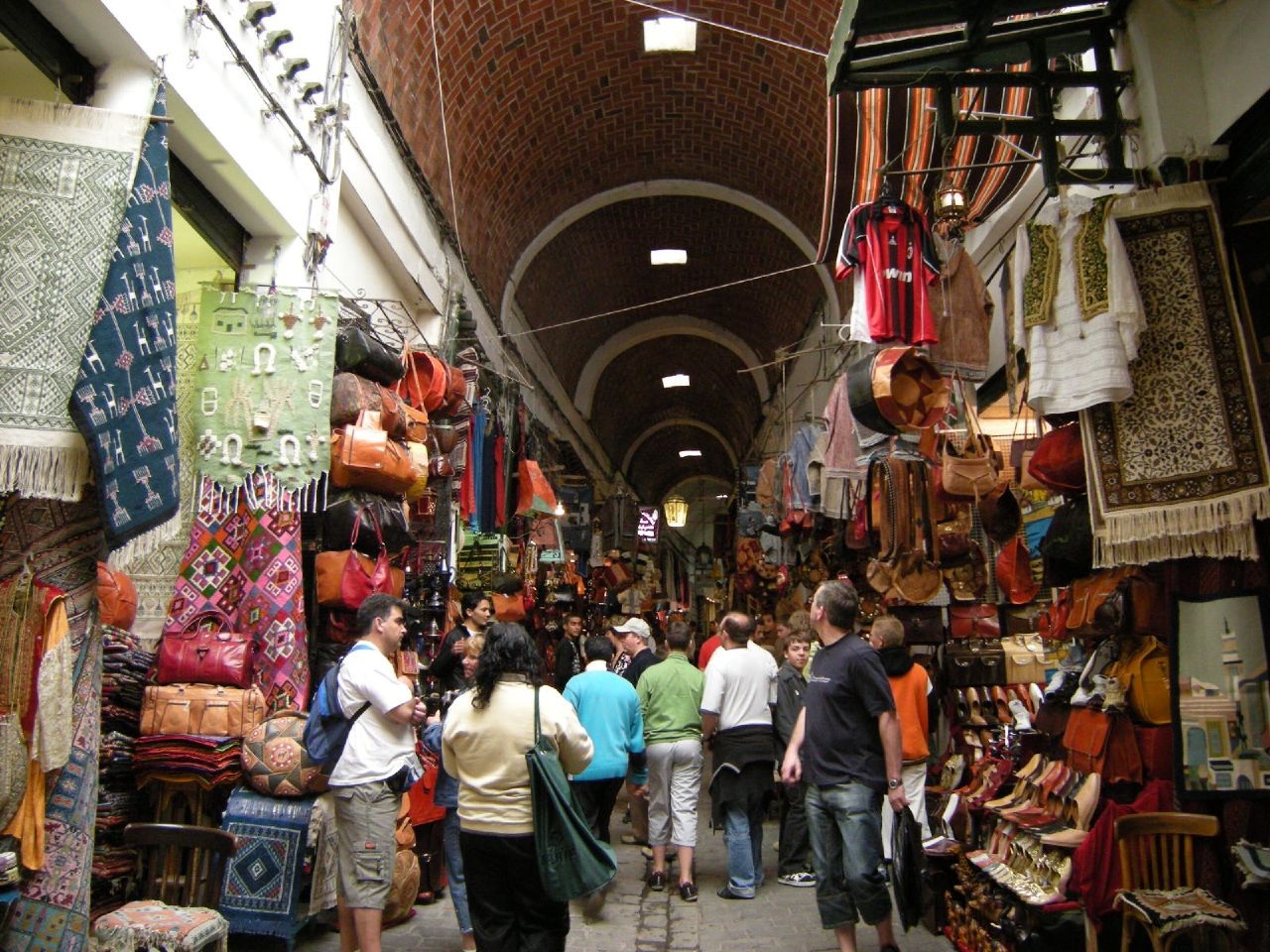
Allée des souks.

Sur le souk El Attarine s'ouvrent deux autres souks : le premier, qui longe la façade occidentale de la mosquée Zitouna, est le souk El Kmach (étoffes) et le second, le souk El Berka, datant du XVIIe siècle, abrite les brodeurs mais surtout les bijoutiers. C'est pourquoi, il s'agit du seul souk dont les portes sont encore fermées et gardées pendant la nuit.
En son milieu, on remarque une place carrée où se trouvait l'ancien marché aux esclaves jusqu'au milieu du XIXe siècle. Le souk El Berka débouche sur le souk El Leffa, où l'on vend toutes sortes de tapis, de couvertures et autres tissages, et se prolonge par le souk Es Sekajine (selliers), édifié au début du XVe siècle, qui est spécialisé en maroquinerie. À la périphérie, on trouve les souks El Trouk, El Blat, El Blaghgia, El Kébabjia, En Nhas, Es Sabbaghine et El Grana où l'on vend des vêtements et des couvertures et qui était occupé par les Juifs livournais.

#### Remparts et portes

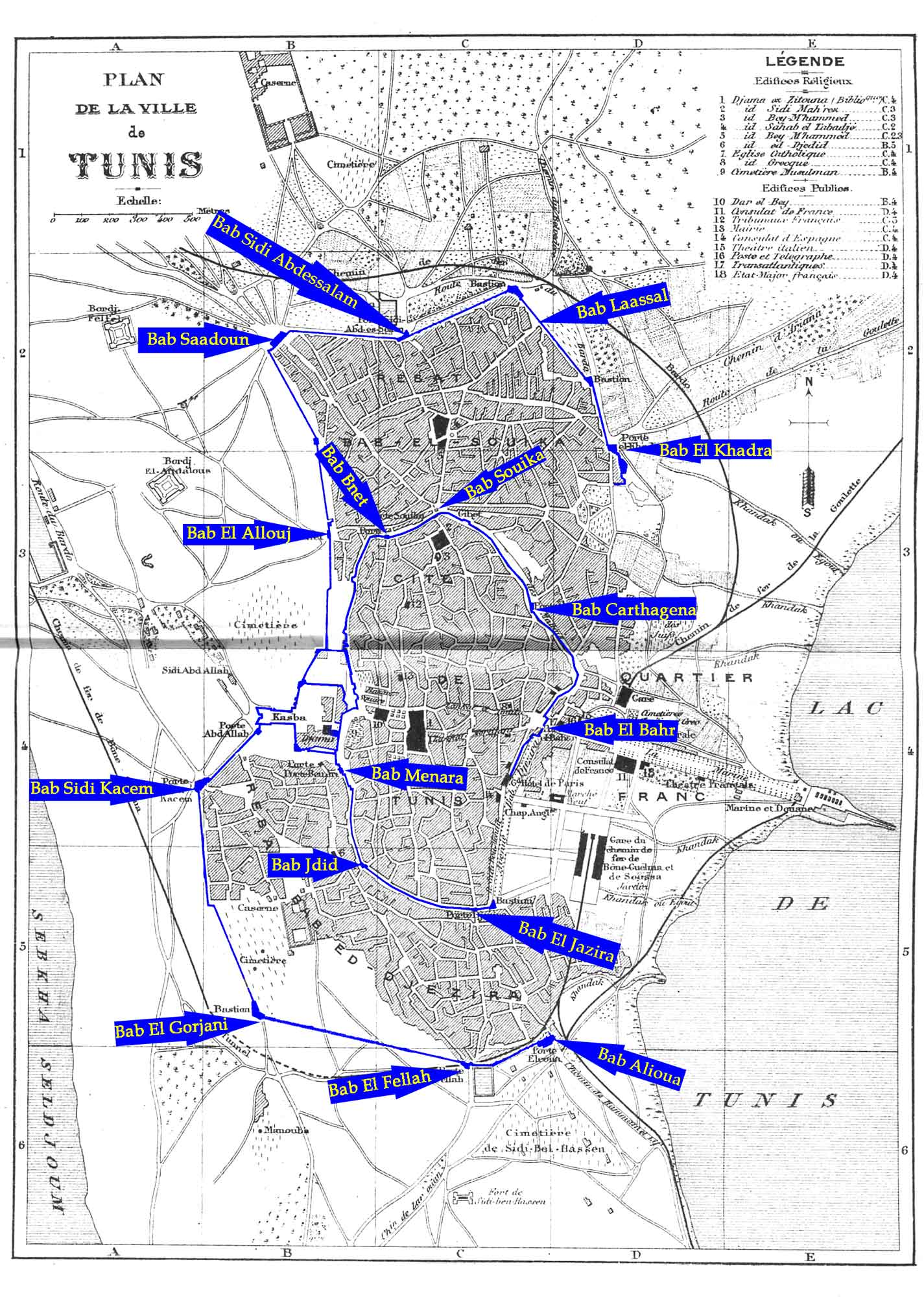
Remparts et portes de la ville en 1888.

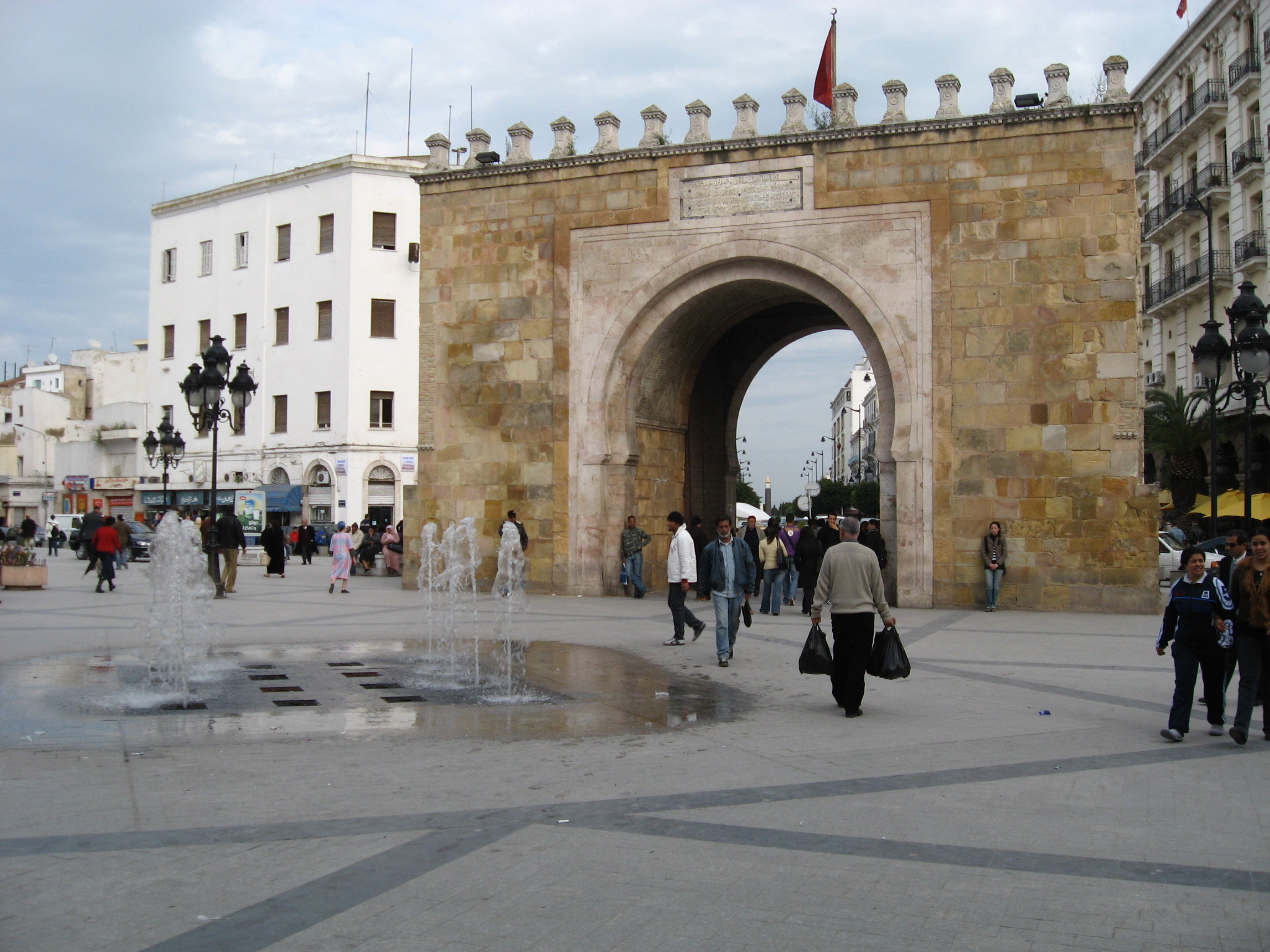
Bab El Bhar ou Porte de France.

Dès les premiers temps de sa fondation, Tunis est considérée comme une importante base militaire. Le géographe Al-Yaqubi affirme qu'au début du IXe siècle « Tunis était entourée d'un mur de briques et d'argile sauf du côté de la mer où il était de pierre ». Souvent endommagée voire totalement détruite au cours du Moyen Âge, l'enceinte conserva toujours son tracé d'origine. Elle était parsemée de différentes portes. Bab El Jazira, sans doute la plus ancienne porte de la muraille méridionale, ouvrait sur les routes du Sud et de Kairouan. Bab Cartagena donnait accès à Carthage d'où étaient ramenés les matériaux de construction nécessaires à la ville. Bab Souika (d'abord appelée Bab El Saqqayin) avait le rôle stratégique de garder les routes vers Bizerte, Béja et Le Kef. Bab Menara (d'abord appelée Bab El Artha) ouvrait la médina vers le faubourg d'El Haoua. Quant à Bab El Bhar, elle permettait l'accès aux quelques fondouks où vivaient les marchands chrétiens de Tunis.
Au début du règne des Hafsides, deux nouvelles portes sont percées au XIIIe siècle : Bab Bnet et Bab Jedid. Avec le développement de la capitale, deux faubourgs émergent à l'extérieur des remparts : Bab El Jazira (au sud) et Bab Souika (au nord). C'est pourquoi, le souverain hafside Abû Darba Muhammad al-Mustansir al-Lihyânî ordonne, au début du XIVe siècle, la construction d'une seconde enceinte englobant la médina et ses deux faubourgs extérieurs. Elle est dotée de six portes : Bab El Khadra, Bab Saadoun, Bab El Allouj (d'abord appelée Bab Er-Rehiba), Bab Khalid ou Bab Sidi Abdallah Cherif, Bab El Fellah et Bab Alioua.
À l'époque ottomane, quatre nouvelles portes sont ouvertes : Bab Laassal, Bab Sidi Abdessalem, Bab El Gorjani et Bab Sidi Kacem. La ville de Tunis conserve certaines portes — Bab Saadoun, Bab El Khadra, Bab El Bhar, Bab Jedid et Bab Sidi Kacem — qui ouvraient l'ancien mur qui a disparu en grande partie.

### Espaces verts

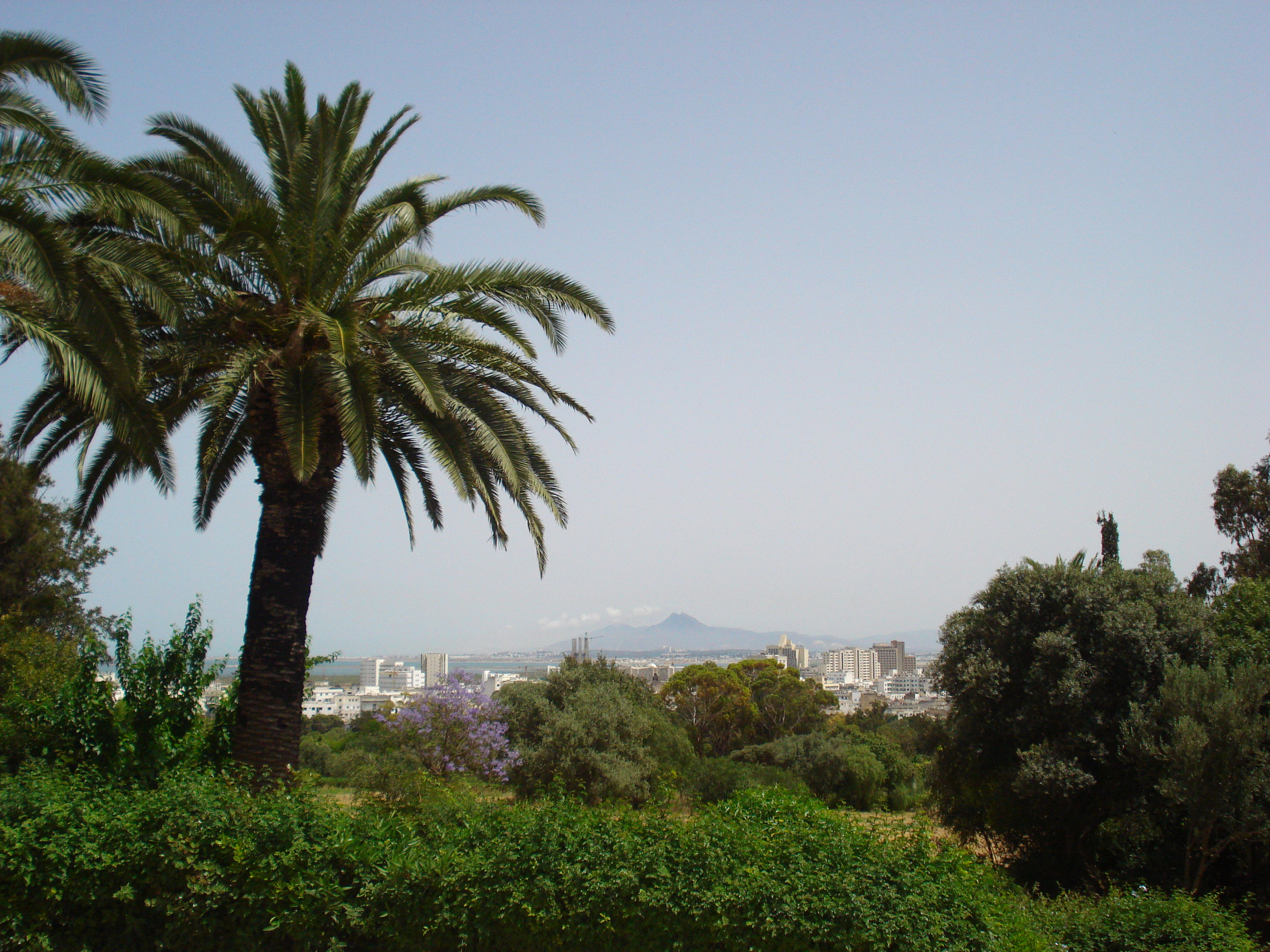
Parc du Belvédère dominant la ville.

Tunis compte quelques grands parcs dont les premiers sont aménagés à la fin du XIXe siècle par les autorités du protectorat français.
Le plus grand d'entre eux, le parc du Belvédère, constitué dès 1892 sur un site choisi à l'époque pour sa position excentrée par rapport à la ville et sa vue sur Tunis et son lac, est le plus ancien parc public du pays. Il est réalisé dans le style paysager qui se pratique alors en métropole, constituant un très vaste espace de plus d'une centaine d'hectares traversé de routes que l'on peut parcourir à pied ou en voiture. Il abrite par ailleurs le zoo de Tunis, qui présente la faune africaine, et le musée d'art moderne.
Le jardin Habib-Thameur, jardin à la française situé dans le quartier du Passage, se caractérise par un tracé régulier et comprend une pièce d'eau centrale ainsi que des parterres et des massifs floraux. Le jardin du Gorjani, jardin à l'anglaise situé au sud-ouest de la ville, présente un tracé irrégulier très probablement lié la topographie escarpée du terrain. Il comprend un bassin central et des allées courbes. Tous deux sont réalisés dans l'année qui suit l'indépendance en lieu et place d'anciens cimetières désaffectés, notamment le cimetière israélite de Tunis qui est déplacé au Borgel.

### Banlieue
Le Grand Tunis est une conurbation qui englobe les municipalités du gouvernorat de Tunis ainsi que celles des gouvernorats avoisinants de Ben Arous, de l'Ariana et de La Manouba. Cette métropole à échelle nationale compte 2 912 818 habitants en 2024, ce qui représente environ 25 % de la population tunisienne.
Depuis la Seconde Guerre mondiale, une progression rapide mais inégale de la banlieue s'effectue selon les secteurs géographiques concernés. La banlieue prend ainsi une part de plus en plus importante dans la population de l'agglomération tunisoise. Représentant 27 % du total des habitants en 1956, elle passe à 37 % en 1975 puis à près de 50 % de ce total en 2006 :
| Ettadhamen-Mnihla                             | 142 953   |
| La Soukra                                     | 129 693   |
| Ariana                                        | 114 486   |
| El Mourouj                                    | 104 586   |
| Raoued                                        | 94 961    |
| La Marsa                                      | 92 987    |
| Ben Arous                                     | 88 322    |
| Douar Hicher                                  | 82 532    |
| Le Kram                                       | 74 132    |
| Le Bardo                                      | 71 961    |
| Radès                                         | 59 794    |
| La Goulette                                   | 45 711    |
| La Manouba                                    | 41 670    |
| Tebourba                                      | 27 545    |
| Mégrine                                       | 26 924    |
| Den Den                                       | 17 122    |
| Carthage                                      | 17 010    |
| Sidi Bou Saïd                                 | 5 911     |
| Total                                         | 1 238 300 |
| Sources : Institut national de la statistique |           |

Au nord-ouest, dans le prolongement du Bardo, centre politique du pays après l'indépendance et quartier des ministères et de l'Assemblée nationale, le bâti progresse par des occupations puis des constructions illégales ou par la construction d'habitats collectifs bon marché (Ksar Saïd, Oued Ellil, Den Den, La Manouba, etc.). Au nord, le Belvédère, El Menzah et l'Ariana se structurent par des lotissements pavillonnaires de part et d'autre des nouvelles voies de communication reliant le centre-ville à l'aéroport. Ici vivent les classes moyennes et se sont implantées de nombreux équipements universitaires et organismes de recherche étatiques. Le Sud de l'agglomération souffre encore de ses activités industrielles, minières et portuaires. À Ben Arous se multiplient toutefois les lotissements résidentiels ou les occupations illégales de terrains le long des axes routiers.
Cet espace urbain dilué génère toute une série de problèmes qui acquièrent dans le contexte tunisois une gravité particulière : exiguïté des terres agricoles, autosuffisance alimentaire non assurée, aridité et pénurie d'eau à terme, pauvreté et précarité des couches urbaines populaires potentiellement sensibles aux discours protestataires, etc..

## Démographie
| Année                                                                         | Municipalité | Agglomération |
| ----------------------------------------------------------------------------- | ------------ | ------------- |
| 1891                                                                          | 114 121      |               |
| 1901                                                                          | 146 276      |               |
| 1911                                                                          | 162 479      |               |
| 1921                                                                          | 171 676      | 192 994       |
| 1926                                                                          | 185 996      | 210 240       |
| 1931                                                                          | 202 405      | 235 230       |
| 1936                                                                          | 219 578      | 258 113       |
| 1946                                                                          | 364 593      | 449 820       |
| 1956                                                                          | 410 000      | 561 117       |
| 1966                                                                          | 468 997      | 679 603       |
| 1975                                                                          | 550 404      | 873 515       |
| Sources : Paul Sebag, Tunis : histoire d'une ville, Paris, L'Harmattan, 1998. |              |               |

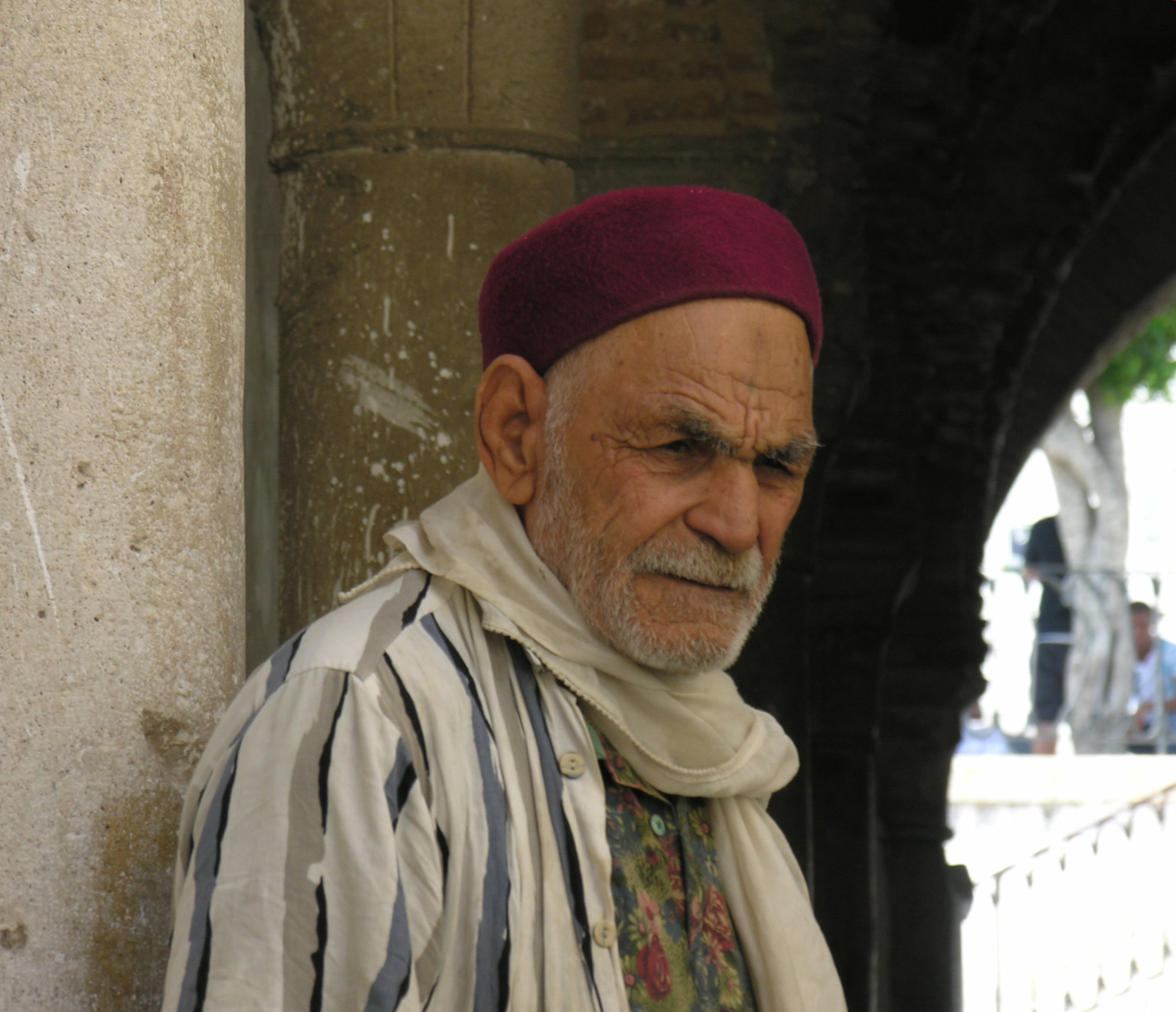
Portrait d'un vieux Tunisois.

Dans les années qui suivent l'indépendance, la population de l'agglomération continue de s'accroître : l'accroissement est de 21,1 % de 1956 à 1966 puis de 28,5 % de 1966 à 1975 (55,6 % entre 1956 et 1975). Cette croissance régulière des effectifs s'accompagne de mutations qui modifient d'une façon radicale le peuplement de la capitale. La décolonisation s'est traduite par l'exode de toutes les minorités confessionnelles (Juifs et chrétiens) dont les effectifs s'amenuisent d'année en année. Mais les vides créés par leur départ sont surabondamment comblés par des Tunisiens qui affluent de l'arrière-pays.
Au début du XXIe siècle, la métropole de Tunis dépasse les 2 000 000 d'habitants. La multiplication par quatorze de la population depuis le début du XXe siècle est d'abord le résultat de migrations extérieures. À partir de 1975, la croissance de la population se fait de façon endogène ou par transferts des villes moyennes — la croissance démographique se ralentissant progressivement tout comme l'exode rural — en raison du développement économique et de l'attractivité de la capitale. C'est dans les années suivant la Seconde Guerre mondiale que le taux de croissance de la population de Tunis connaît son paroxysme.
Après l'indépendance, le gouvernement tunisien met en œuvre, pour faire face à la croissance de la population du pays, un système de planning familial, ce qui permet de faire descendre le taux de croissance démographique. Entre 1994 et 2004, la population du gouvernorat de Tunis ne s'accroît plus que de 1,03 % par an. Elle représente, lors du recensement de 2004, 9,9 % de l'ensemble de la population tunisienne.
Comme dans le reste de la Tunisie, l'alphabétisation de la région de Tunis a connu une évolution rapide au cours de la deuxième moitié du XXe siècle et atteint même un niveau légèrement supérieur par rapport à la moyenne nationale : le gouvernorat de Tunis connaît le niveau d'instruction supérieure le plus élevé du pays (14,8 % des plus de dix ans) et se trouve même dépassé par le gouvernorat voisin de l'Ariana (15,3 %) qui accueille de nombreuses institutions d'études dans les NTIC. Celui de Ben Arous fait un peu moins bien (12,3 %) alors que celui de La Manouba (7,3 %) est en dessous de la moyenne nationale. Ces différences témoignent ainsi des disparités sociales au sein de la grande banlieue tunisoise.
En 2014, la population de la municipalité de Tunis atteint 638 845 habitants — appelés « Tunisois » — d'après le recensement de l'Institut national de la statistique.

| Hommes | Classe d’âge | Femmes |
| ------ | ------------ | ------ |
| 10 033 | 75 et +      | 11 472 |
| 9 583  | 70-74        | 9 830  |
| 12 629 | 65-69        | 13 638 |
| 13 657 | 60-64        | 15 133 |
| 17 806 | 55-59        | 19 590 |
| 26 764 | 50-54        | 25 328 |
| 32 453 | 45-49        | 31 498 |
| 38 530 | 40-44        | 37 685 |
| 39 494 | 35-39        | 40 740 |
| 42 469 | 30-34        | 40 084 |
| 48 773 | 25-29        | 45 668 |
| 54 142 | 20-24        | 51 111 |
| 43 615 | 15-19        | 42 460 |
| 38 265 | 10-14        | 37 842 |
| 34 142 | 5-9          | 32 870 |
| 34 574 | 0-4          | 31 996 |

## Culture

### Musées

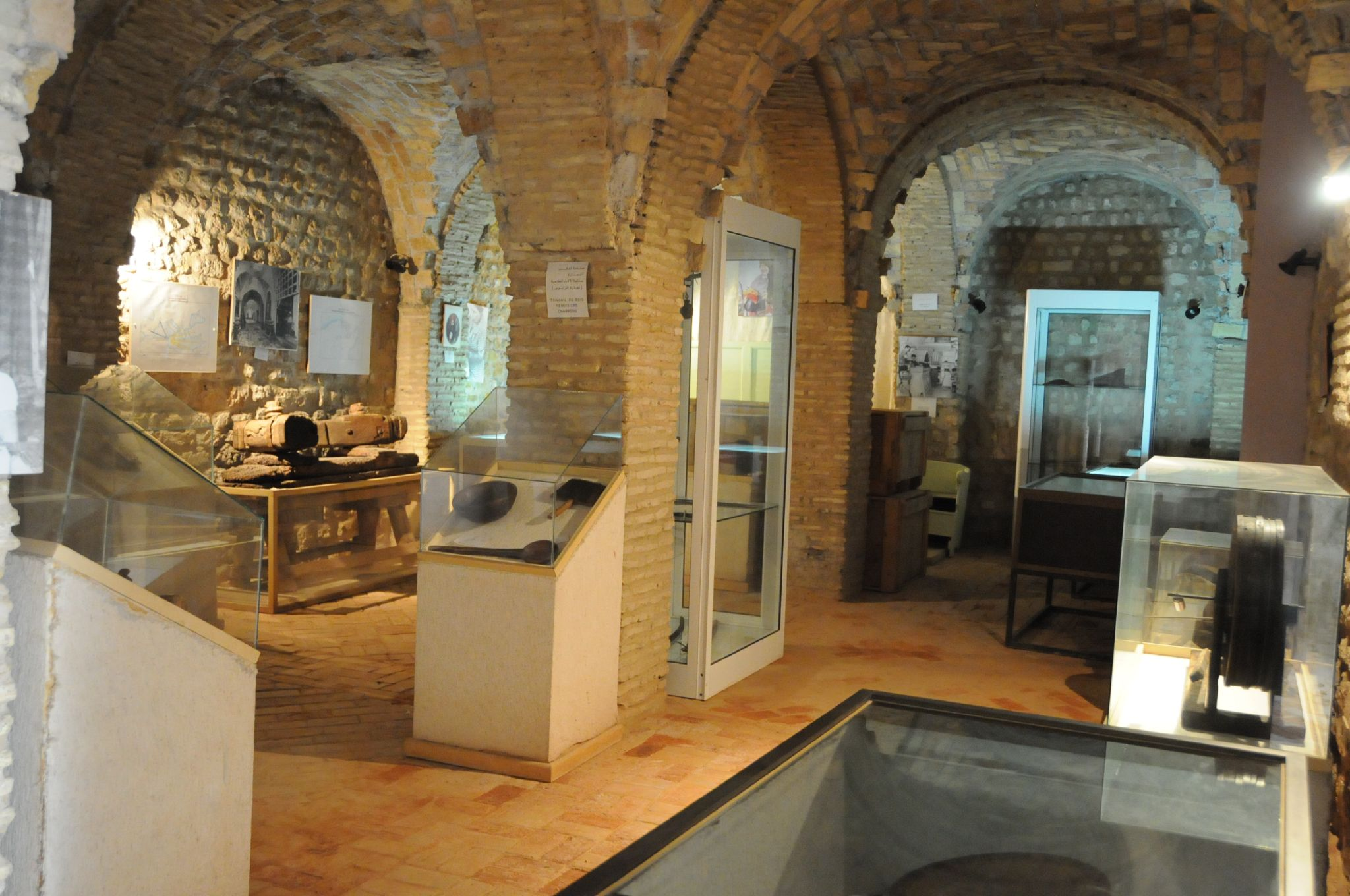
Musée des arts et traditions populaires.

Le Dar Ben Abdallah, palais datant probablement du XVIIIe siècle, devient en 1964 le siège du musée des arts et traditions populaires de la capitale ; il renferme dans ses salles d'exposition de nombreux éléments traditionnels, témoins de la vie quotidienne d'une famille de la médina. Le mausolée Sidi Kacem El Jellizi abrite le Centre national de la céramique, un musée présentant une collection de céramiques et de faïences ainsi que d'anciennes stèles funéraires islamiques. Le musée du mouvement national se situe pour sa part dans le Dar Maâkal Az-Zaïm, demeure du nationaliste Habib Bourguiba tout au long de la période de la lutte pour l'indépendance. Après l'avènement de cette dernière, un musée y est aménagé afin de relater les péripéties de la lutte nationale entre 1938 et 1952. Tunis accueille également quelques petits musées thématiques, comme le musée de la monnaie, le musée de la poste et le musée national de la médecine. Dans la banlieue nord, la Cité des sciences vise à diffuser le savoir et de la culture scientifiques à travers des manifestations, des expositions et des démonstrations interactives.

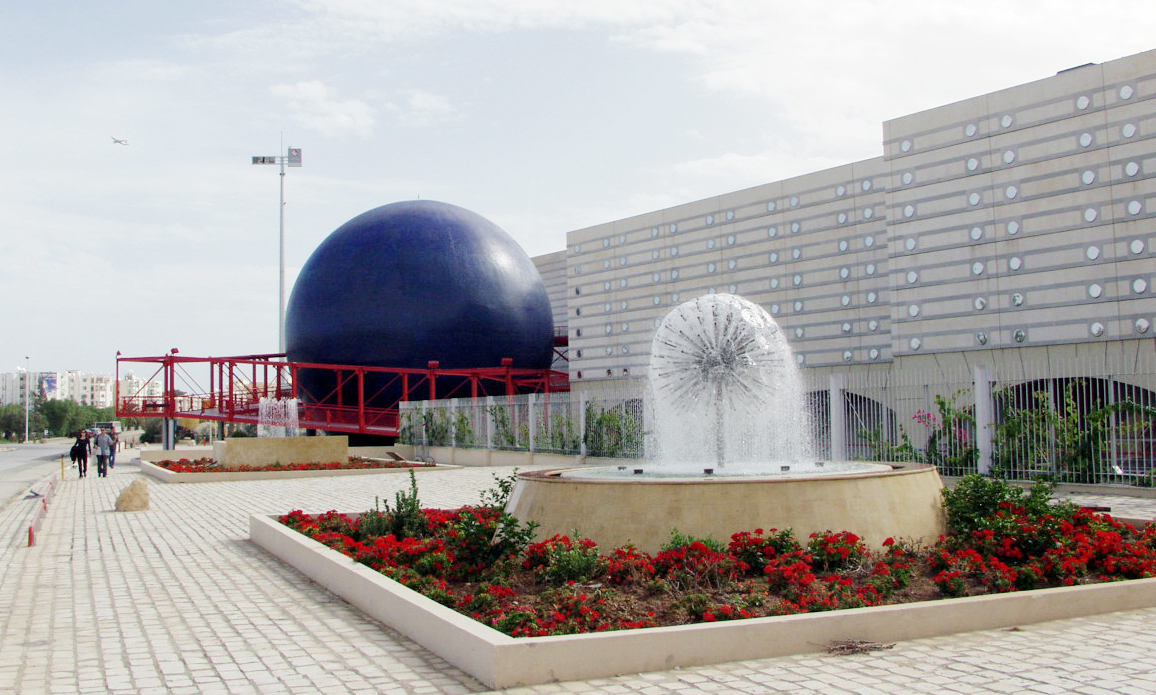
Bâtiment de la Cité des sciences.

Logé dans un ancien palais beylical de la banlieue du Bardo depuis la fin du XIXe siècle, le musée national du Bardo est le plus important des musées archéologiques du Maghreb et l'un des plus riches du monde en mosaïques romaines ; ses collections se sont rapidement développées grâce aux nombreuses découvertes archéologiques faites à travers le territoire.
Le musée militaire national, ouvert le 24 juin 1989 à La Manouba, est logé dans un ancien palais beylical (Palais de la Rose) édifié vers 1793 ; il possède une collection de 23 000 pièces couvrant les différentes époques de l'histoire militaire de la Tunisie dont 13 000 armes datant du XIXe siècle, une partie ayant été utilisée par les troupes tunisiennes lors de la guerre de Crimée.

### Musique

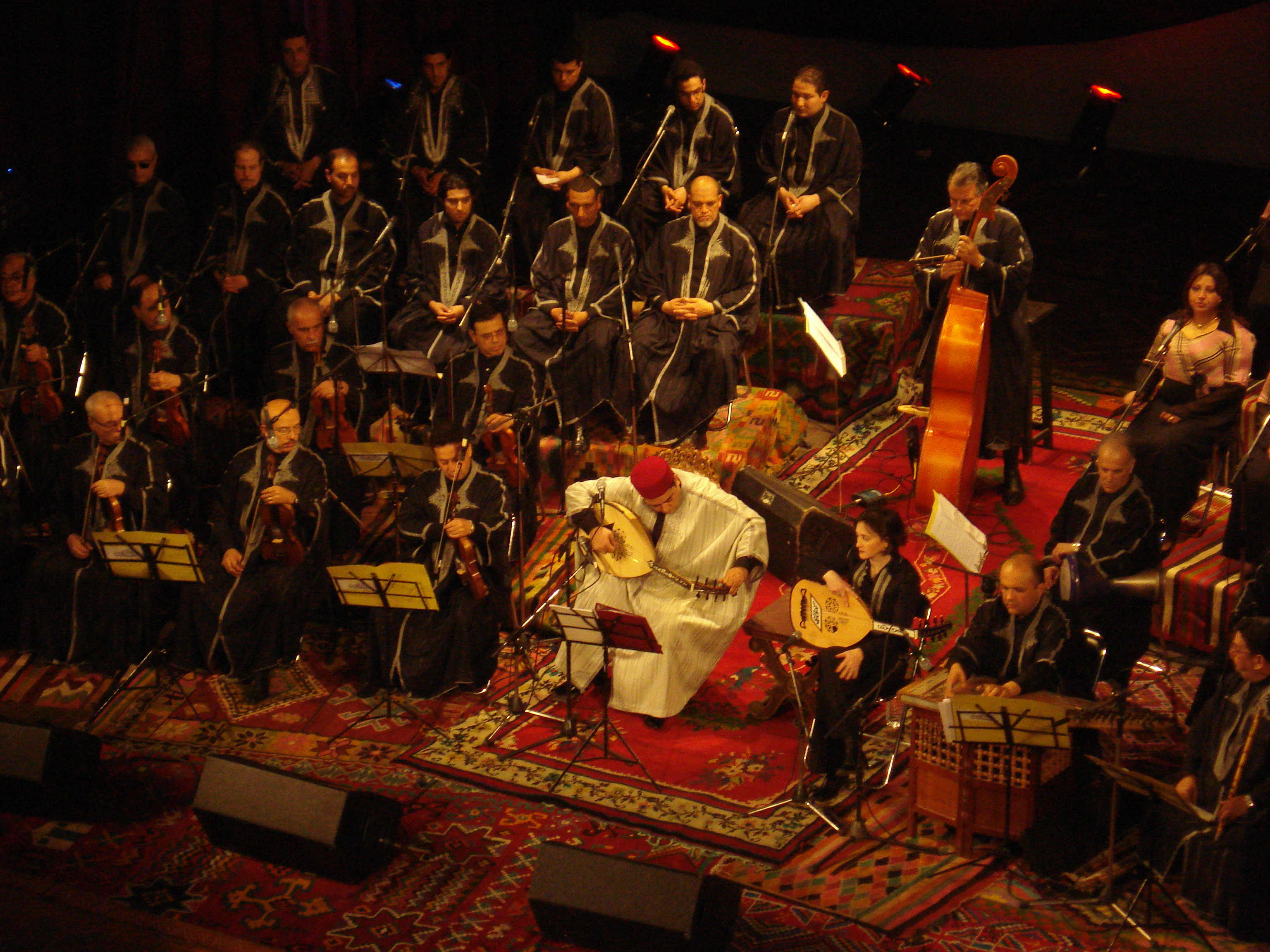
Orchestre de la Rachidia lors d'un concert au Théâtre municipal de Tunis en février 2009.

Tunis abrite des institutions musicales parmi les plus prestigieuses du pays. La troupe de La Rachidia y est fondée en 1934 pour sauvegarder la musique arabe originale et valoriser particulièrement la musique tunisienne à travers de nouvelles créations inspirées des règles de la musique ifriquienne. Elle se compose de 22 membres (joueurs d'instruments et chorale).
La Troupe musicale de la ville de Tunis est créée en 1954 par Salah El Mahdi. Il charge en 1955 son disciple Mohamed Saâda de diriger cette troupe qui rassemble à cette époque les meilleurs artistes de la place qui intègrent par la suite la troupe de la radio nationale. Elle contribue à la promotion de plusieurs noms de la chanson tunisienne dont Oulaya.
L'Association de l'orchestre arabe de la ville de Tunis commence ses activités à la fin du mois d'avril 1982 en tant qu'atelier lié au centre culturel municipal. Il s'attache à la promotion de la musique arabe, à la formation musicale ainsi qu'à la coopération avec divers partenaires en Tunisie et à l'étranger. L'Orchestre symphonique tunisien, créé en 1969 par le ministère de la Culture, produit par ailleurs des concerts mensuels au Théâtre municipal ou dans l'un des espaces culturels de la capitale.

### Arts du spectacle

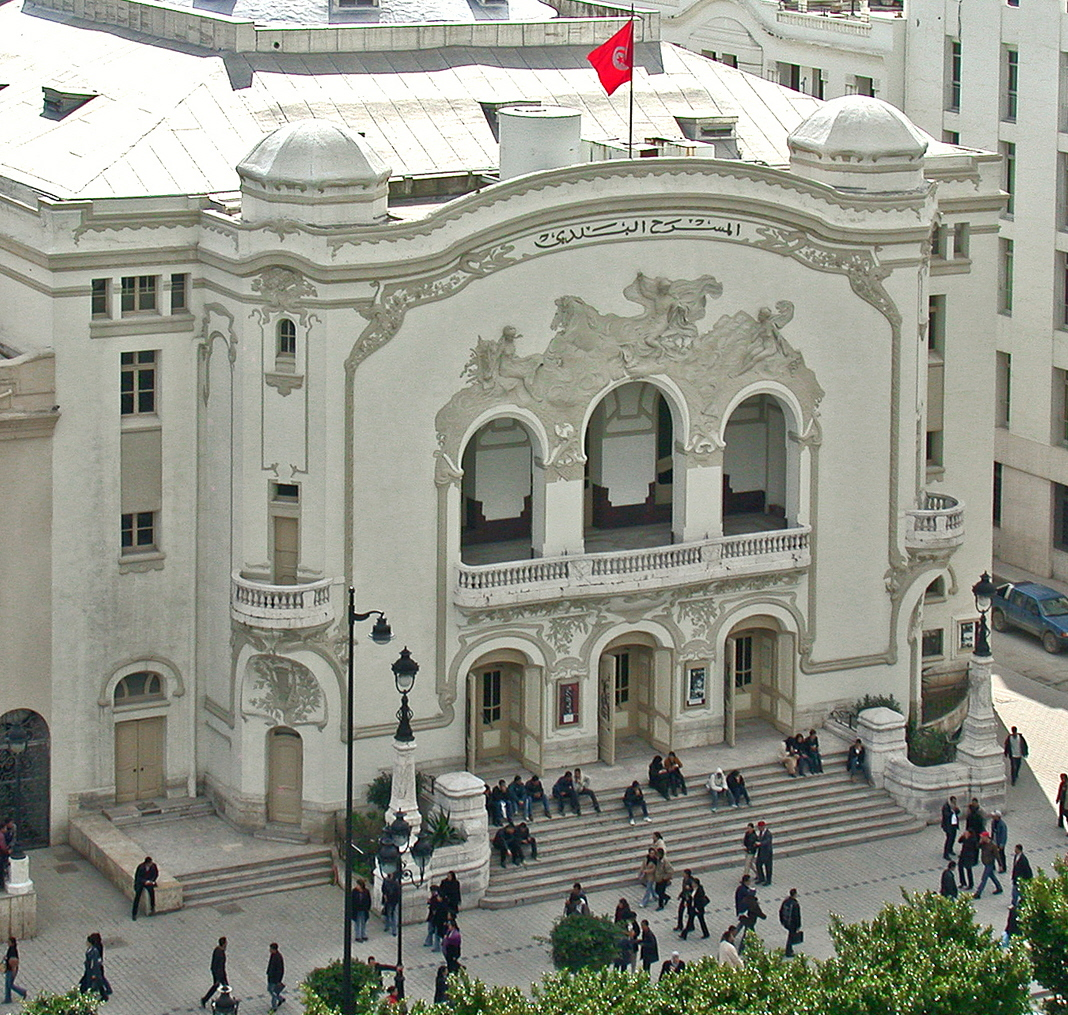
Façade du Théâtre municipal.

La ville de Tunis constitue un pôle majeur de la vie culturelle tunisienne. Le Théâtre municipal, dès son inauguration le 20 novembre 1902, ouvre la voie à la diffusion de la création artistique dans la cité : opéra, ballet, concerts symphoniques, art dramatique, etc. Sur la scène de ce théâtre, de nombreuses représentations sont régulièrement données par de nombreux comédiens tunisiens, arabes et internationaux. Dans ce contexte, le théâtre joue un rôle d'importance. Le Théâtre national tunisien, entreprise publique à caractère culturel, est installée depuis 1988 au palais Khaznadar (datant du milieu du XIXe siècle et situé à Halfaouine) rebaptisé « palais du théâtre ». En 1993, il prend également possession de l'ancienne salle de cinéma Le Paris, d'une capacité de 350 places, rebaptisée Quatrième art. Elle abrite chaque saison culturelle (du 1er octobre au 30 juin) plus de 80 représentations théâtrales.
Le théâtre El Hamra est un espace culturel situé rue El Jazira. Deuxième salle de cinéma ouverte à Tunis, Al Hambra (comme elle est appelée alors) est l'une des salles les plus célèbres de la capitale pendant les années 1930 et 1940.

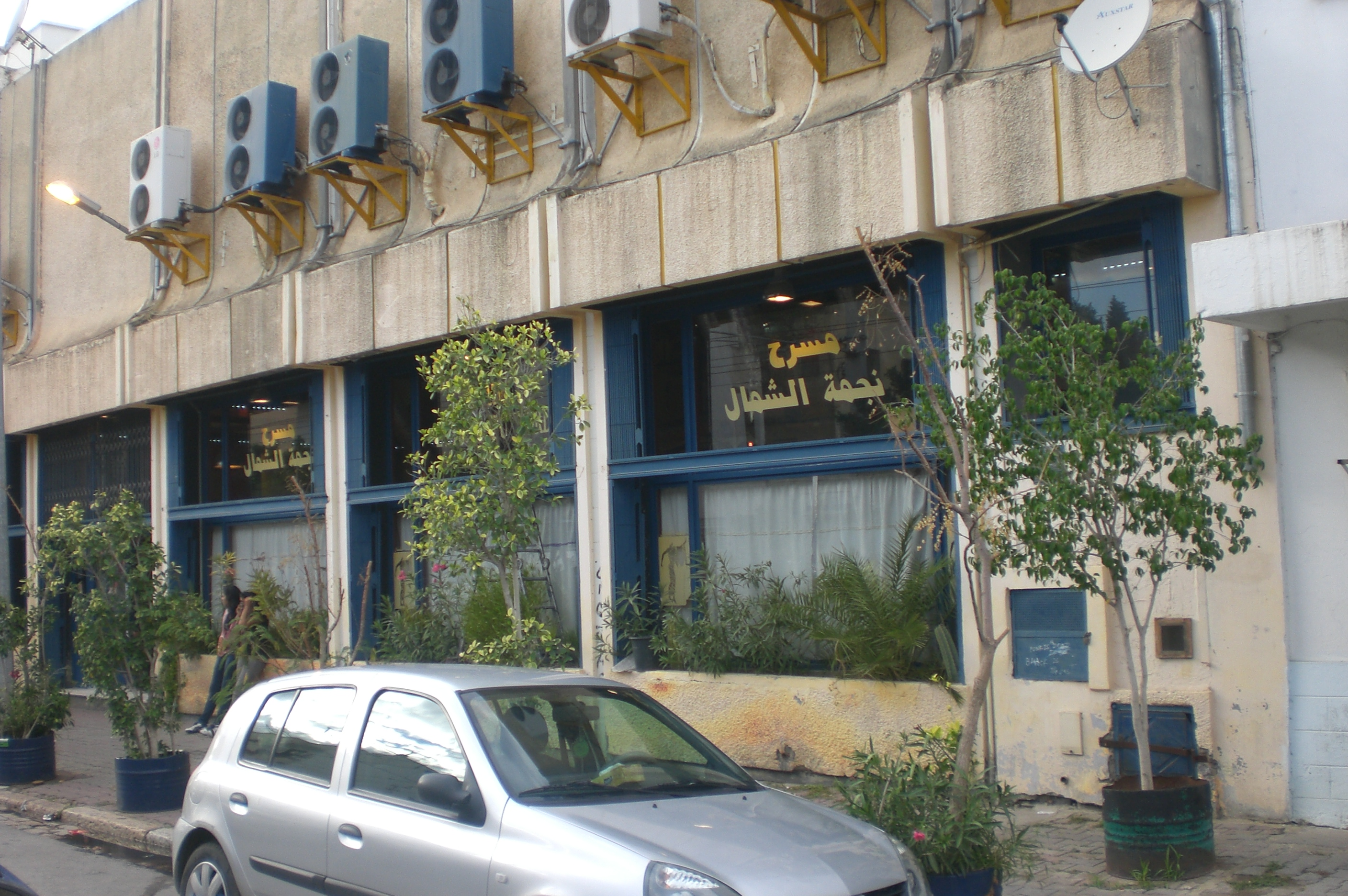
Locaux de l'Étoile du Nord.

Après quinze ans de fermeture, elle est transformée en théâtre de poche en 1986 et abrite le premier centre arabo-africain de formation et de recherches théâtrales depuis mars 2001. On peut citer également l'existence des troupes d'El Teatro et de l'Étoile du Nord. D'autres arts sont également représentés dans la capitale. Le Centre national des arts de la marionnette est créé le 27 mars 1993 : sa création vient couronner les efforts de la Troupe de théâtre de la marionnette de Tunis fondée en 1976. L'École nationale des arts du cirque est fondée le 1er octobre 2003 au sein du Théâtre national à la suite d'une rencontre entre le directeur de ce dernier et le directeur général du Centre national des arts du cirque de Châlons-en-Champagne (France) en 1998. L'École nationale des arts du cirque de Rosny-sous-Bois et l'Institut français de coopération concourt également à l'élaboration des programmes de l'école. Par ailleurs, des maisons de la culture sont disséminées à travers la ville et permettent diverses représentations artistiques.
Le 21 mars 2018, la Cité de la culture est ouverte après quinze ans de travaux et abrite trois pôles (cinéma, opéra et arts chorégraphiques) ainsi que le Centre national du cinéma et de l'image et un musée de l'art moderne et contemporain.
La ville de Tunis offre par ses décors un paysage très tôt convoité par les producteurs de cinéma. En effet, le premier tournage de vues animées dans ses rues est réalisé par les opérateurs des frères Lumière en 1896. Les premières projections sont organisées l'année suivante et la première salle de cinéma, l'Omnia-Pathé, ouverte en octobre 1908. Le premier ciné-club de Tunis est ouvert en 1946 et la première salle d'art et essai, Le Globe, en 1965.
En 1990, Férid Boughedir tourne dans le quartier d'Halfaouine son premier long métrage : Halfaouine, l'enfant des terrasses. Le film Le Patient anglais (1996) et le téléfilm documentaire Le Dernier Jour de Pompéi (2003) sont eux tournés dans des studios tunisois.

### Festivals et événements
L'agglomération organise plusieurs festivals chaque année dont le plus important est le Festival international de Carthage qui a lieu en juillet et août avec un retentissement international. Fondé en 1964, il en est à sa 42e édition. Il permet de proposer au public, dans le cadre de l'amphithéâtre de Carthage (avec une contenance de 7 500 places assises en gradins), les prestations de chanteurs, musiciens, acteurs, danseurs ainsi que la projection de films sur écran en plein air. Parmi les festivals les plus réputés, il est également possible de citer les Journées cinématographiques de Carthage, organisées tous les deux ans ainsi que les Journées théâtrales de Carthage.
De nombreuses manifestations culturelles et foires sont également organisées au sein de l'agglomération tunisoise chaque année. Depuis 2012, la médina de Tunis accueille ainsi l'événement artistique annuel Tunis Dream City.

### Bibliothèques

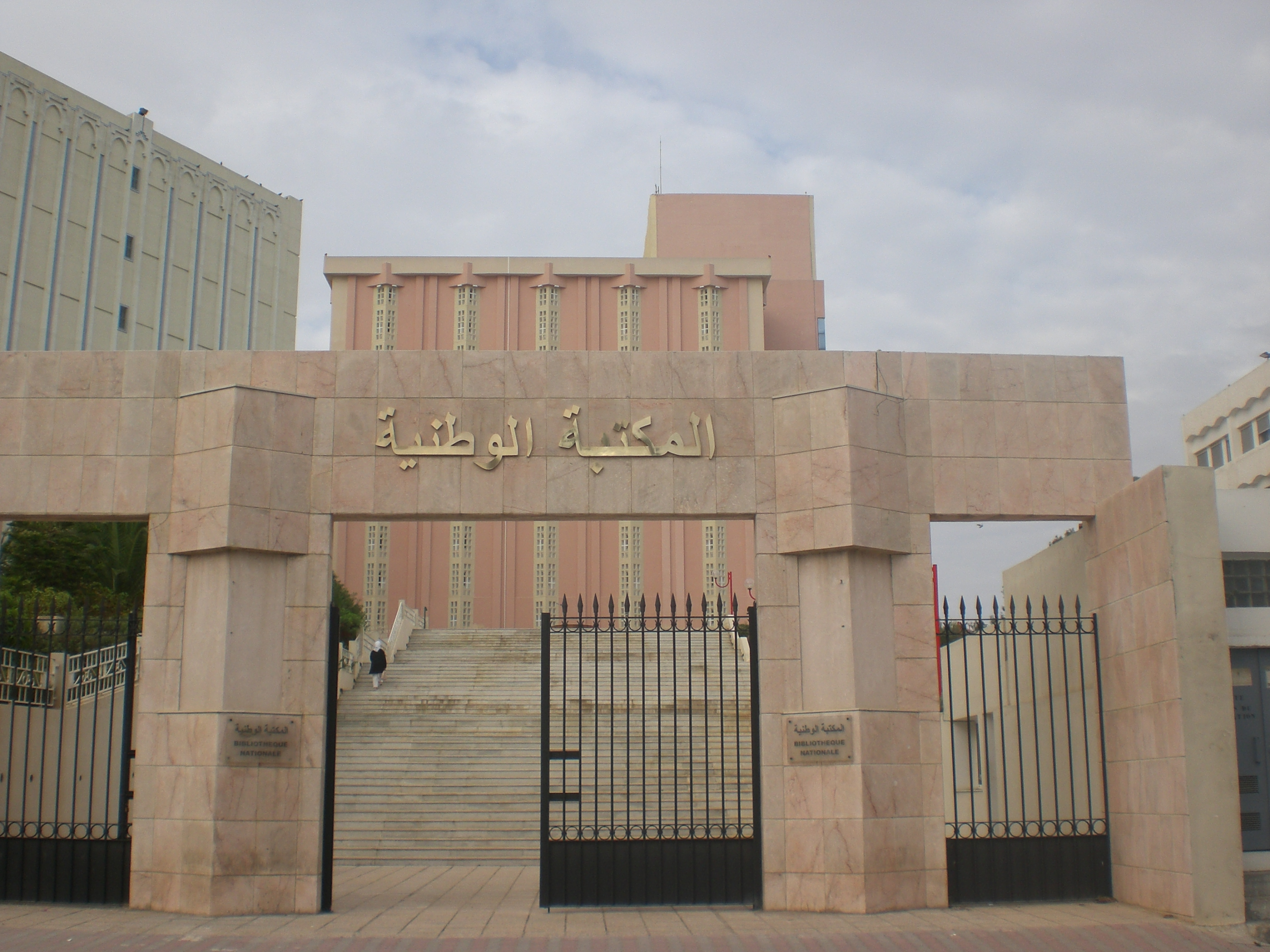
Siège de la Bibliothèque nationale de Tunisie.

Tunis regroupe quelques-unes des plus importantes bibliothèques de Tunisie, dont la Bibliothèque nationale qui est d'abord installée en 1924 dans un bâtiment de la médina construit en 1810 par Hammouda Pacha pour servir de casernement aux troupes des janissaires puis de prison. Devenue trop exiguë, la bibliothèque est transférée, le 1er décembre 2005, dans son nouveau siège de 35 000 m2 situé au boulevard 9-Avril 1938. Le nouvel édifice comporte une salle de lecture, une salle de conférences, des laboratoires, une galerie d'exposition, un bloc de services techniques et administratifs, un relais ouvert aux visiteurs, un restaurant, un parking et un espace vert couvrant 10 300 m2.
Abritée dans une ancienne demeure d'un savant de l'époque hafside, la bibliothèque de la Khaldounia est fondée en 1896 dans le cadre de la création de cette institution éducative. Après l'indépendance et à la suite de l'unification des programmes de l'éducation nationale, l'association cesse ses activités et la bibliothèque est rattachée à la Bibliothèque nationale qui assure depuis sa gestion.
Bâti au XVIIe siècle, le Dar Ben Achour abrite la bibliothèque de la ville de Tunis. Acquise à la fin des années 1970 par la municipalité de Tunis, la demeure est restaurée avant d'abriter dès 1983 la bibliothèque municipale.

### Enseignement supérieur

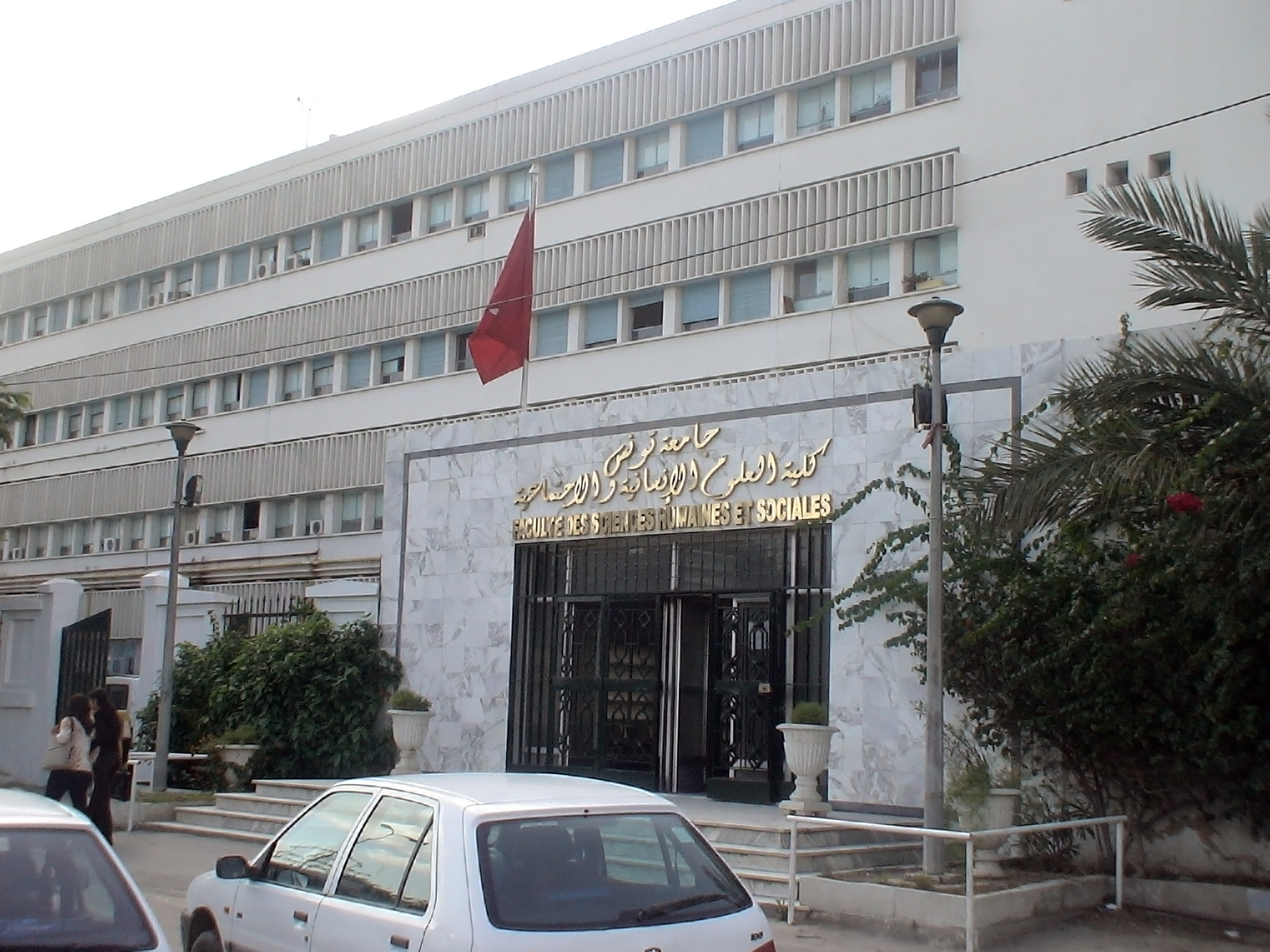
Faculté des sciences humaines et sociales.

Tunis et sa banlieue concentrent les principales universités tunisiennes : l'université Zitouna, l'université de Tunis, l'université de Tunis - El Manar, l'université de Carthage et l'université de La Manouba. C'est pourquoi, on y compte la concentration la plus forte en nombre d'étudiants en Tunisie avec 148 058 inscrits en 2008-2009.
On y trouve aussi plusieurs établissements d'enseignement supérieur tels que l'École nationale d'ingénieurs de Tunis, l'École nationale des sciences de l'informatique, l'École supérieure des communications de Tunis, l'Institut national agronomique de Tunisie, l'Institut supérieur des études technologiques en communications de Tunis ou l'Institut préparatoire aux études d'ingénieurs de Tunis.
Par ailleurs, le nombre des universités et autres instituts de formation privés augmentent à l'image des créations de l'université libre de Tunis, de l'université centrale, de l'École supérieure privée d'ingénierie et de technologie ou de l'Institut maghrébin des sciences économiques et de technologie.

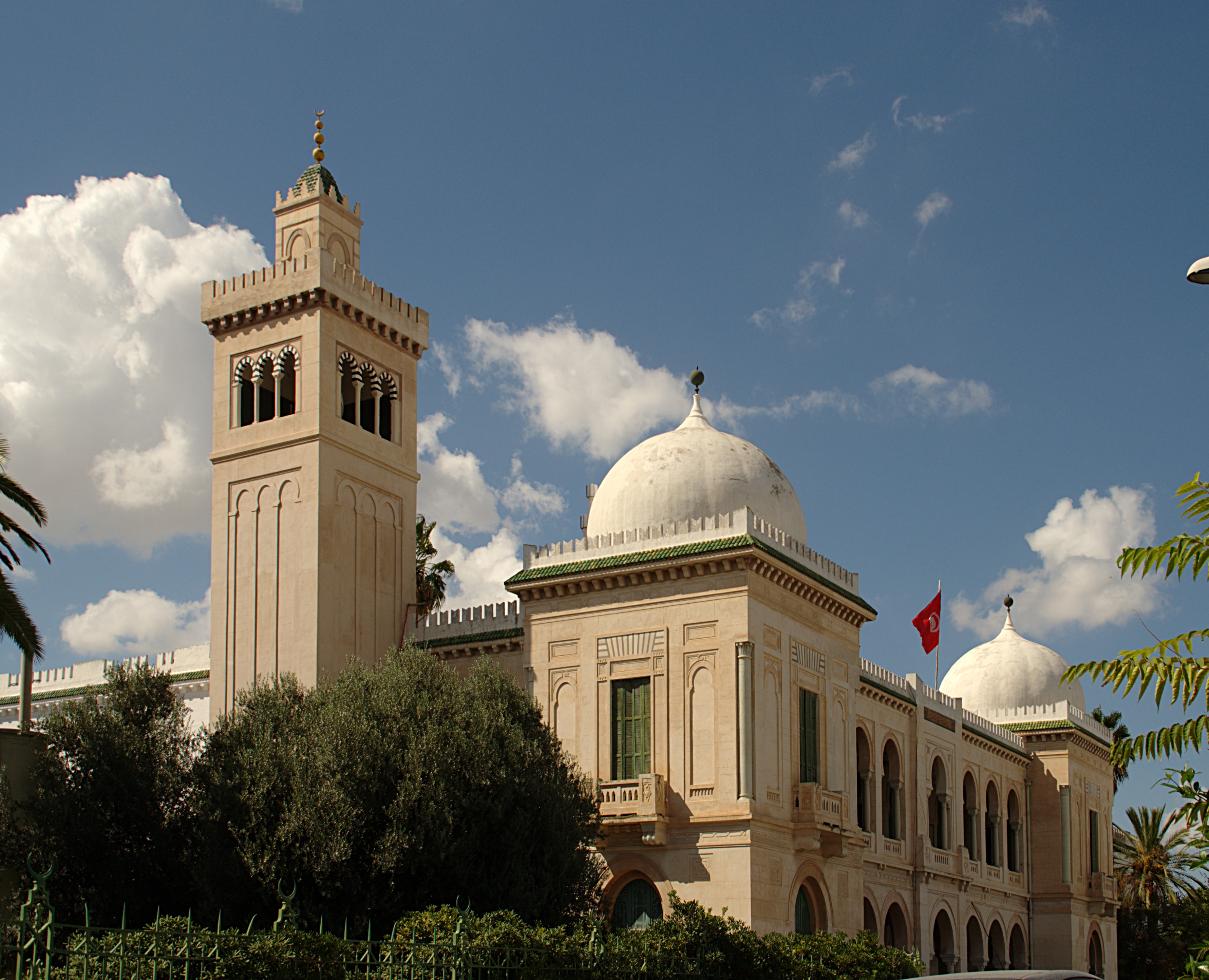
Collège Sadiki.

Parmi les lycées de la capitale les plus connus figurent le lycée de la rue du Pacha (fondé en 1900), le lycée Bab El Khadhra, le lycée El Omrane, le lycée de la rue de Russie, le lycée Bourguiba (ancien lycée Carnot de Tunis), le lycée Alaoui ou encore le lycée pilote de l'Ariana. Jusqu'à l'indépendance, le Collège Sadiki (fondé en 1875) et la Khaldounia (fondée en 1896) figuraient également parmi les établissements les plus reconnus. Enfin, héritage de la présence française dans le pays, la ville conserve plusieurs établissements scolaires français dont le plus important est le lycée Pierre-Mendès-France situé à Mutuelleville.

### Lieux de culte

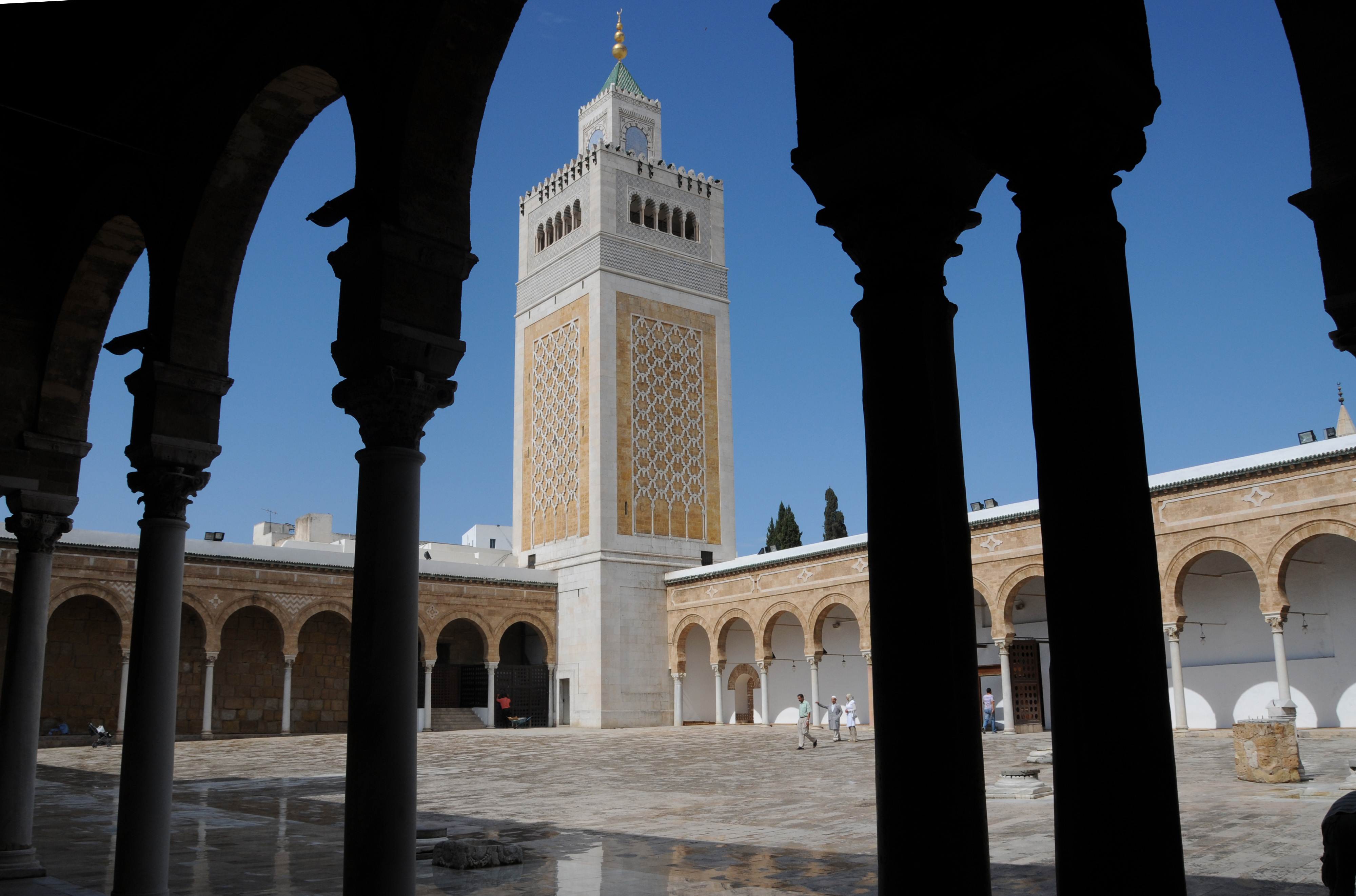
Mosquée Zitouna.

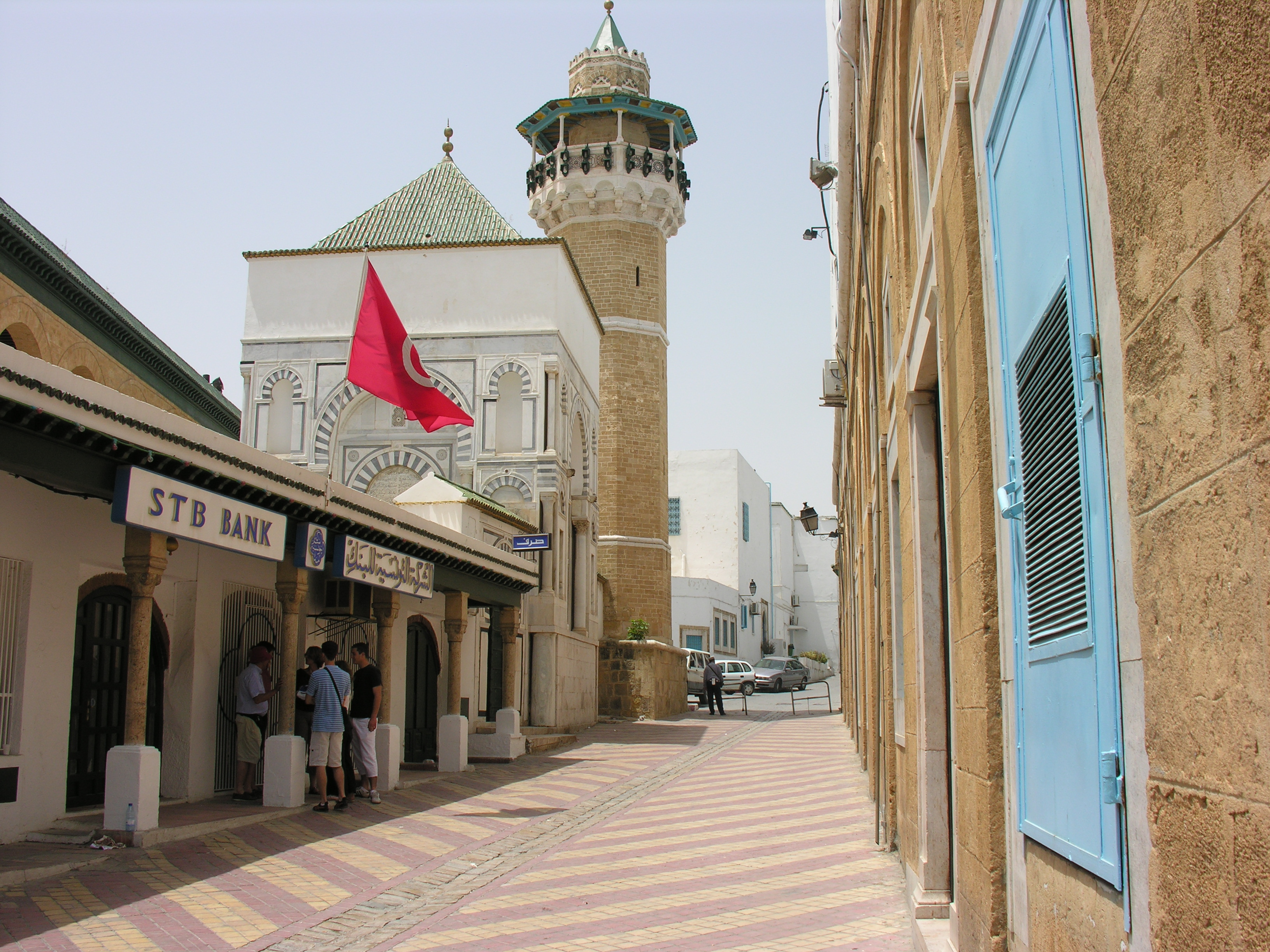
Mosquée Youssef Dey.

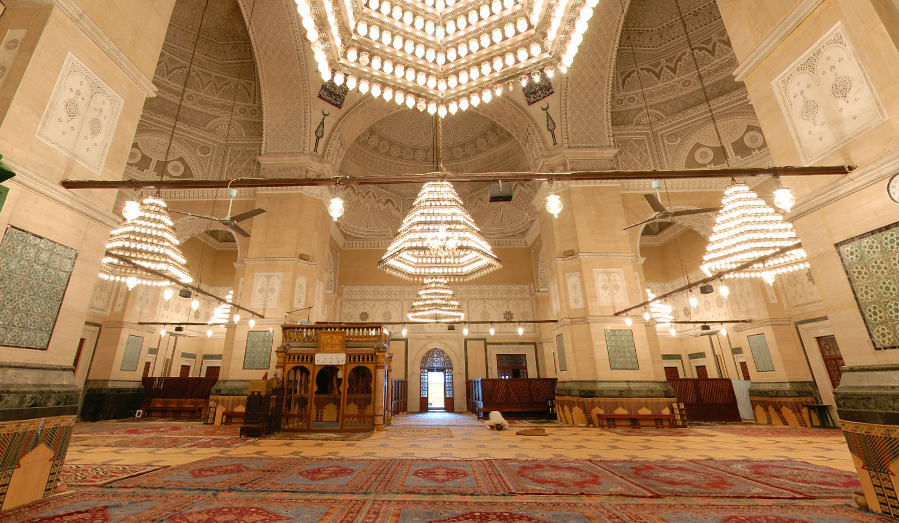
Salle de prière de la mosquée Sidi Mahrez.

Parmi les lieux de culte (islam, christianisme, judaïsme), il y a principalement des mosquées. Il y a aussi des églises catholiques (rattachées à l'archidiocèse de Tunis) et orthodoxes, des temples protestants et des églises évangéliques, et des synagogues.
Comme dans le reste de la Tunisie, une très large majorité de la population tunisoise (aux environs de 98 %) est de confession musulmane sunnite. La capitale abrite donc un très grand nombre de mosquées de différents styles architecturaux, signes de leurs époques de construction respectives. La principale et la plus ancienne d'entre elles, la mosquée Zitouna, bâtie en 732 au cœur de la médina puis entièrement rebâtie en 864, est un prestigieux lieu de culte et, pendant longtemps, un important lieu de culture et de savoir en abritant les locaux de l'université Zitouna jusqu'à l'indépendance de la Tunisie. Il accueille encore les cérémonies marquant les principales dates du calendrier musulman auxquelles assiste régulièrement le président de la République.
La médina regroupe la plupart des grandes mosquées de la capitale qui sont toutes construites avant l'avènement du protectorat français :
- la mosquée de la Kasbah, fondée en 1230 et pratiquant le rite hanéfite depuis 1584, se distingue surtout par la coupole en stalactites précédant le mihrab ainsi que par son minaret qui rappelle celui de la Koutoubia de Marrakech et qui est le plus haut de la ville[73] ;
- la mosquée El Ksar, également de rite hanéfite, située en face du Dar Hussein (Bab Menara), aurait été édifiée au XIIe siècle[73] ;
- la mosquée Hammouda-Pacha, construite en 1655, est la deuxième mosquée de rite hanéfite construite à Tunis[73] ;
- la mosquée Youssef Dey fonctionne d'abord comme oratoire avant de devenir une véritable mosquée en 1631[73]. Un décret beylical de 1926 fait de cette mosquée une annexe de l'université Zitouna où l'enseignement est dispensé jusqu'à son transfert dans de nouveaux locaux à l'aube de l'indépendance ;
- la mosquée Sidi Mahrez est la plus grande mosquée hanéfite du pays. Construite en 1692, elle est d'inspiration ottomane et rappelle la mosquée de Soliman. Elle tire son nom du saint patron de Tunis, Sidi Mahrez[20] dont le mausolée se trouve à proximité ;
- la mosquée Saheb Ettabaâ, bâtie entre 1808 et 1814 est la dernière mosquée construite à Tunis par les Husseinites avant l'occupation française[73].

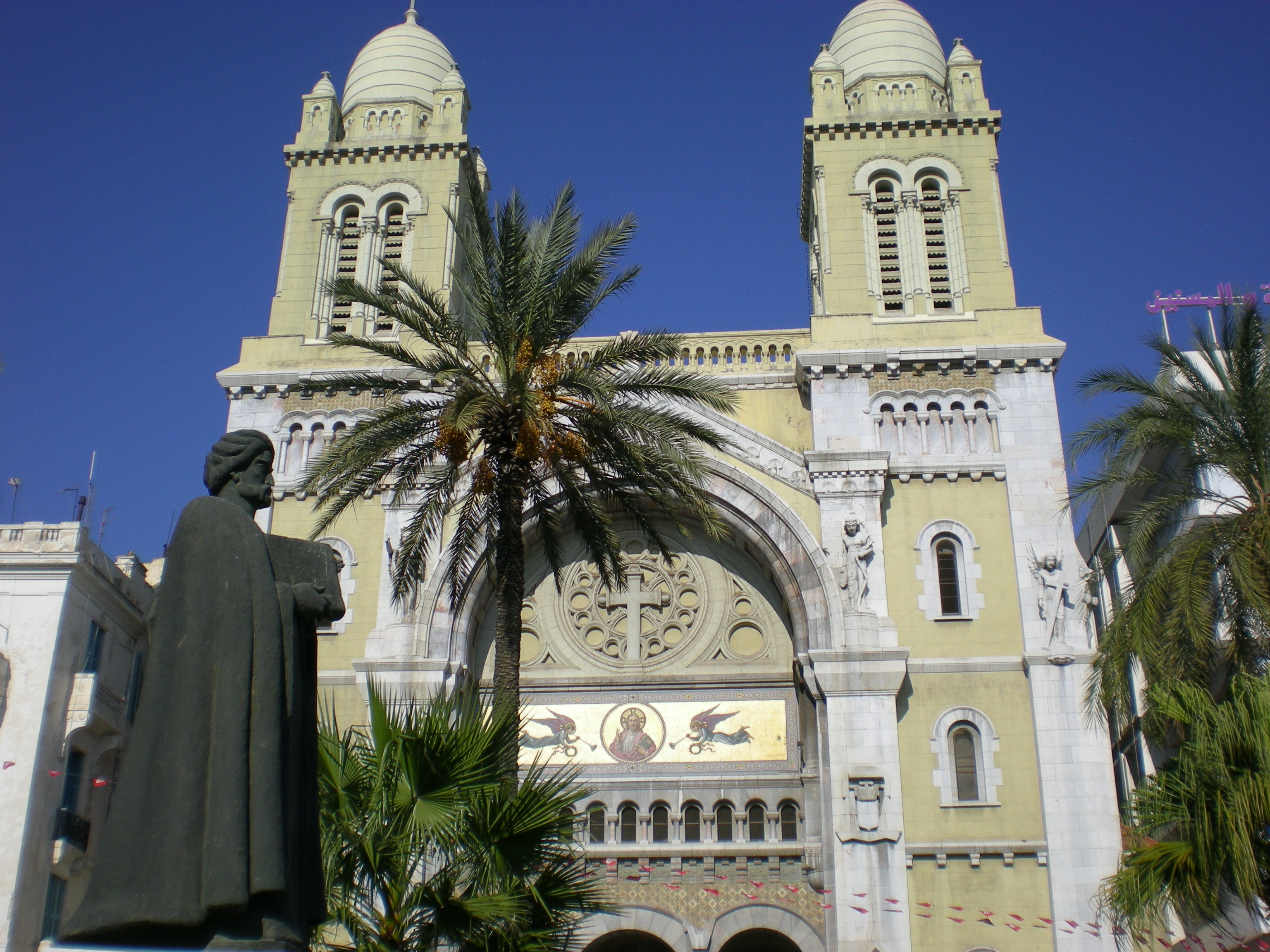
Cathédrale Saint-Vincent-de-Paul.

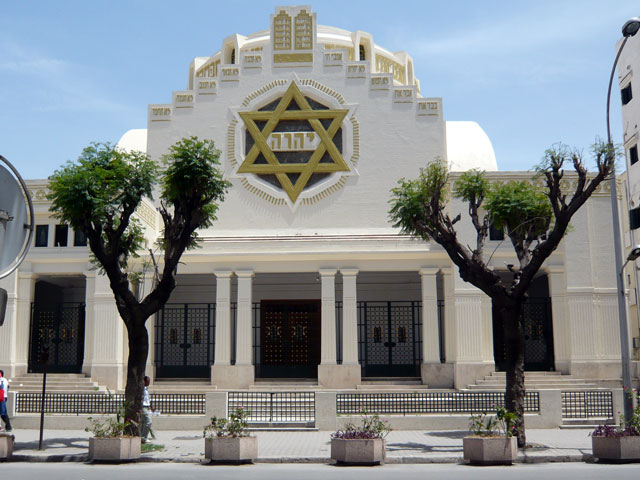
Grande synagogue de Tunis.

La présence d'églises à Tunis témoigne de la présence française pendant un demi-siècle mais aussi des échanges de Tunis avec le reste du bassin méditerranéen. Tunis est par ailleurs le siège de l'archidiocèse de Tunis dont l'archevêque siège dans la cathédrale Saint-Vincent-de-Paul, édifiée en 1897 sur l'emplacement de l'ancien cimetière chrétien de Saint-Antoine. À celle-ci s'ajoutent un réseau d'édifices catholiques, dont l'église Sainte-Jeanne-d'Arc, mais aussi protestants avec l'église réformée et l'église anglicane Saint-Georges. La petite communauté orthodoxe est quant à elle regroupée autour de l'église grecque orthodoxe (1901), gérée par l'ambassade de Grèce, et de l'église russe orthodoxe (1956) qui témoigne de la présence en Tunisie d'une petite colonie de réfugiés russes blancs.
Le judaïsme bénéficie quant à lui d'une très longue tradition de présence dans la ville malgré l'émigration d'une grande partie de la communauté juive après l'indépendance. Parmi les sept lieux de culte juif qui subsistent encore, la Grande synagogue de Tunis, édifiée à la fin de la première moitié du XXe siècle en remplacement de l'ancienne synagogue de la Hara démolie dans le cadre des travaux de réaménagement du quartier juif de la Hara, est le principal d'entre eux.

## Politique

### Capitale

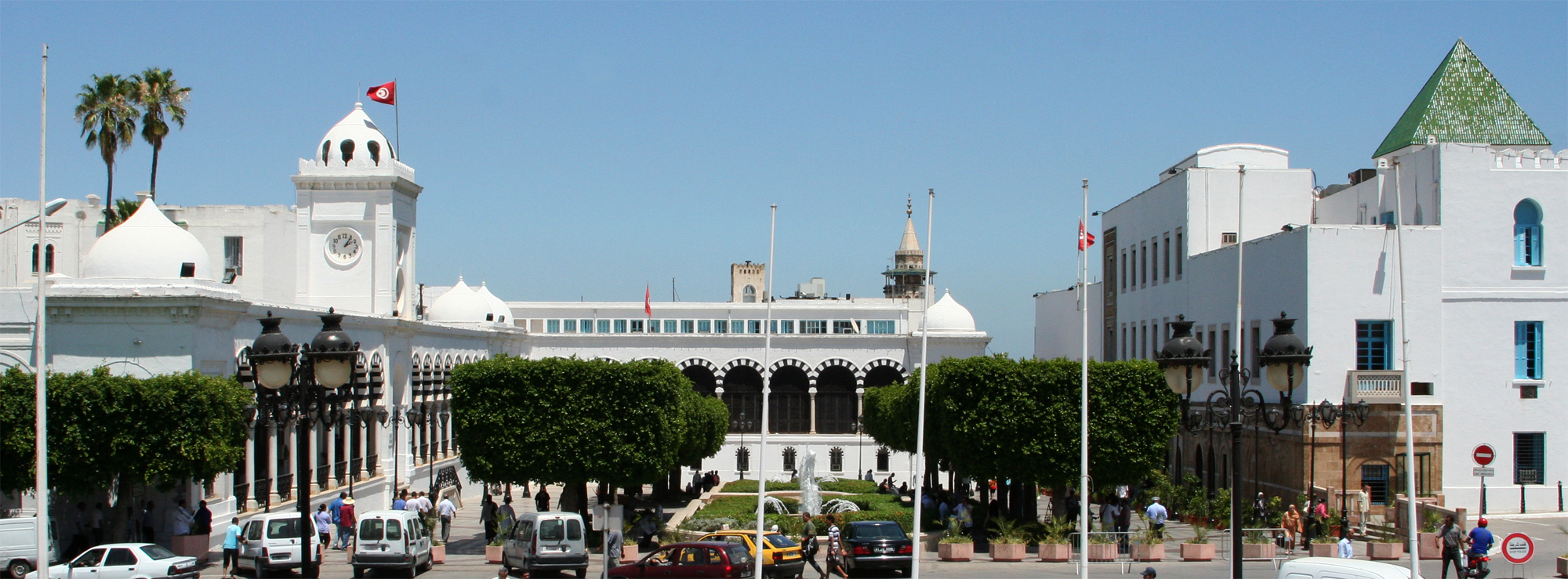
Place de la Kasbah regroupant la Présidence du gouvernement et le ministère des Finances.

Tunis est la capitale de la Tunisie depuis 1159. En vertu des articles 24 et 43 de la Constitution de 1959, « Tunis et sa banlieue » accueille des institutions nationales, de même pour la Constitution du 10 février 2014 dans les articles 51 et 73 qui mentionnent :
- la présidence de la République[35] qui siège au palais présidentiel, à Carthage ;
- l'Assemblée des représentants du peuple, qui siège dans l'ancien palais beylical du Bardo aux côtés du musée national du Bardo.

Elle abrite également le siège des ministères et organismes publics, ainsi que celui de la Cour constitutionnelle et des principales institutions judiciaires.

### Municipalité

#### Institutions
Avant 2011, le Conseil municipal se compose de soixante membres dont vingt assistants élus par le conseil après sa prise de fonctions. Durant la législature 2005-2010, la répartition des sièges se fait de la façon suivante : 48 pour le Rassemblement constitutionnel démocratique (parti alors au pouvoir au niveau national), 4 pour le Mouvement des démocrates socialistes, 4 pour le Parti de l'unité populaire, 3 pour l'Union démocratique unioniste et 1 pour le Parti social-libéral.
Le Conseil municipal se réunit quatre fois par an mais peut se réunir en session extraordinaire à la demande du maire. Parmi ses compétences figurent l'étude et le vote du budget municipal, du programme d'équipement municipal et des actions à entreprendre dans le cadre du plan national de développement. Il donne également son avis sur tous les projets devant être réalisés par l'État, le gouvernorat ou un organisme public.
Contrairement aux autres maires de Tunisie, celui de Tunis est alors désigné par décret du président de la République parmi les membres du Conseil municipal. Mohamed Béji Ben Mami est nommé par un décret promulgué le 11 janvier 2010 en remplacement d'Abbès Mohsen, nommé en 2000 et reconduit à son poste après les élections municipales de 2005.

Drapeau de la ville de Tunis.

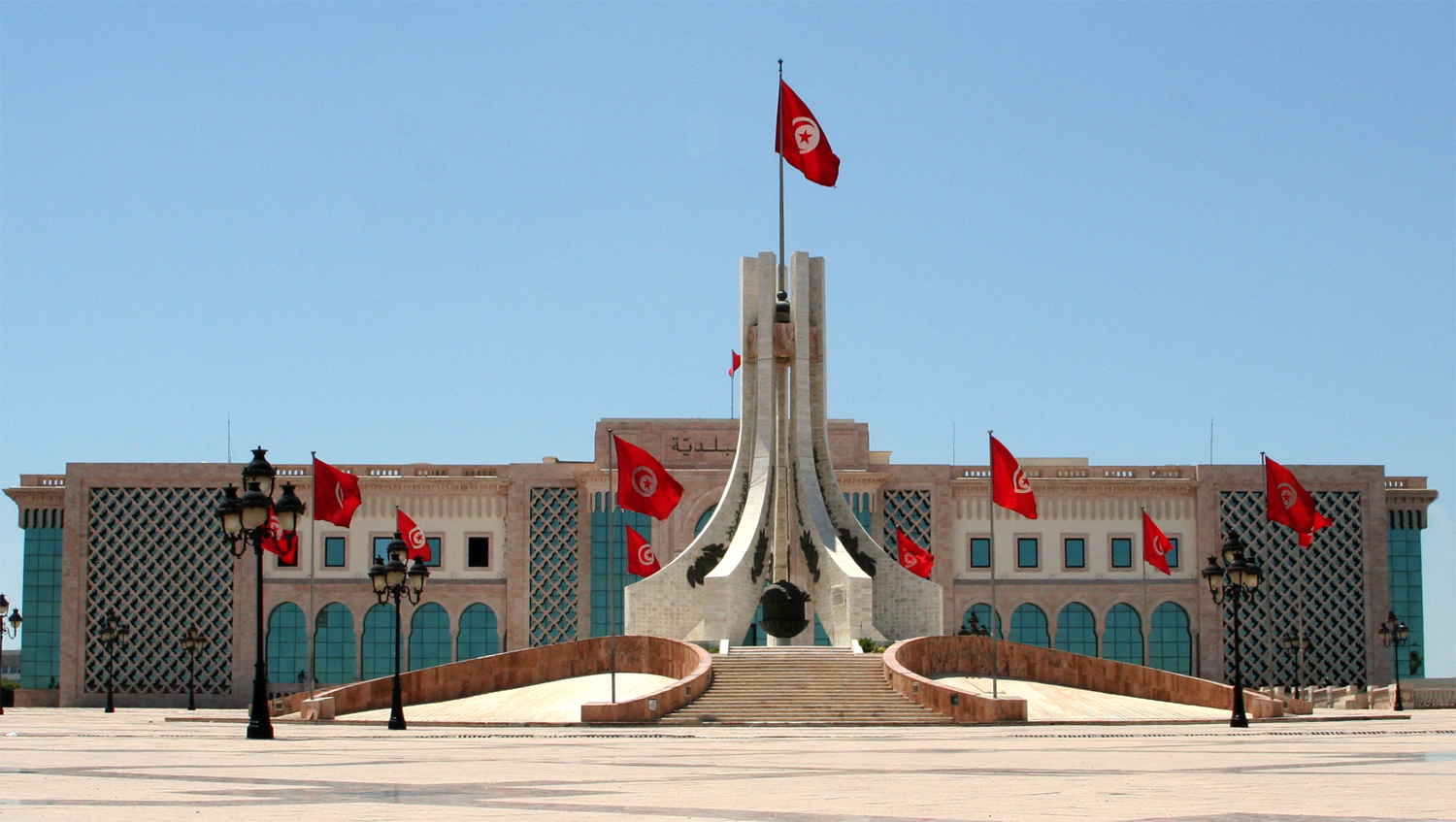
Siège de la municipalité de Tunis.

Le 8 avril 2011, une délégation spéciale dirigée par Seifallah Lasram est mise en place pour remplacer les institutions élues sous le régime de Zine el-Abidine Ben Ali.
Le 6 mai 2018, les élections municipales voient Ennahdha obtenir 21 sièges de conseillers sur 60 et Nidaa Tounes 17. Le 3 juillet suivant, Souad Abderrahim devient la première femme élue maire de la capitale.
En complément des institutions municipales, chacun des quinze arrondissements municipaux dispose d'un conseil se réunissant chaque mois en présence des élus et des représentants des administrations concernées par les questions à l'ordre du jour.

#### Budget
Le budget 2014 adopté par le Conseil municipal s'articule de la façon suivante : 41,850 millions de dinars seront collectés par les taxes foncières et sur les activités, 9,510 millions par les redevances pour formalités administratives et droits perçus en atténuation de services rendus, 7,040 millions par les revenus d'occupation et de concession de services publics dans le domaine municipal ; 53,878 millions seront investis dans la rémunération publique, 23,344 millions dans des dépenses de développement, 4,102 millions dans les intérêts de la dette et 3,635 millions dans diverses interventions publiques.
Les recettes sont le produit des taxes sur les immeubles bâtis et les terrains non bâtis, des redevances de location des propriétés municipales, des revenus de l'exploitation de la voie publique, de la publicité, de la vente du domaine municipal et des actions que la municipalité détient dans le capital de certaines entreprises. Côté dépenses, des crédits sont prévus pour la consolidation de l'hygiène et de la propreté, de l'état de l'environnement et de l'esthétique urbaine, l'entretien de l'infrastructure, la réhabilitation et la rénovation des équipements collectifs, le renforcement de la logistique et des moyens de travail et de transport.

## Économie

### Tableau général
De par la concentration des activités de commandement politique (siège des institutions du pouvoir central, présidence, assemblée, ministères et administrations centrales) et culturel (importants festivals et grands médias), Tunis est la seule métropole de rang national.

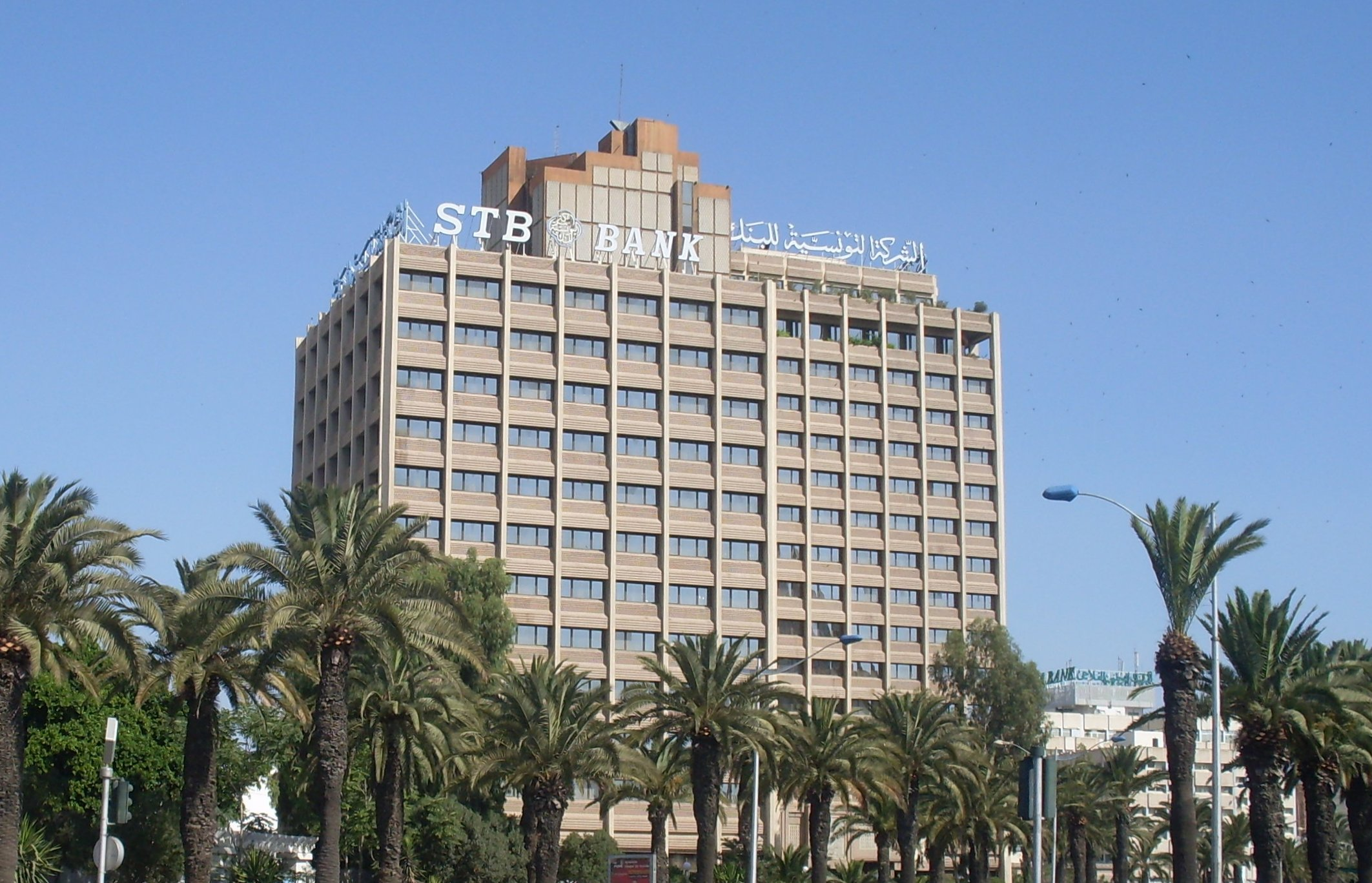
Siège social de la Société tunisienne de banque.

Son poids économique est donc très important : la ville constitue le premier pôle économique et industriel du pays, abrite le tiers des entreprises tunisiennes — dont la quasi-totalité des sièges sociaux des entreprises de plus de cinquante salariés à l'exception de la Compagnie des phosphates de Gafsa qui a fait l'objet d'une mesure de décentralisation de son siège social à Gafsa — et produit le tiers du produit intérieur brut national.
Les grandes faiblesses de l'économie tunisoise sont son attractivité insuffisante pour les investissements étrangers (33 % des entreprises, 26 % des investissements et 27 % des emplois), l'exclusion de plusieurs zones de la dynamique économique en raison des déséquilibres urbains, le taux de chômage des diplômés du supérieur qui est en progression de même que le taux d'analphabétisme qui demeure élevé au sein de la population la plus âgée (27 % des femmes et 12 % des hommes). Le nombre de personnes vivant sous le seuil de pauvreté, en régression à l'échelle nationale, reste plus élevé en milieu urbain. Par ailleurs, le chômage persiste : un jeune de 18 à 24 ans sur trois est au chômage contre un actif sur six à l'échelle nationale. Dans le Grand Tunis, la proportion de jeunes au chômage est ainsi de 35 %.

### Secteurs
La structure économique de Tunis, tout comme celle du pays, se tertiarise — la ville est la plus grande place financière du pays en abritant le siège de 65 % des entreprises financières — alors que les secteurs industriels perdent de leur importance (saturation des zones industrielles mais spécialisation des activités industrielles à haute valeur ajoutée).

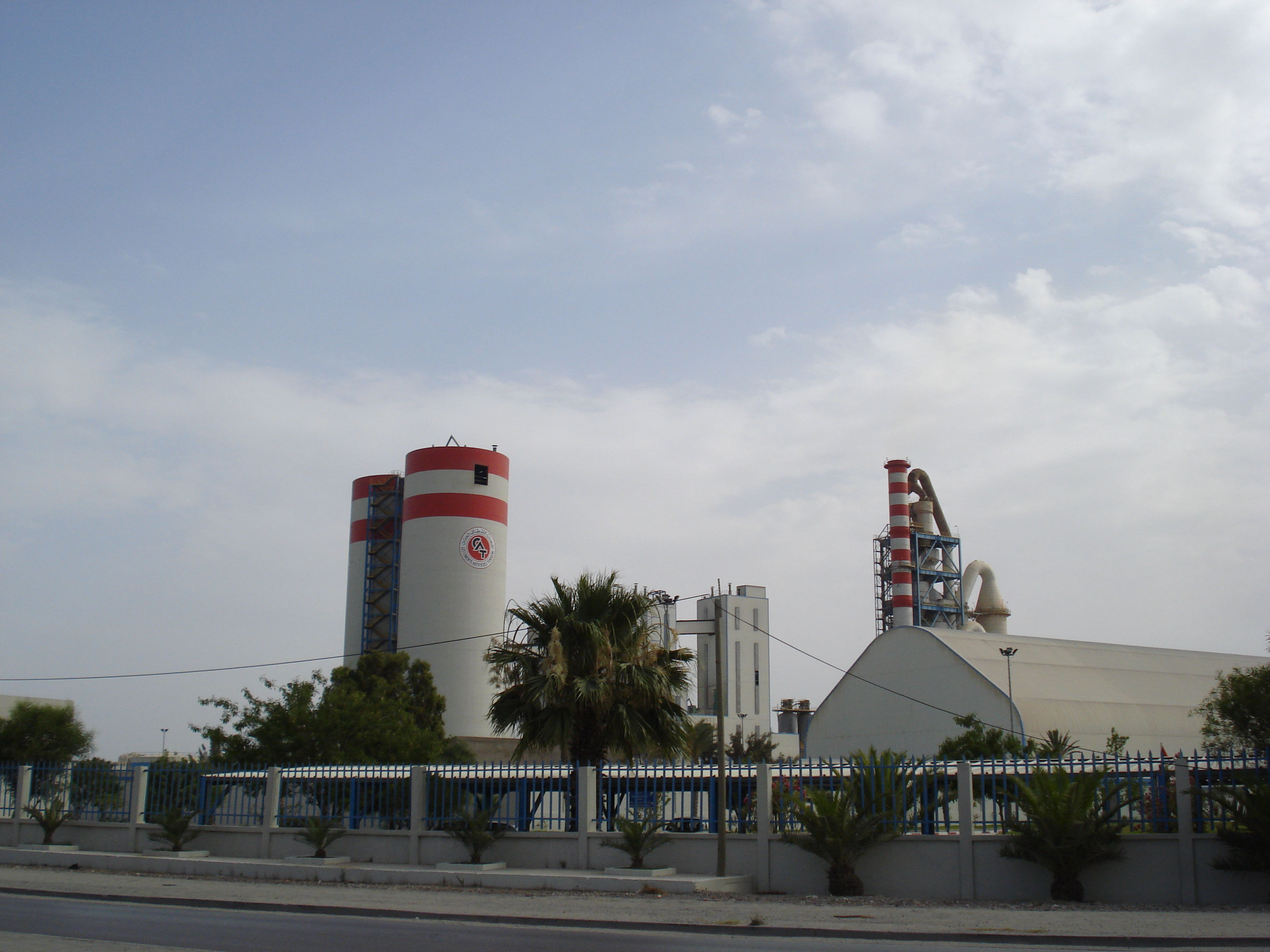
Usine des Ciments artificiels tunisiens à Djebel Jelloud.

L'industrie y reste tout de même très représentée : Tunis accueille 85 % des établissements industriels répartis dans les quatre gouvernorats constituant son agglomération avec une évolution vers l'étalement des zones industrielles en périphérie, le long des axes de communication.
L'agriculture, quant à elle, est active dans les espaces les plus éloignés du centre sous forme de ceintures maraîchères ou d'espaces agricoles spécialisés (notamment dans la viticulture très présente autour de la ville). En effet, grâce à un relief en général plat et à l'encadrement de l'agglomération par les deux principaux fleuves de Tunisie, la Medjerda au nord et l'oued Miliane au sud, fertilisant grâce à leur forte charge alluviale, Tunis bénéficie de plusieurs grandes plaines fertiles encore très productives : les plaines de l'Ariana et de La Soukra (nord), la plaine de La Manouba (ouest) et la plaine de Mornag (sud). De plus, une vaste nappe phréatique facilement accessible par le forage de puits peu profonds apporte l'eau nécessaire aux différentes cultures. Les sols sont lourds et calcaires au nord mais légers et argilo-sablonneux au sud. Les productions agricoles sont diversifiées, notamment en raison d'un régime de pluies réparties au cours de l'année : blé dur (La Manouba), olivier (Ariana et Mornag), vigne (Mornag), arboriculture fruitière, maraîchage et cultures légumineuses (toutes régions).

## Transports

### Transports publics

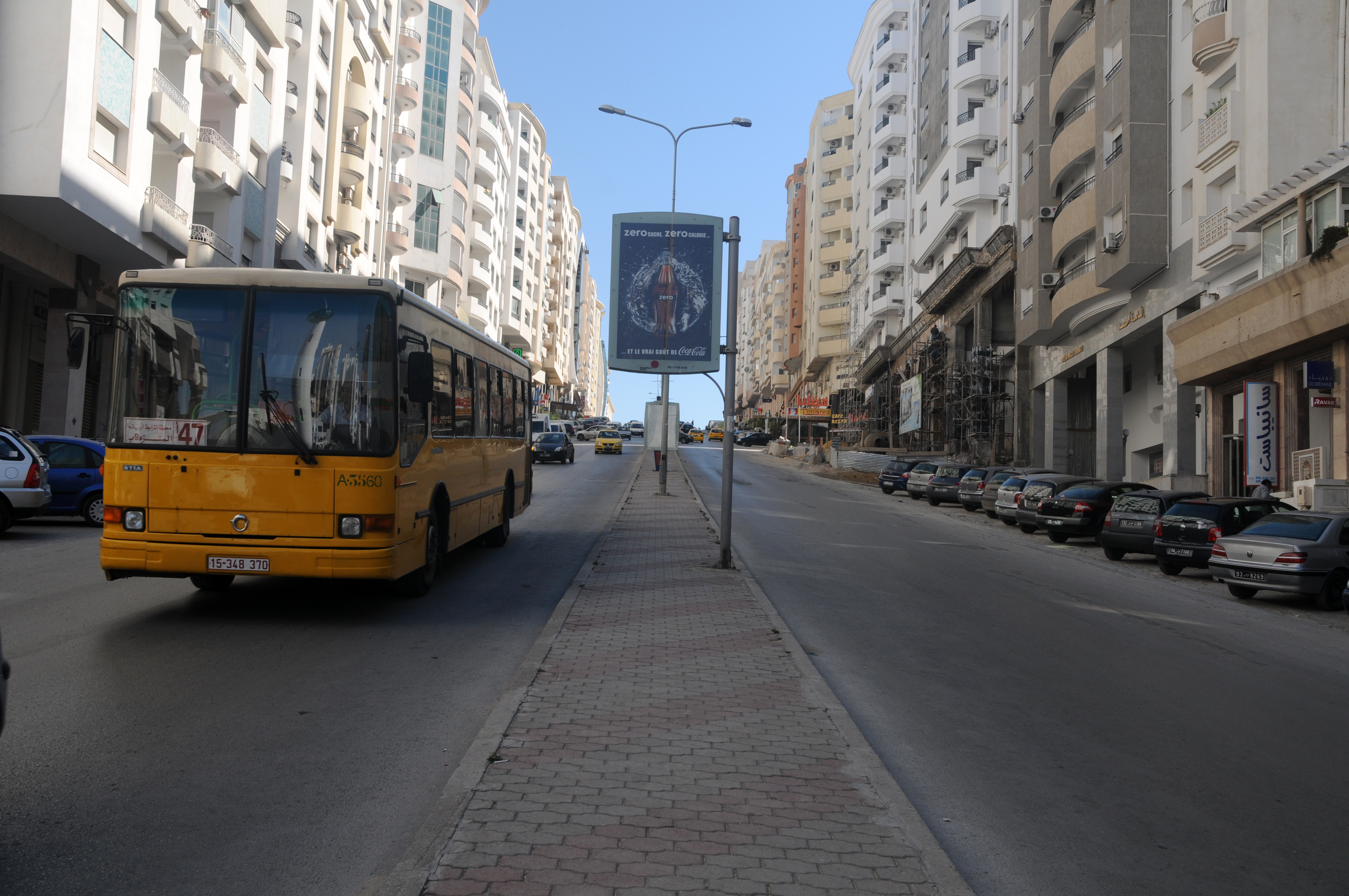
Bus de la STT.

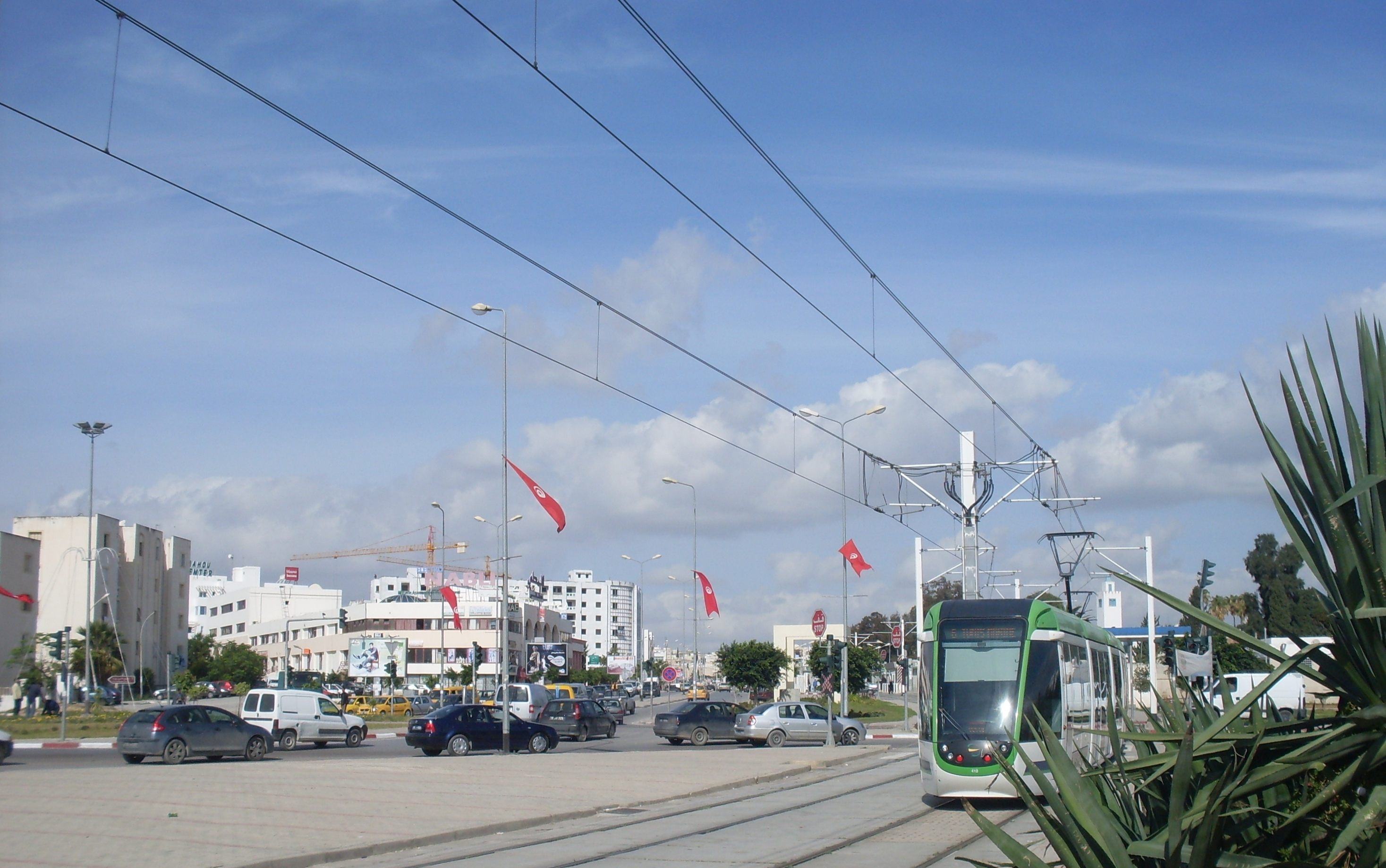
Convoi du métro léger.

La ville dispose au début du XXIe siècle d'un réseau de transport en commun relativement développé et placé sous la gestion de la Société des transports de Tunis (STT). En plus des quelque 200 lignes de bus, la première ligne du métro léger ouvre en 1985. Le réseau s'étend progressivement depuis pour atteindre les quartiers périphériques. La capitale est aussi reliée à sa banlieue nord par la ligne ferroviaire du TGM qui part de la gare de Tunis Marine puis traverse la digue divisant le lac en deux.
Par ailleurs, un nouveau projet de transport de masse, d'un montant estimé à trois milliards de dinars, doit être aménagé dans la région du Grand Tunis à partir de 2013. Il s'agit du Réseau ferroviaire rapide qui doit transporter des dizaines de milliers de voyageurs depuis les lointaines banlieues de Tunis vers le centre en utilisant des voies ferrées existantes ou à construire. Il sera décomposé en cinq lignes, dont la longueur totale est de 86 kilomètres, dont la priorité est fonction de certains critères, comme la densité de la population ou le déficit de la desserte d'une zone donnée :
- Ligne A (Tunis-Borj Cédria) de 23 kilomètres dont la modernisation et l'électrification est terminée en 2012 ;
- Ligne D (Tunis-Mellassine-Le Bardo-La Manouba-Douar Hicher-Ettadhamen-Mnihla) de 19,2 kilomètres (dont 11,3 de nouvelles voies en construction[88]) ;
- Ligne E (Tunis-Ezzouhour-Sidi Hassine-Essijoumi) de 13,9 kilomètres (dont 6,3 de nouvelles voies en construction[88]).

Par ailleurs, le TGM sera intégré dans le réseau du métro léger et une nouvelle ligne construite vers Aïn Zaghouan et Bhar Lazrag (8,4 kilomètres). Une telle opération nécessitera la mise à niveau des quais de gares du TGM afin qu'ils soient adaptés aux rames du métro léger. Parmi les autres projets prévus se trouvent une ligne vers la cité Ennasr (8,4 kilomètres) ainsi que l'extension de la ligne Tunis-Ettadhamen pour atteindre Mnihla (1,7 kilomètre).
De son côté, la ligne sud du métro léger est étendue en novembre 2008 jusqu'à El Mourouj 6 sur une longueur de 6,8 kilomètres. La longueur totale du réseau sera à terme de l'ordre de 84 kilomètres.

### Réseau aérien

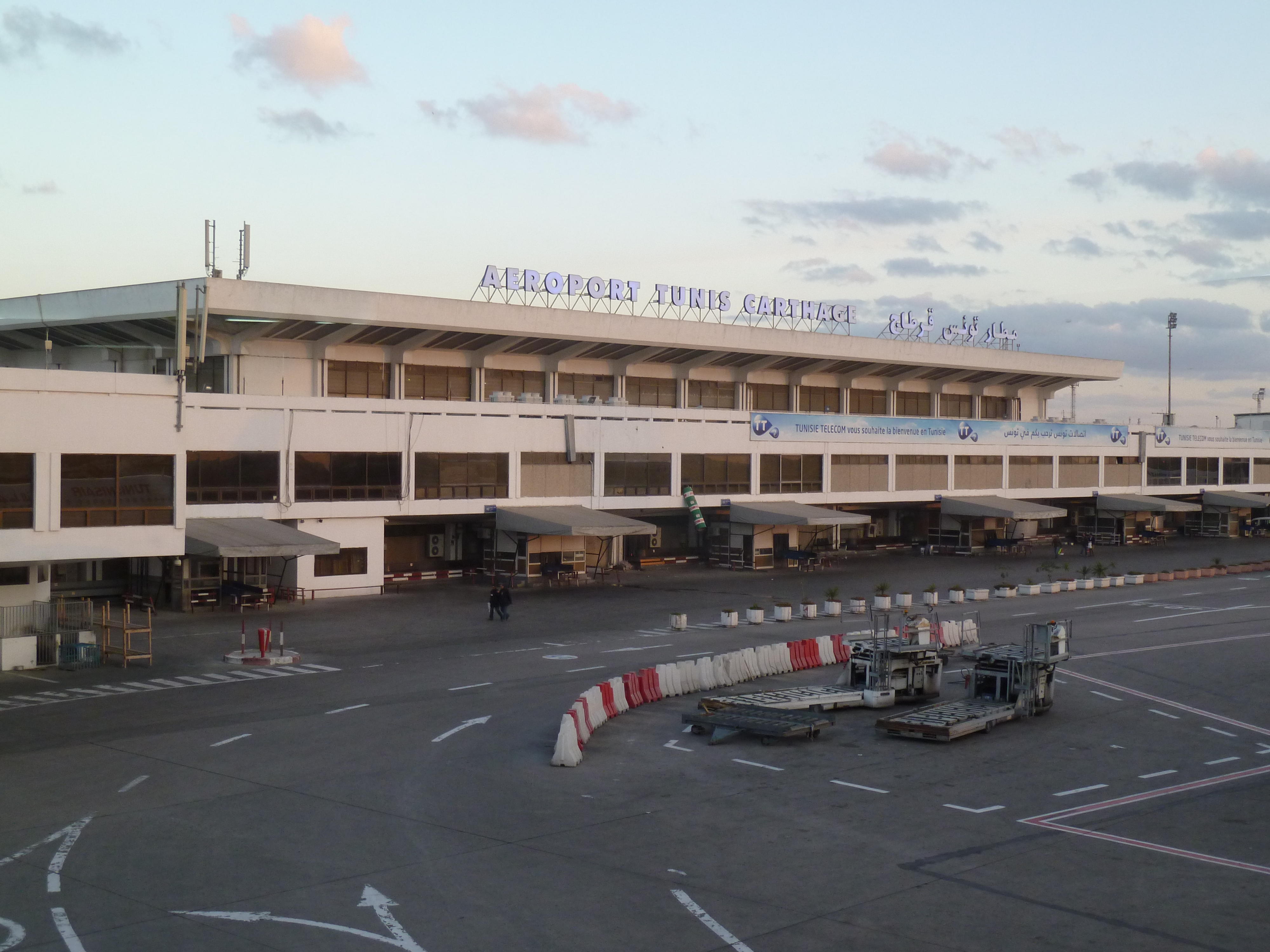
Aéroport de Tunis-Carthage.

La ville est reliée par le transport aérien avec l'aéroport international de Tunis-Carthage, situé à huit kilomètres au nord-est du centre-ville, qui est mis en exploitation en 1940 sous le nom de Tunis-El Aouina. L'aérogare actuelle est dotée d'une capacité d'accueil de cinq millions de voyageurs par an. Disposant de deux pistes d'environ trois kilomètres de long chacune, il accueille 4 188 914 passagers en 2008 contre 304 918 en 2003.

### Port

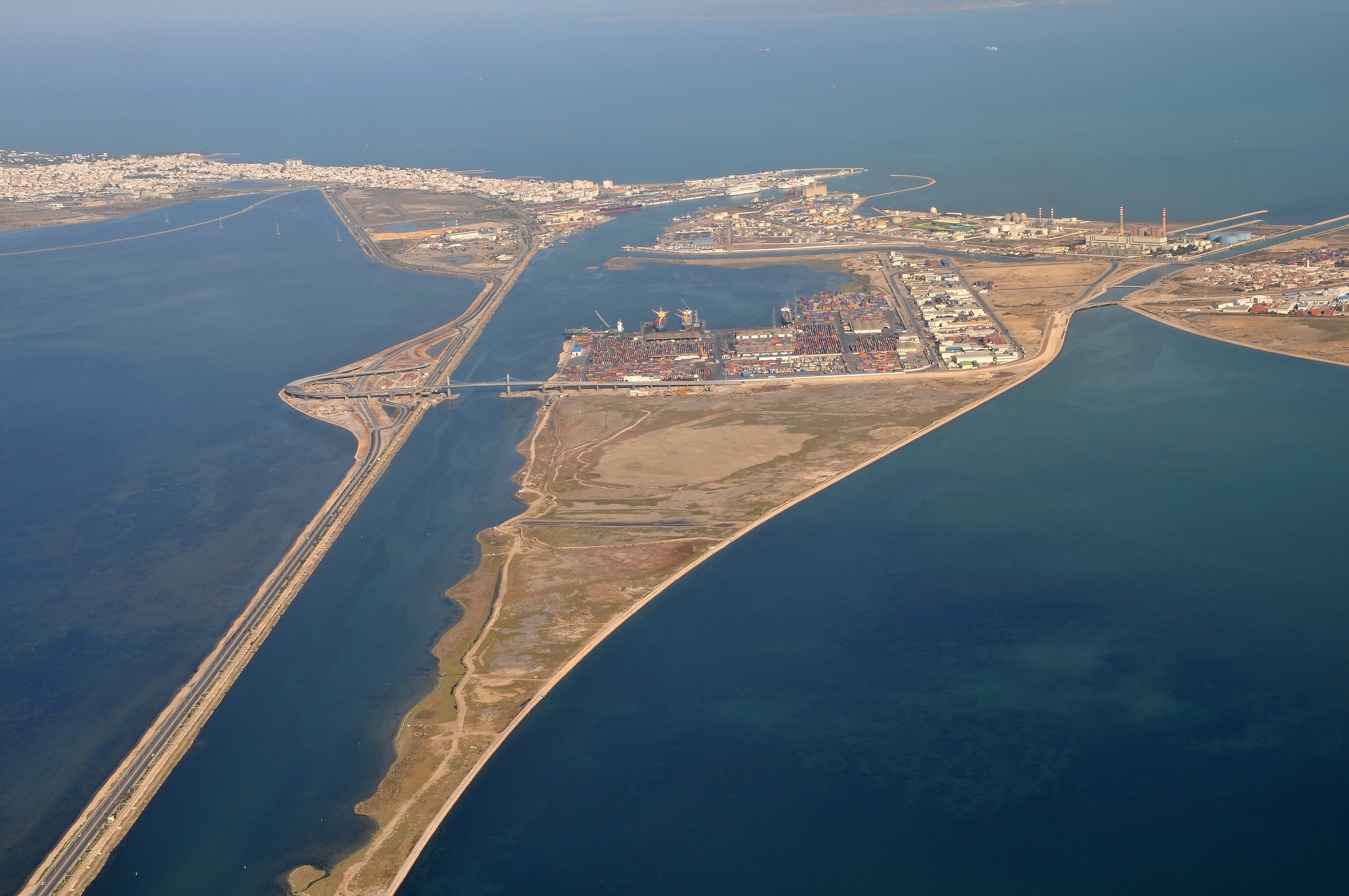
Vue aérienne du nord-est côtier de Tunis montrant les ports de La Goulette et des containers de Radès.

Après l'indépendance, l'Office national des ports maritimes, qui prend en charge l'ensemble des ports du pays, modernise les infrastructures du port de Tunis durant les années 1960.
Toutefois, le développement très important des installations portuaires de La Goulette et Radès, bénéficiant de sites plus favorables, et le transfert progressif des activités et du trafic permettent d'envisager au début du XXIe siècle le réaménagement du port de Tunis et sa transformation en port de plaisance dans le cadre du réaménagement du quartier de La Petite Sicile.
Grâce au port de La Goulette, Tunis est reliée à Marseille et Gênes par des liaisons hebdomadaires en ferry assurées par la Compagnie tunisienne de navigation, Corsica Linea et Grandi Navi Veloci.

### Réseau routier

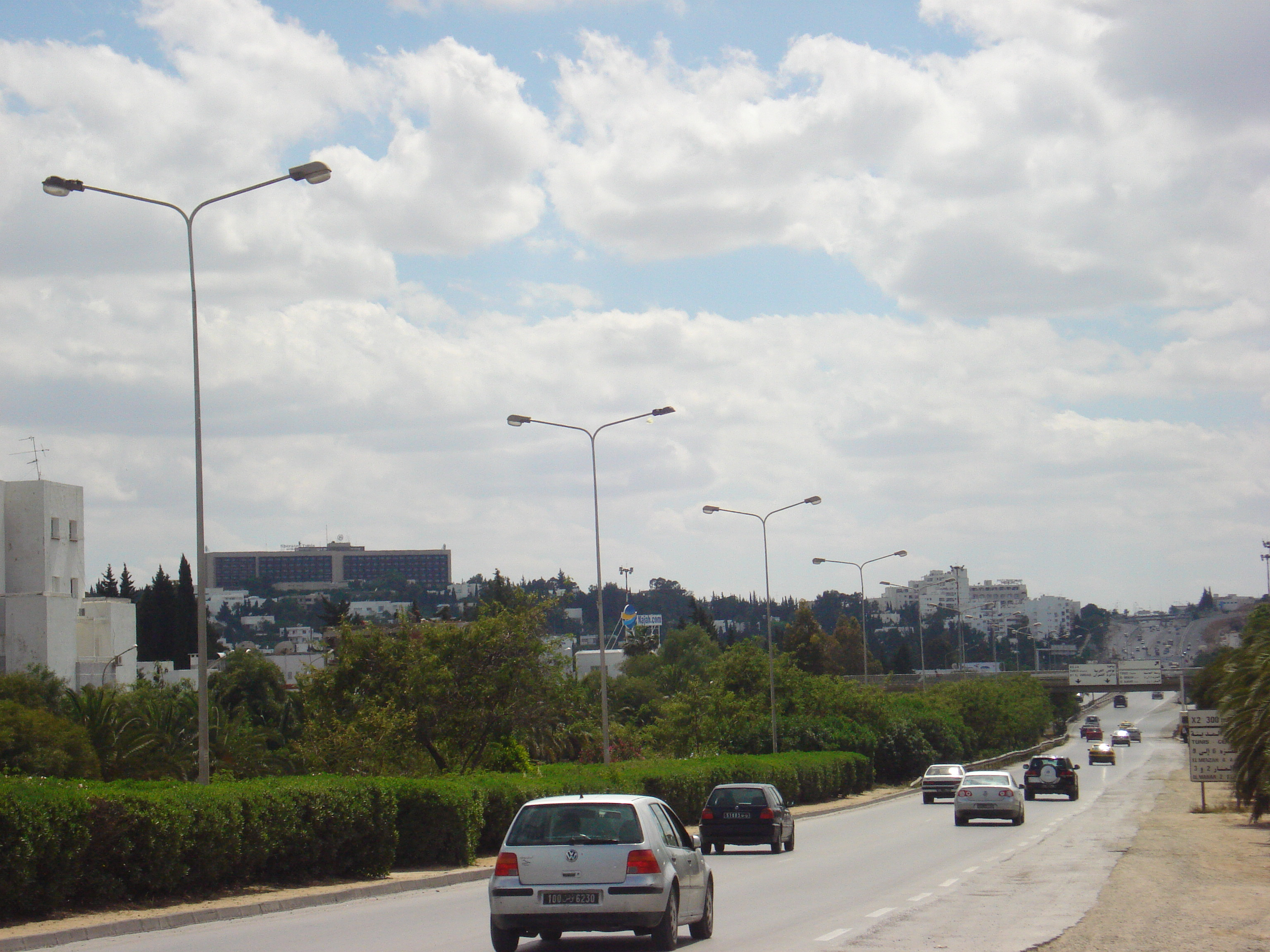
Avenue Mohamed-Bouazizi.

Tunis connaît également une densité de circulation importante en raison de la croissance du parc automobile qui évolue au rythme de 7,5 % par an. D'ailleurs, la capitale concentre à elle seule au moins 40 % du parc national avec la circulation de quelque 700 000 voitures par jour.
C'est dans ce contexte que d'importants travaux d'infrastructure routière (viaducs, échangeurs, voies express, etc.) sont mis en route dès la fin des années 1990 afin de désengorger les principaux axes de la capitale. Tunis est par ailleurs le noyau d'où rayonnent les principales routes ainsi que toutes les autoroutes qui desservent les diverses régions du pays :
- Autoroute A1 A 1 أ : Tunis-Ras Jedir ;
- Autoroute A3 A 3 أ : Tunis-Bou Salem ;
- Autoroute A4 A 4 أ : Tunis-Bizerte.

## Sport
Au début du XXe siècle se créent les premières sociétés sportives, notamment dans un cadre scolaire, à l'exemple de l'Association tunisienne musulmane en 1905 qui regroupe les élèves du lycée Alaoui et du Collège Sadiki et de la Nasria, dont les activités se limitent à la gymnastique. Un concours régional de gymnastique a d'ailleurs lieu à Tunis en 1912 avec la participation de milliers de gymnastes français. Peu prisé dans un premier temps par les locaux, le football fait son apparition dans la capitale le 15 septembre 1904 avec la création de la première société de football du pays, le Football Club de Tunis, qui devient six jours plus tard le Racing Club de Tunis officialisé le 11 mai 1905. Faute de compétition officielle, on organise des rencontres entre les équipes des établissements scolaires, la première d'entre elles ayant lieu le 9 juin 1907 entre l'équipe du lycée Alaoui et celle du lycée Carnot (1-1).

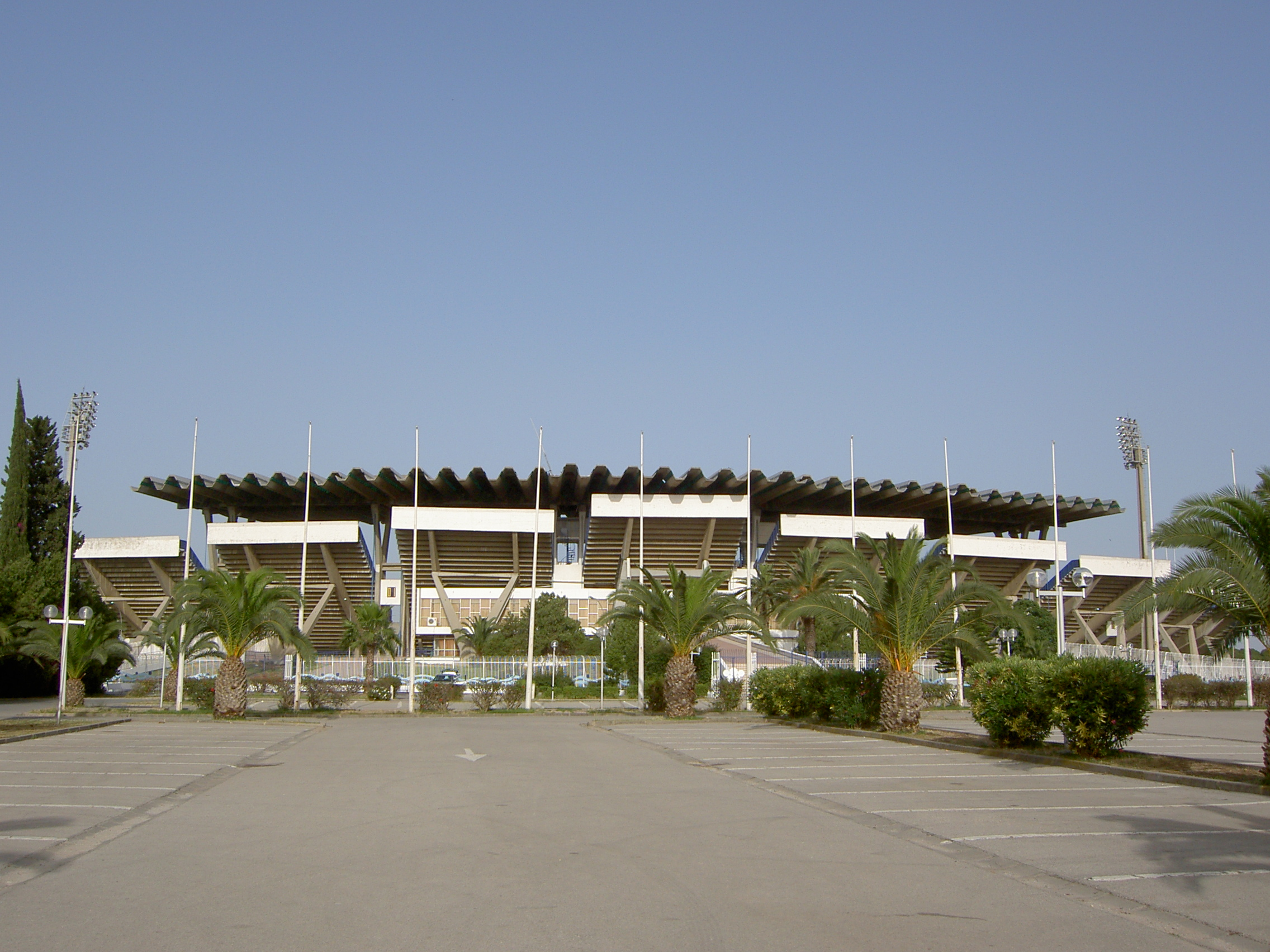
Stade olympique d'El Menzah.

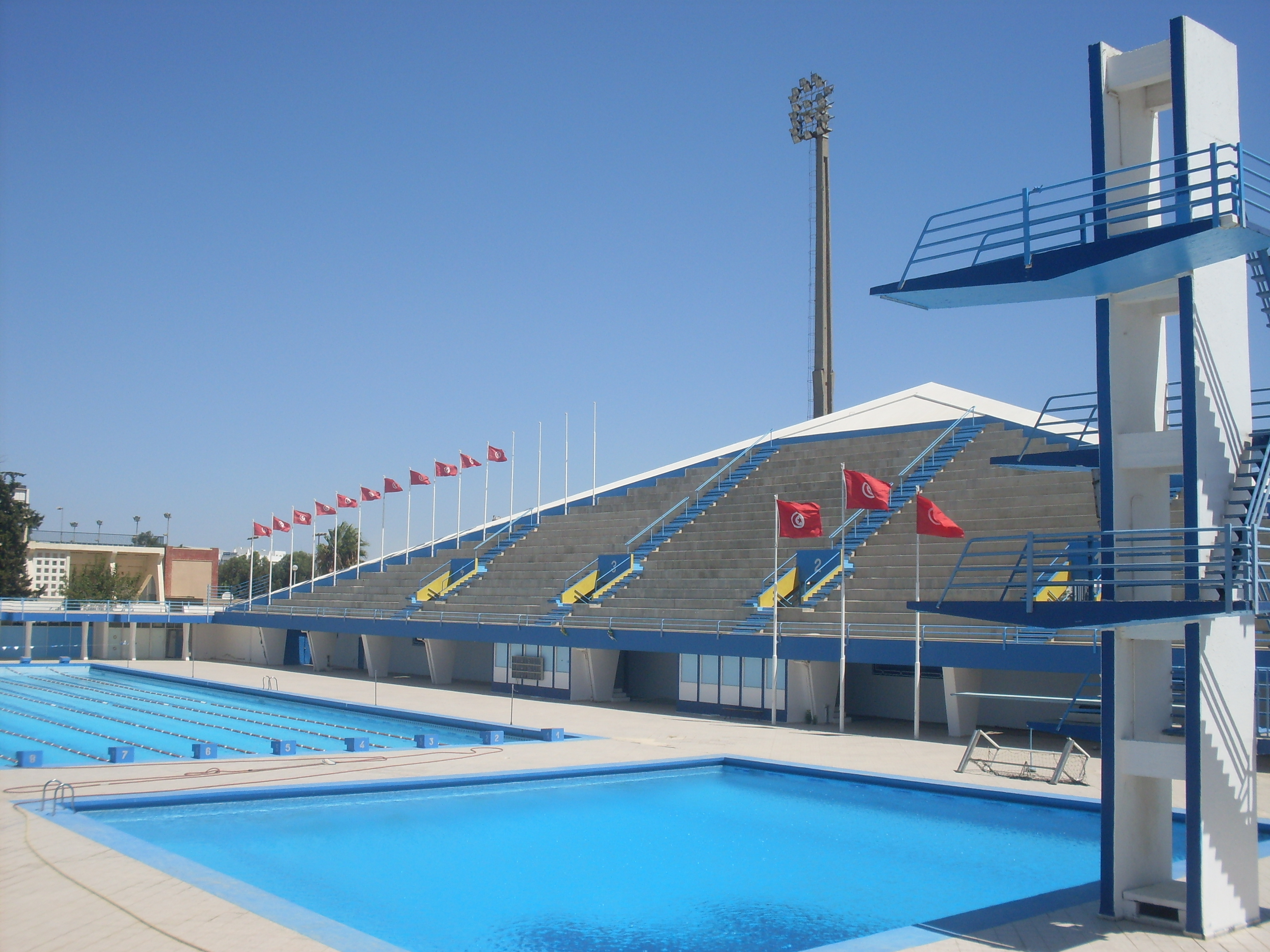
Piscine olympique d'El Menzah.

Mais le football n'est pas la seule discipline à émerger. Ainsi, entre 1928 et 1955 se disputent neuf éditions du Grand Prix automobile de Tunisie qui s'impose comme le rendez-vous incontournable du sport automobile au Maghreb où Marcel Lehoux, Achille Varzi, Tazio Nuvolari ou Rudolf Caracciola inscrivent leur nom au palmarès. Les courses sont d'abord organisées sur le tracé urbain du Bardo puis sur le circuit de Carthage avant de se terminer sur un nouveau tracé au Belvédère lors de la dernière édition. Un Grand Prix historique de Tunis a refait son apparition depuis 2000,. La ville organise par ailleurs à deux reprises les Jeux méditerranéens en 1967 et 2001, ou les championnats d'Afrique de gymnastique artistique 2000, mais aussi le Grand Prix de la ville de Tunis depuis 2007 et un tournoi international de tennis, le Tunis Open, qui est inscrit à l'ATP Challenger Tour.
Dans ce contexte, le gouvernorat de Tunis compte en 2007 24 095 licenciés dans les divers clubs de l'agglomération.
| Club                        | Installations                    | Fondation | Football | Handball | Volley-ball | Basket-ball |
| --------------------------- | -------------------------------- | --------- | -------- | -------- | ----------- | ----------- |
| Club africain               | Stade El Menzah Palais El Menzah | 1920      | 28       | 81       | 34          | 13          |
| Espérance sportive de Tunis | Stade El Menzah Palais El Menzah | 1919      | 45       | 56       | 41          | 18          |
| Stade tunisien              | Stade Chedly-Zouiten             | 1948      | 13       | 0        | 0           | 15          |

L'Espérance sportive de Tunis (EST), le Club africain (CA) et le Stade tunisien sont les grands clubs omnisports de la ville. Les matchs entre les deux clubs des faubourgs tunisois, l'EST et le CA, charrieraient symboliquement une opposition de classe sociale entre un club riche et bourgeois (EST) et un club pauvre et soutenu par les masses populaires (CA). Toutefois, en se penchant sur la composition des premiers bureaux directeurs ou sur la constitution des équipes, il est étonnant de constater combien la bourgeoisie et les notables sont présents dans les deux clubs.

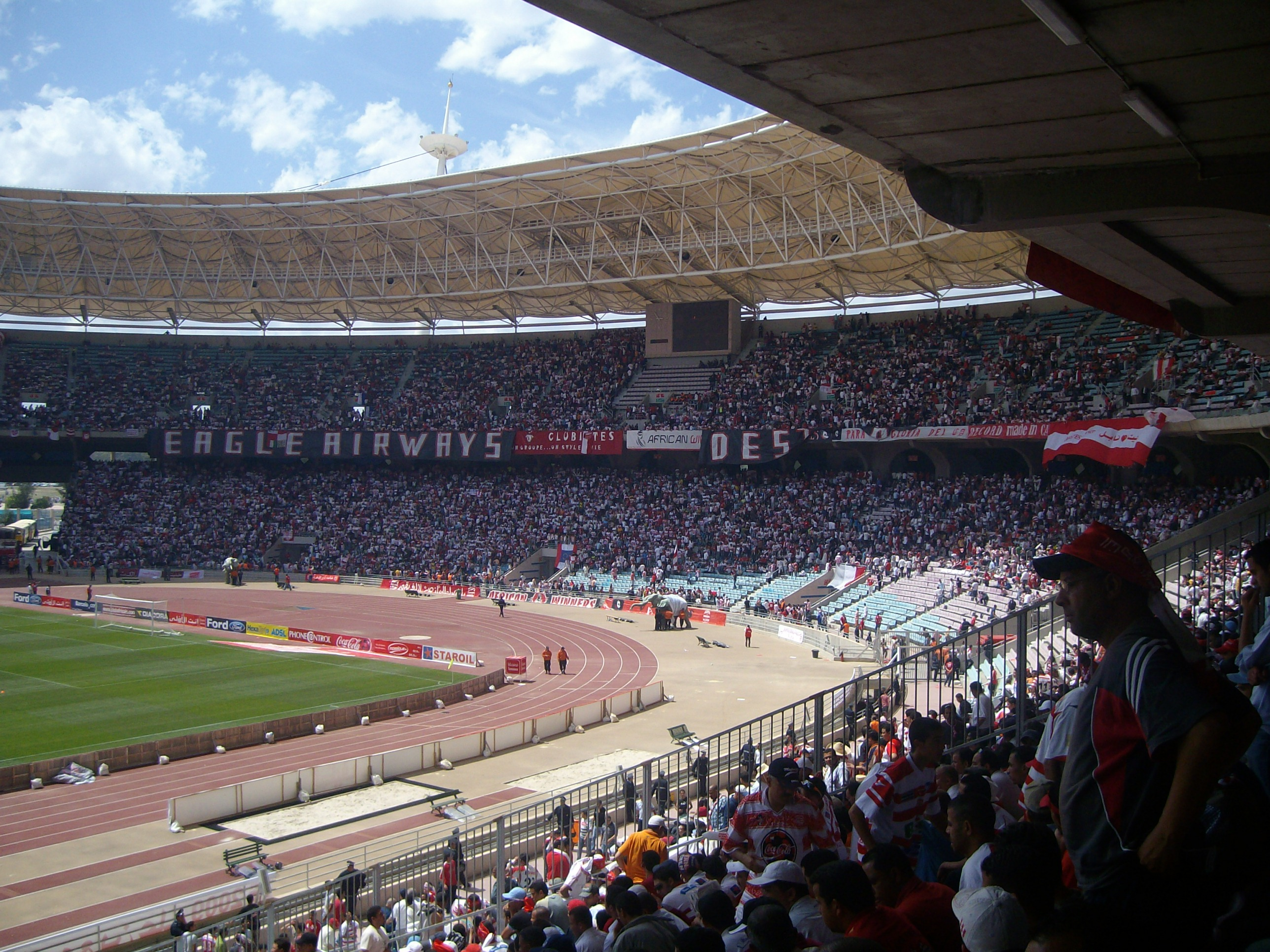
Stade olympique de Radès.

Les premières véritables installations sportives sont aménagées sous le protectorat français, comme l'illustre l'aménagement de l'hippodrome de Ksar Saïd ou la construction du stade Géo-André devenu le stade Chedly-Zouiten, dans le quartier du Belvédère, qui a longtemps été le stade principal de la capitale avant d'être supplanté par le stade olympique d'El Menzah qui voit le jour au sein du complexe de la Cité olympique d'El Menzah bâtie à l'occasion des Jeux méditerranéens de 1967. Celui-ci est lui-même supplanté par la Cité olympique du 7-Novembre et son stade de 60 000 places bâti à Radès pour les Jeux méditerranéens 2001 pour un coût estimé à 170 millions de dinars dont près de la moitié financée par des prêts sud-coréens et espagnols alors que le stade d'athlétisme représente un investissement de 12 millions de dinars et le village des sportifs un investissement estimé à 50 millions de dinars.
En 2008, le gouvernement annonce le lancement de la construction par le groupe émirati Boukhater d'un important complexe sportif comprenant plusieurs académies sportives, un stade de 20 000 places et un centre de natation. Baptisé Tunis Sports City, il s'étendra au bord du lac de Tunis, sur la route de La Marsa.

## Jumelages
La municipalité de Tunis a signé de nombreux accords de coopération et de jumelage avec diverses villes à travers le monde :
| Ville | Ville           | Pays | Pays            | Période                    |
| ----- | --------------- | ---- | --------------- | -------------------------- |
|       | Amman           |      | Jordanie        | depuis 1999                |
|       | Cologne         |      | Allemagne       | depuis 1964                |
|       | Djeddah         |      | Arabie saoudite | depuis 1979                |
|       | Doha            |      | Qatar           | depuis 1994                |
|       | Istanbul,       |      | Turquie         | depuis 2012                |
|       | Koweït          |      | Koweït          | depuis 1998                |
|       | Lisbonne        |      | Portugal        | 1993-2006                  |
|       | Marseille       |      | France          | 1989-2009                  |
|       | Mascate         |      | Oman            | depuis 1995                |
|       | Montréal        |      | Canada          | depuis 1999                |
|       | Moscou          |      | Russie          | depuis 1998                |
|       | Paris           |      | France          | 2004-2012                  |
|       | Prague          |      | Tchéquie        | depuis 1978                |
|       | Rabat           |      | Maroc           | depuis 1987                |
|       | Rio de Janeiro, |      | Brésil          | depuis le 29 novembre 1993 |
|       | Santiago        |      | Chili           | depuis 1994                |
|       | Stockholm       |      | Suède           | 1999-2001                  |
|       | Tachkent        |      | Ouzbékistan     | depuis 1978                |
|       | Tripoli         |      | Libye           | depuis 2013                |
|       | Turin           |      | Italie          | depuis 2015                |

## Honneur
L'astéroïde (6362) Tunis porte son nom.